# Neuhausen (Enzkreis)

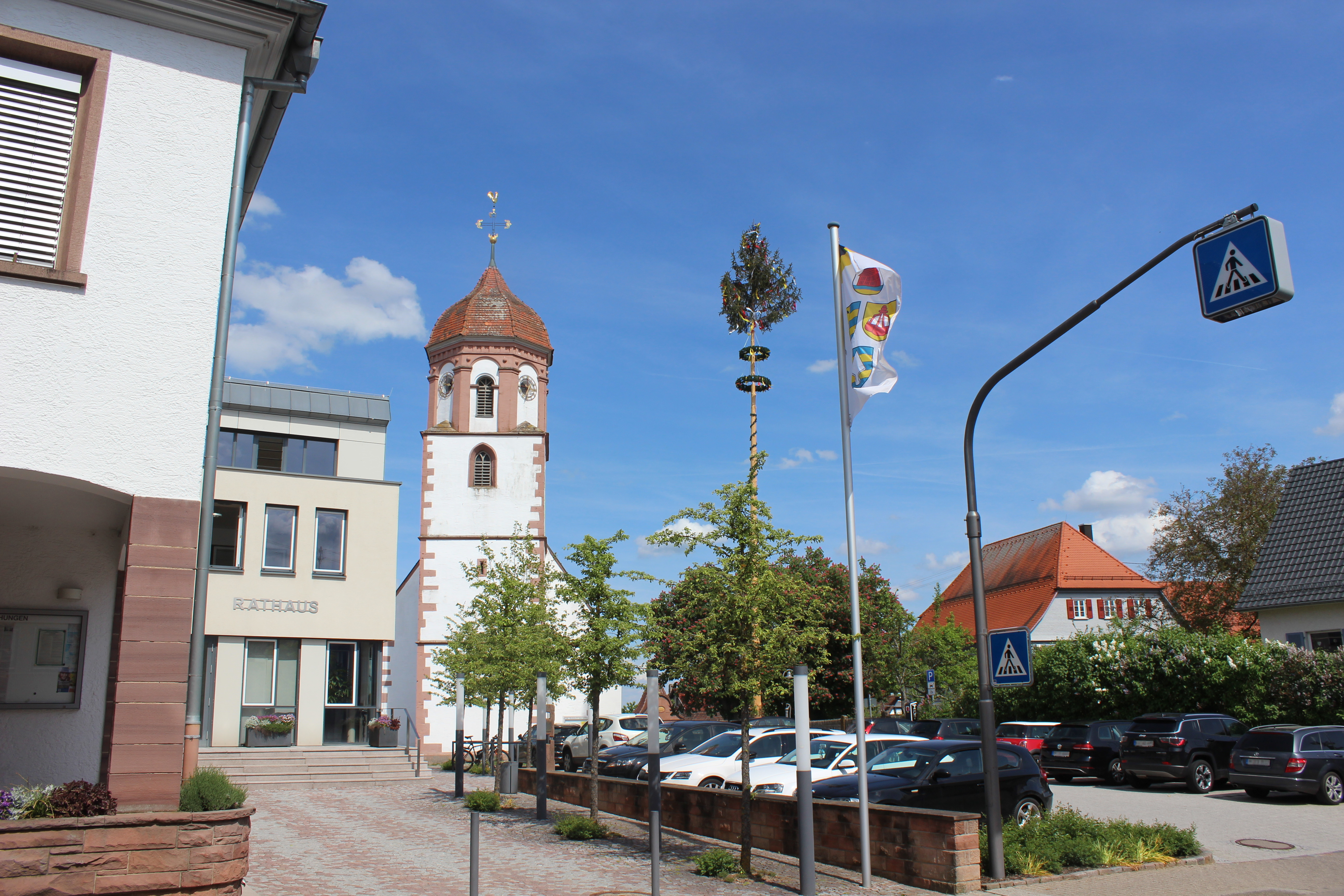
Dorfmitte Neuhausens mit Rathaus, Pfarrkirche St. Urban und Vitus und Pfarrhaus

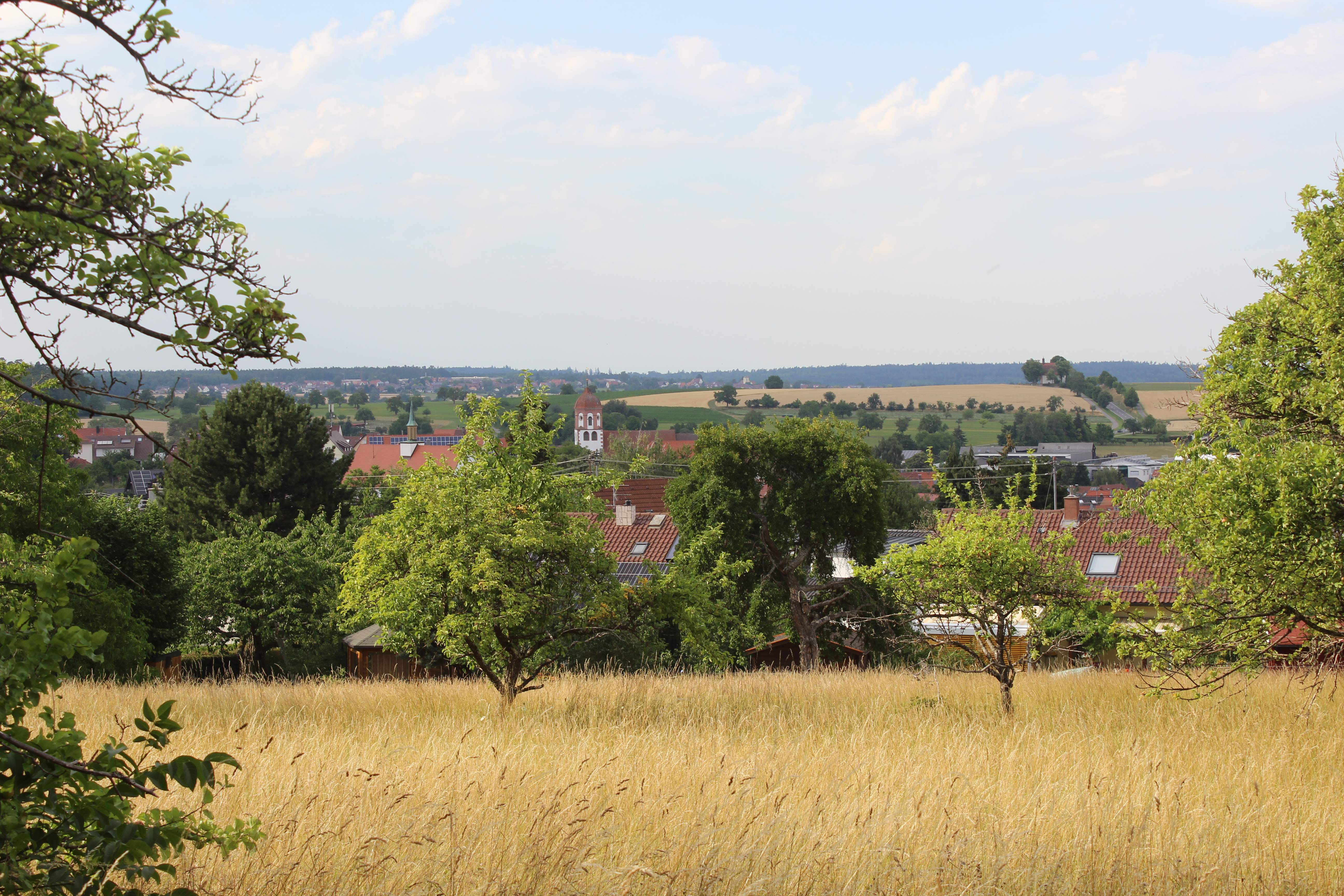
Blick auf Neuhausen, rechts die Kapelle St. Wendelin, in der Ferne der Ortsteil Hamberg

Neuhausen ist eine Gemeinde im Enzkreis in Baden-Württemberg, etwa zwölf Kilometer südöstlich der externen Kreisstadt Pforzheim gelegen.

## Geographie

### Lage

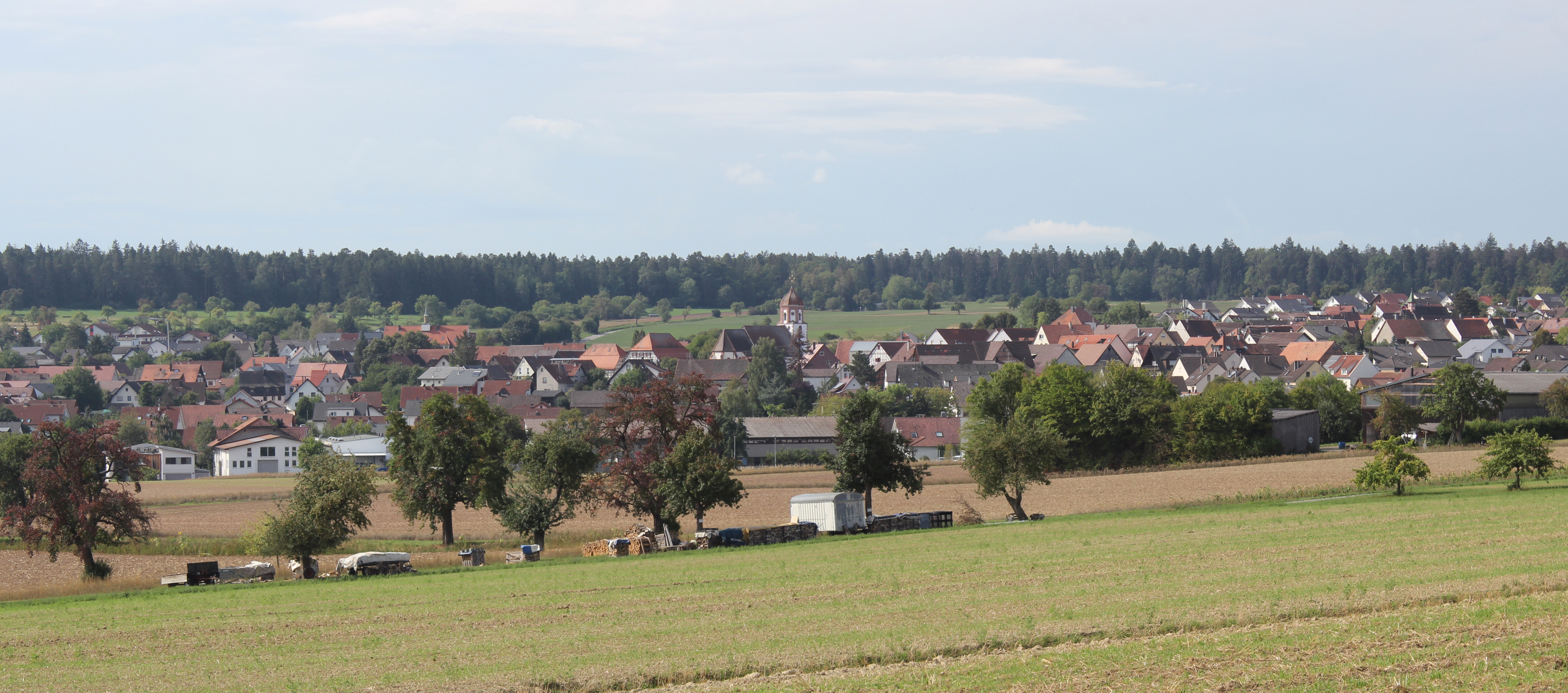
Ortsansicht Neuhausens

Hamberg (links) und Steinegg (rechts)

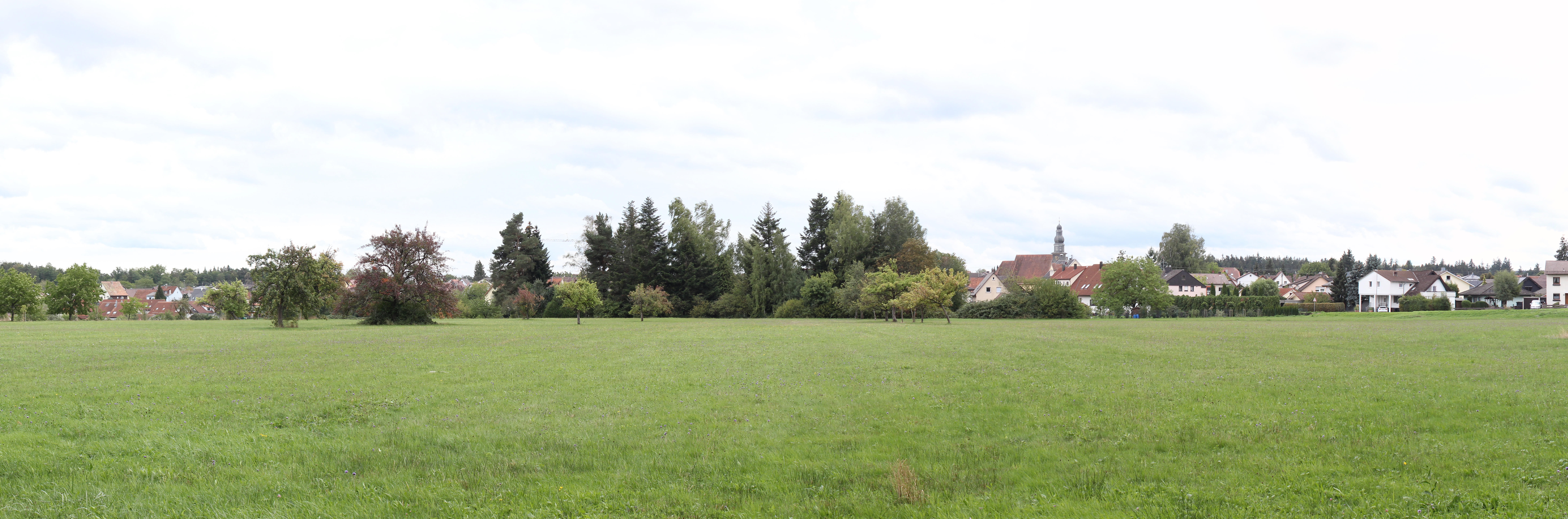
Ortsteil Schellbronn

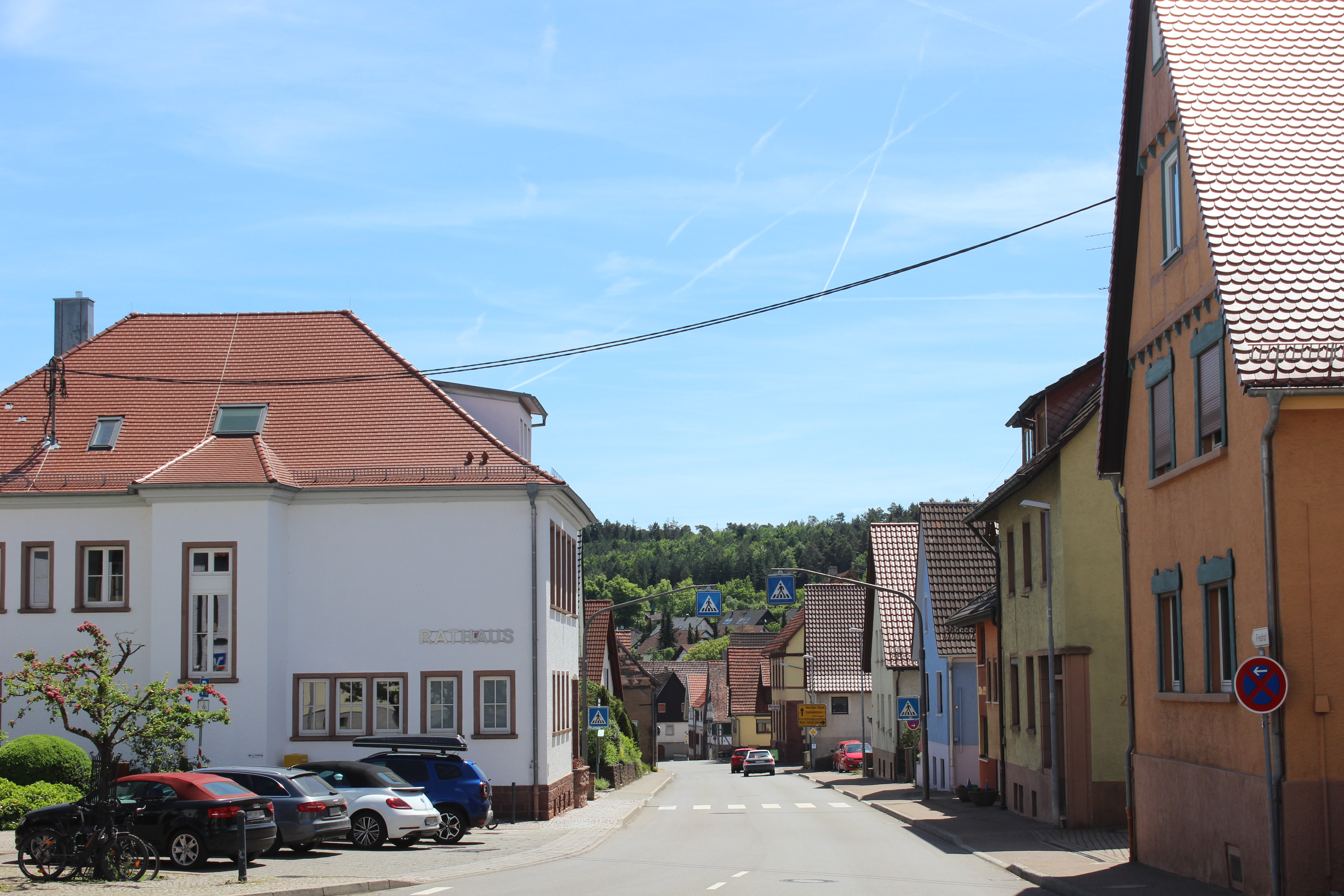
Durchgangsstraße in Neuhausen mit Blick auf den Galgenberg

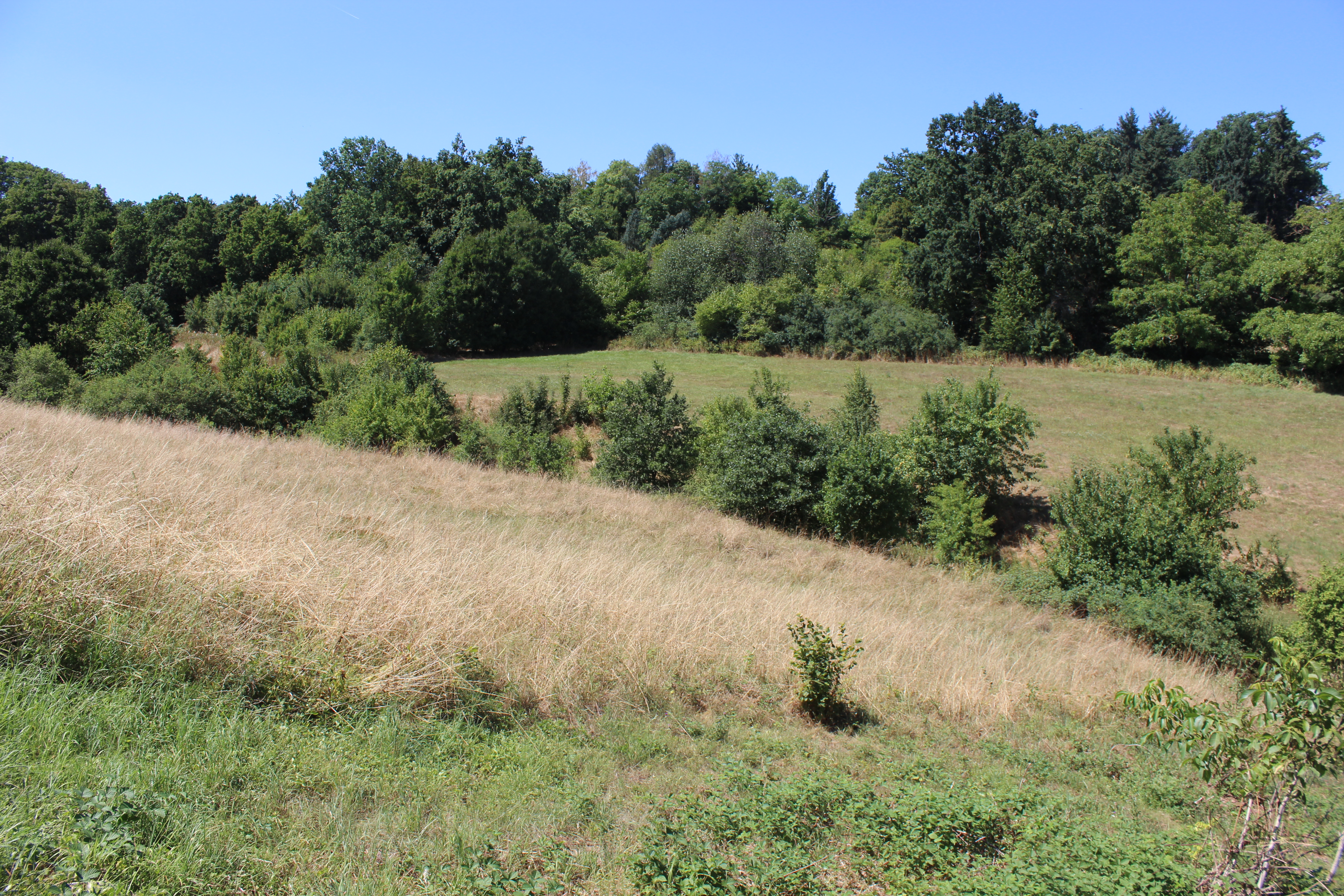
Aue des Seewiesenbachs oberhalb der Burg Steinegg

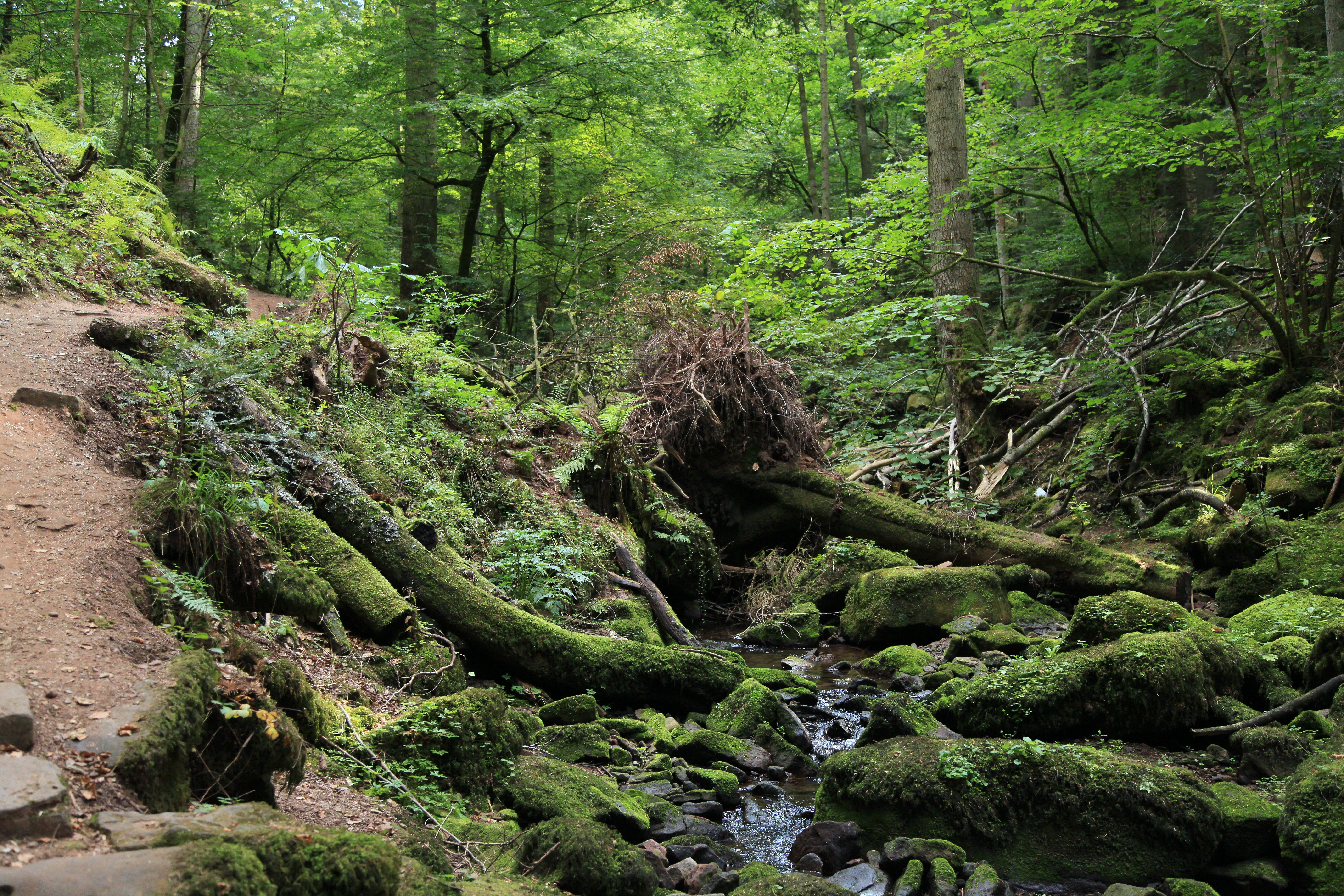
Naturbelassenes Monbachtal

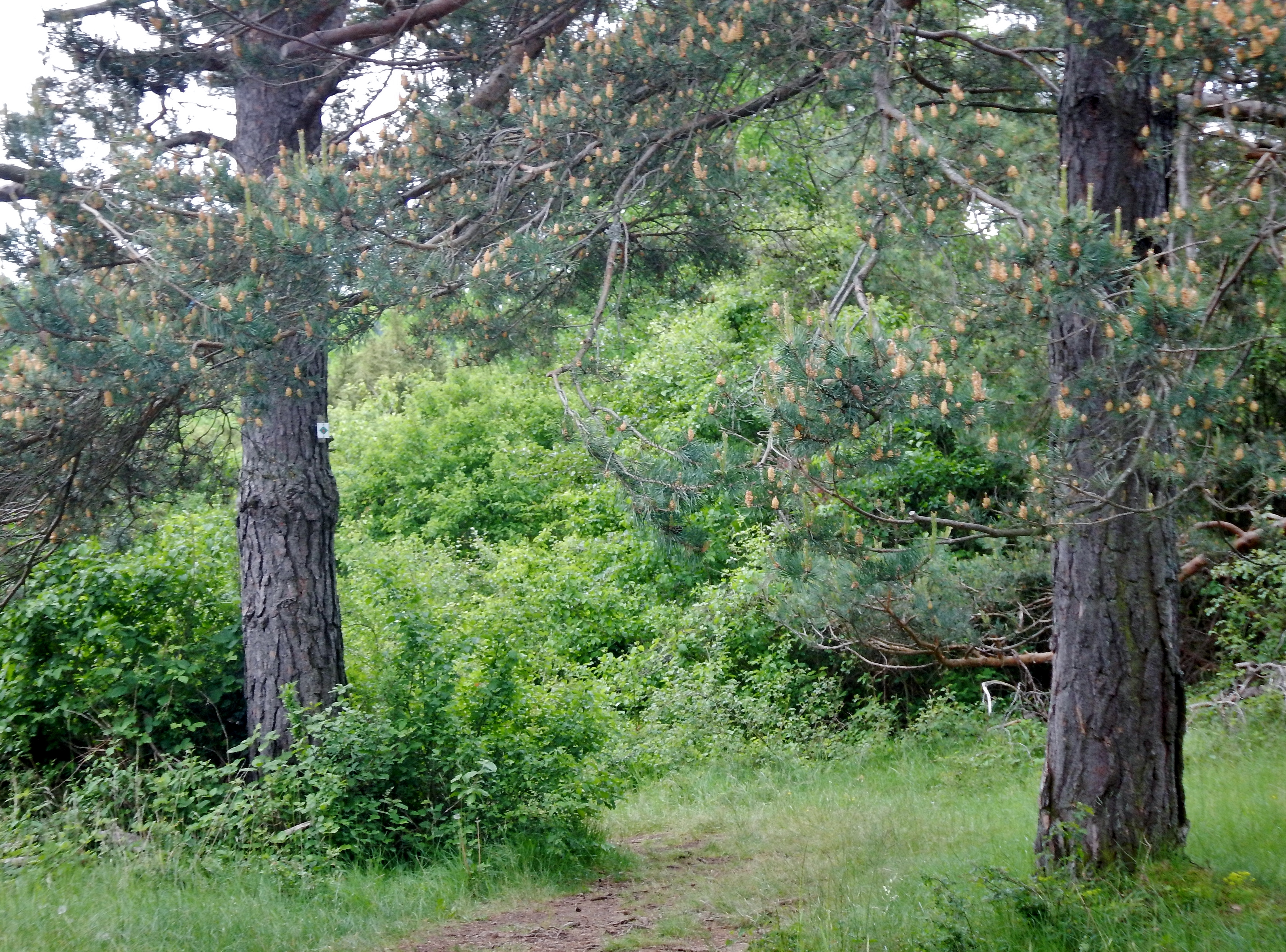
Typischer Kiefernbewuchs auf dem Büchelberg

Neuhausen liegt auf der Hochfläche im Nordschwarzwald zwischen den Flüssen Nagold und Würm, dem so genannten Biet, zwischen 293 und 541 Meter N.N. Zum Biet, dem historischen Lehen der Freiherren von Gemmingen, gehören neben Neuhausen, Hamberg, Steinegg und Schellbronn auch der Pforzheimer Stadtteil Hohenwart sowie mit Lehningen, Mühlhausen und Tiefenbronn alle Orte der Gemeinde Tiefenbronn.
Das Gemeindegebiet erstreckt sich auf eine Fläche von 2976 ha. Davon sind 1647 ha, also 55 %, Waldflächen.

### Gemeindegliederung
Die Gemeinde Neuhausen besteht aus den vier Teilorten Neuhausen, Schellbronn, Hamberg und Steinegg, die bis zur Gebietsreform in Baden-Württemberg als Gemeinden eigenständig waren.
Ferner gehört zur Gemeinde der Bahnhof Monbach-Neuhausen, der rund 4 km vom Ortsrand Neuhausens entfernt liegt und Anschluss an die Nagoldtalbahn bietet.
Zwischen Neuhausen und Unterhaugstett liegt die Wüstung Weiler am Monbach. Auf Schellbronner Markung stand einst das Jagdschloss Dollbronn, welches im Besitz der Herren von Gemmingen war. Bei Steinegg besaß das Kloster Maulbronn im Hochmittelalter einen Klosterhof namens Bonlanden.

### Nachbargemeinden
|                  | Pforzheim                                   |                |
| Unterreichenbach | Kompassrose, die auf Nachbargemeinden zeigt | Tiefenbronn    |
| Bad Liebenzell   |                                             | Weil der Stadt |

### Geologie
Die Gemeindefläche ist in Triasschichten gelegen. Aufgrund der Höhenlage zwischen Nagold- und Würmtal auf den nordöstlichen Schwarzwald-Randplatten dominiert der Obere Buntsandstein, der vereinzelt von Unterem Muschelkalk überlagert wird. Südlich grenzt an Neuhausen das Gäuland mit Unterem und Mittlerem Muschelkalk sowie Oberem Muschelkalk am Büchelberg.
Schellbronn und Teile Steineggs klagten in der Vergangenheit häufig über versauerte Böden. Andererseits ermöglichten Rückstände von Oberem Muschelkalk historisch sogar Hopfenanbau in Neuhausen und Steinegg.

### Klima
Historisch wird das Klima im Gemeindegebiet zumeist als rau beschrieben.
Zwischen 1981 und 2010 wurde eine durchschnittliche Jahresmitteltemperatur von 8,9 °C erreicht. Der mittlere Jahresniederschlag im selben Zeitraum betrug 931 mm. Überlieferte Messungen aus den 1930er Jahren geben noch Jahresmitteltemperaturen von 7,6 °C bzw. 7,7 °C an.

### Naturschutz
Die Gemeinde Neuhausen ist Teil des Naturparks Schwarzwald Mitte/Nord. Auf ihrem Gebiet befinden sich insgesamt vier Naturschutzgebiete: Büchelberg und Klebwald sowie in Teilen Monbach, Maisgraben und St. Leonhardquelle und Unteres Würmtal.
Das Landschaftsschutzgebiet Neuhausen-Biet deckt nahezu das gesamte Gemeindegebiet ab.

## Geschichte

### Vorgeschichte und Mittelalter
Verschiedene Indizien deuten auf eine Besiedlung Neuhausens bereits zur Jungsteinzeit und in römischer Zeit hin. Die späteren Dorfstrukturen dürften erst nach dem Jahr 900 entstanden sein. Auf Rodungen durch die Grafen von Calw gehen wohl die bis heute erkennbaren Waldhufendörfer Hohenwart, Schellbronn und Hamberg zurück. Bei allen Orten im „Biet“ waren möglicherweise einzelne Höfe die Ausgangspunkte.

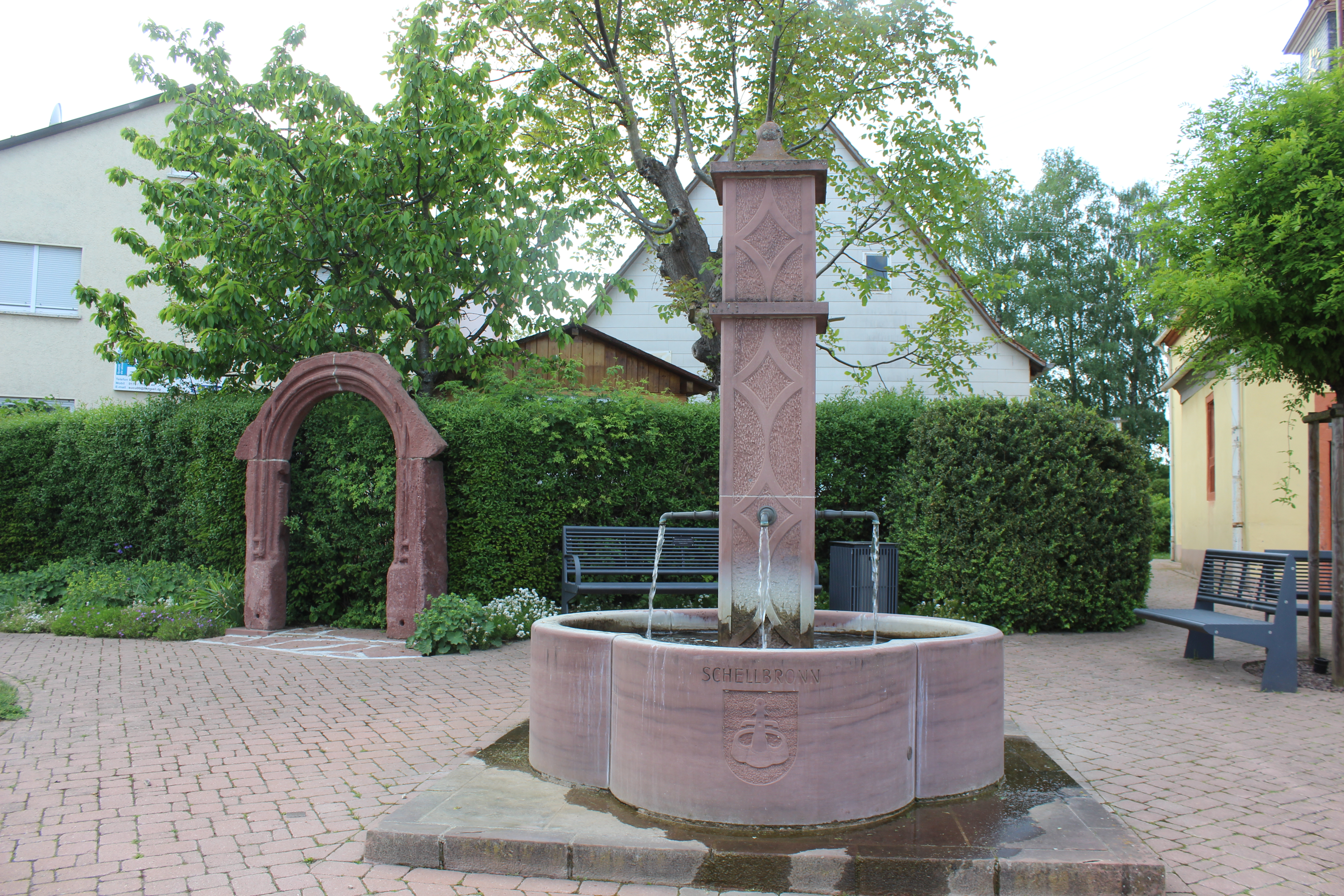
Torbogen des 1603 erbauten Klosterhofgebäudes (abgerissen 1996), aufgestellt neben dem modernen Brunnen in der Dorfmitte

1073 wird Schellbronn erstmals namentlich erwähnt. Die älteste Namensform Scaltebrunn lässt auf einen Brunnen bzw. eine Quelle schließen, die mit dem (mutmaßlichen) Personennamen Scalto assoziiert wurde. Ab 1120 bis ins 15. Jh. gehörte das Dorf im Wesentlichen zum Besitz des Klosters Hirsau. Ein Hof im Besitz dieses Klosters, der „Klosterhof“, ist spätestens 1433 nachweisbar.
1150 lässt sich Neuhausen erstmals urkundlich nachweisen. Das Bauerndorf galt stets als wohlhabend. Seit 1521 war es Pfarrort für Hamberg, Schellbronn und Steinegg sowie Hohenwart und Lehningen. Es ist ein Haufendorf.
1157 wird Steinegg im Zusammenhang mit seiner Burg erstmals erwähnt. Die damalige Höhenburg in der Nähe des späteren Standorts ist gänzlich abgegangen. Namensgebende Burgherren waren zunächst die Herren Stein von Steinegg, ab dem 15. Jh. dann das Geschlecht Gemmingen-Hagenschieß. Unter Diether von Gemmingen entstand die heute noch in Teilen erhaltene Form der Burg. Der Name der Burg, der aus dem Geschlecht Stein und dem gängigen Namensbestandteil für Burgen -ecke zusammengesetzt ist, übertrug sich auf die Siedlung. Steinegg entstand als Gassendorf mit dem Ernhaus als prägender Bauform.

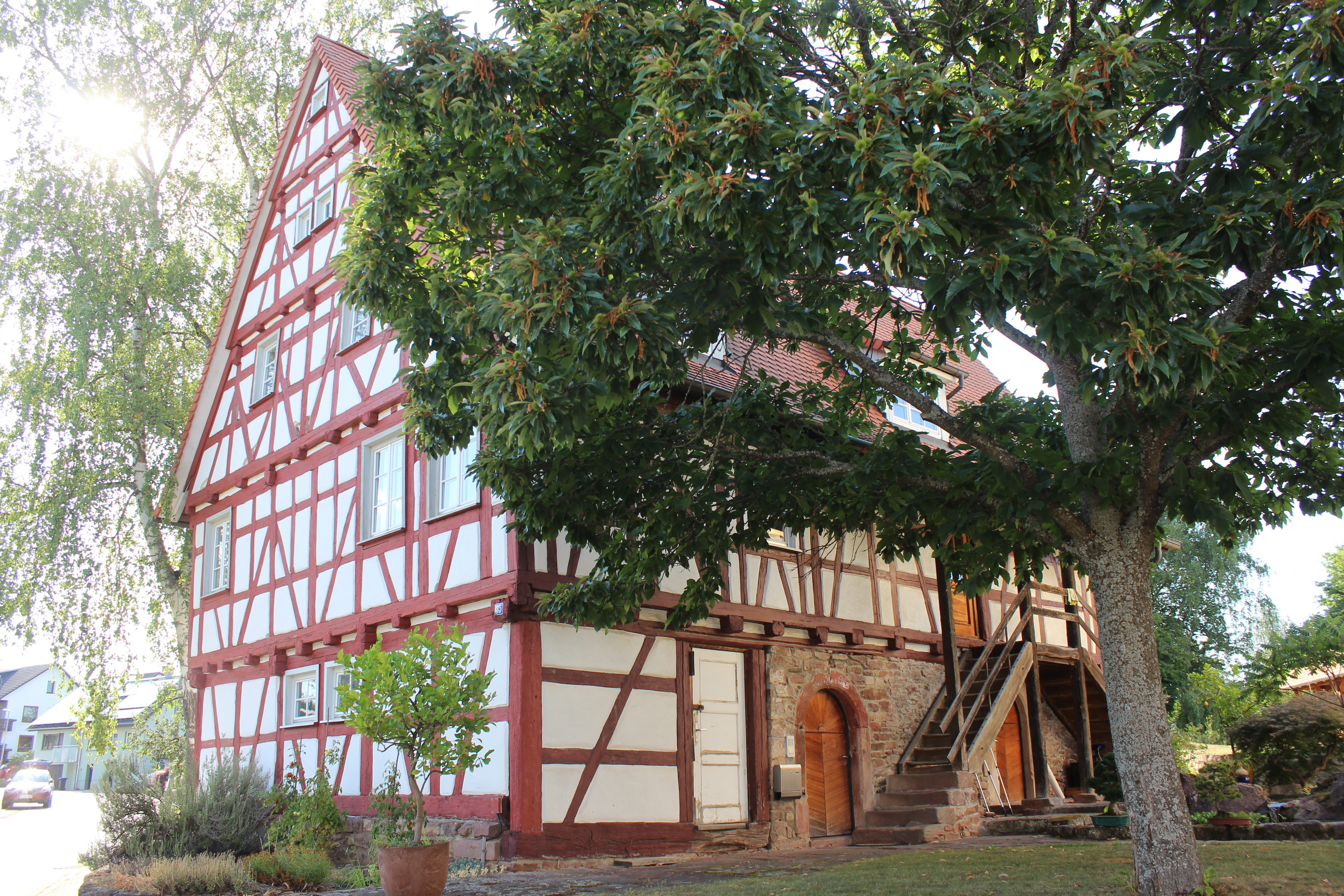
Ernhaus in Hamberg von 1708

Hamberg wird erst 1408 das erste Mal urkundlich erwähnt, entstand aber vermutlich im 11. Jh. auf Veranlassung eines Stain von Rechtenstein. 1584 vollzog der Freiherr von Gemmingen eine Schenkung an die Hamberger: Ihnen wurde ein Waldgebiet zur Deckung ihres Eigenbedarfs zuerkannt. Noch heute wird der sogenannte „52-Bürger-Wald“ in einer Genossenschaft verwaltet. Wie bei Steinegg handelt es sich um ein Gassendorf mit dem Ernhaus als prägender Bauart. Hamberg gilt in seiner Ausdehnung als ungewöhnlich lang.

### Frühe Neuzeit
Ab 1407 unterstanden die Orte des „Biets“ Diether V. von Gemmingen, der mit dem dort erworbenen Besitz die Linie Hagenschieß (auch Gemmingen-Steinegg genannt) der Freiherren von Gemmingen begründete.
Anfang des 16. Jh. wurde die Gegend, soweit die Quellen dies vermuten lassen, schwer von der Pest getroffen.

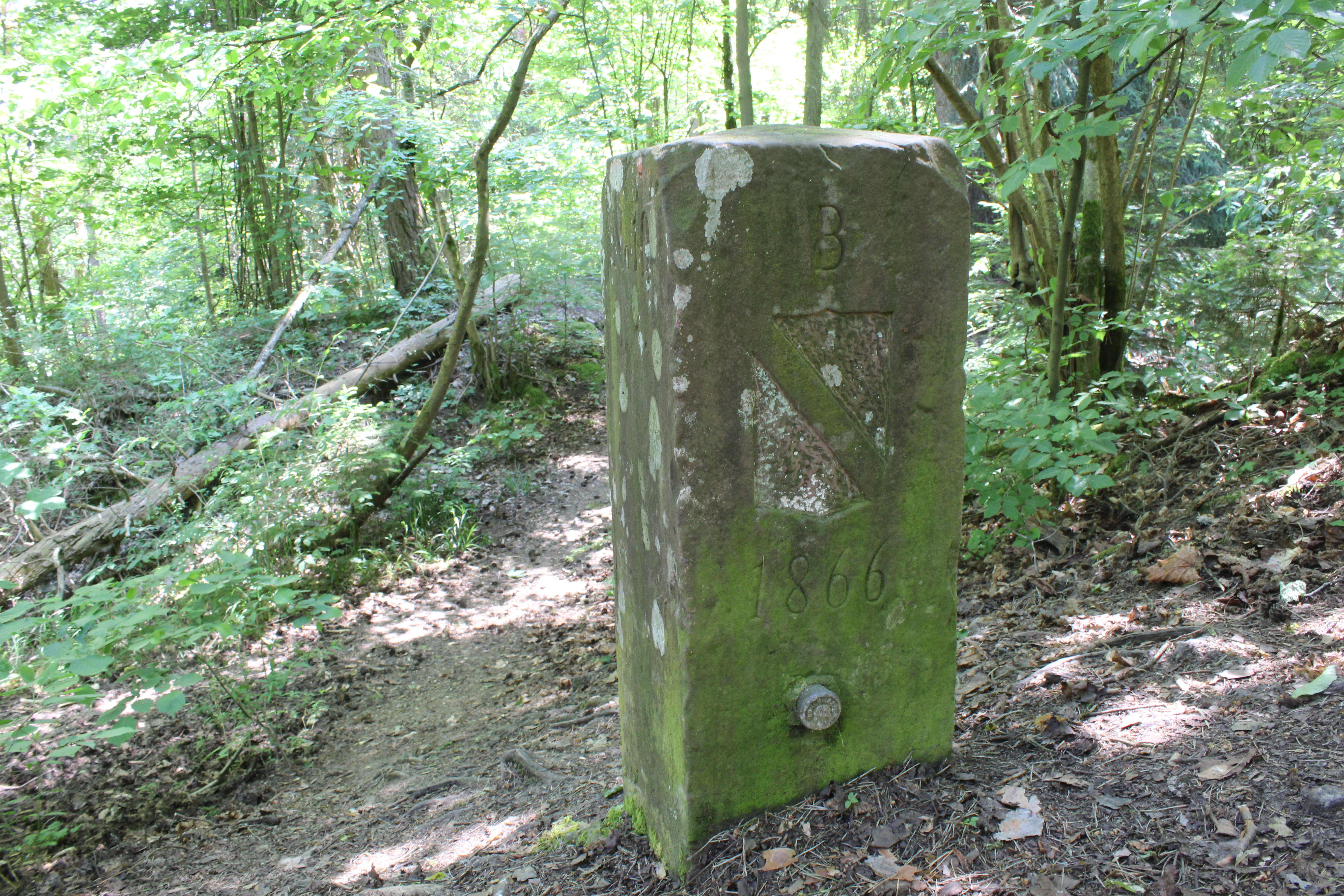
Landgraben und Grenzstein am Büchelberg

Ab dem Jahr 1622 entstand ein Abschnitt des Württembergischen Landgrabens, der seinen Anfang südlich von Neuhausen am Monbach nimmt und bis Knittlingen führt. Er umspannt südlich den Büchelberg und zeichnet die Grenze Neuhausens mit Möttlingen, Münklingen und Hausen nach, die seinerzeit auch die Grenze Badens und Württembergs bildete. Zweck war vermutlich die Sicherung von Forst- und Jagdrechten sowie militärischer Nutzen.
Der Dreißigjährige Krieg hatte im „Biet“ einen enormen Bevölkerungsrückgang zur Folge. Zerstörungen, Plünderungen sowie Hunger, Seuchen und Flucht waren die Ursachen. Dieser Rückgang wurde später durch gezielte Anwerbung von Zuwanderern ausgeglichen.
Am Galgenberg wurde laut Ortschronik Neuhausen das letzte Todesurteil 1793 an einer Frau vollzogen, die ihren Mann vergiftet hatte.

### Katholische Enklave
Da die Linie Hagenschieß der Freiherren von Gemmingen – im Unterschied zu den anderen Familienlinien – nach der Reformation katholisch blieb, bildete das Biet, zu dem Neuhausen gehört, eine katholische Enklave in evangelischer Umgebung. Insbesondere auf diesen Umstand lassen sich die ungebrochenen Fastnachtstraditionen in Neuhausen und Tiefenbronn zurückführen.

### Badische Zeit
Durch die Mediatisierung fielen die Ortschaften auf der heutigen Gemarkung Neuhausens 1806 an das Großherzogtum Baden und waren seit 1819 Bestandteil des Oberamts Pforzheim, ab 1864 dann des Bezirksamts Pforzheim.
Wegen seiner Lage am äußersten Rand Badens war Neuhausen bis zur Reichsgründung 1871 der letzte Ort vor der Staatsgrenze zu Württemberg.
Die Freiherren von Gemmingen kämpften nach 1806 erfolglos um die – juristisch denkbare, aber umstrittene – Beibehaltung der bisherigen Abgabepflichten. Der Streit zwischen Adel und Bevölkerung gipfelte an Weihnachten 1830 in einem Besuch der liberalen Politiker Carl Theodor Welcker und Karl von Rotteck in Neuhausen. Die vorrevolutionäre Stimmung, Sorge um ihren Besitz und die religiöse Entfremdung von vielen Untertanen – Julius von Gemmingen war 1823 mit einem Teil der Bevölkerung protestantisch geworden – veranlassten die Freiherren von Gemmingen schließlich 1839 zum vollständigen Verkauf ihrer Güter an den badischen Staat. Von dessen Seite erfolgte der Verzicht auf alle Zusatzabgaben allerdings erst um 1860.
In der Folge fand auch die 1848er Revolution in Neuhausen ungewöhnlich viel Zuspruch bei der Bevölkerung. Ein örtlicher Volksverein veranstaltete am 27. Mai 1849 eine revolutionäre Volksversammlung in einem Wirtshaus. Der politisch engagierte Hauptlehrer wurde später als „Hauptwühler“ beschuldigt und vom Dienst suspendiert. Aus Hamberg entging ein wegen Meuterei und Treulosigkeit zum Tode verurteilter Unteroffizier der Vollstreckung, indem er nach Amerika auswanderte. Mehrere Schellbronner Bürger wanderten im Zuge der gescheiterten Revolution ebenfalls nach Amerika sowie in die Schweiz aus.

### Kaiserreich
In der Zeit nach dem Deutsch-Französischen Krieg 1870/71 unterschied sich die Stimmung in Neuhausen nicht wesentlich von der allgemein grassierenden Frankophobie. 1876 wurde an prominenter Stelle ein Germaniadenkmal für die Gefallenen des Krieges eingeweiht.

### Industrialisierung

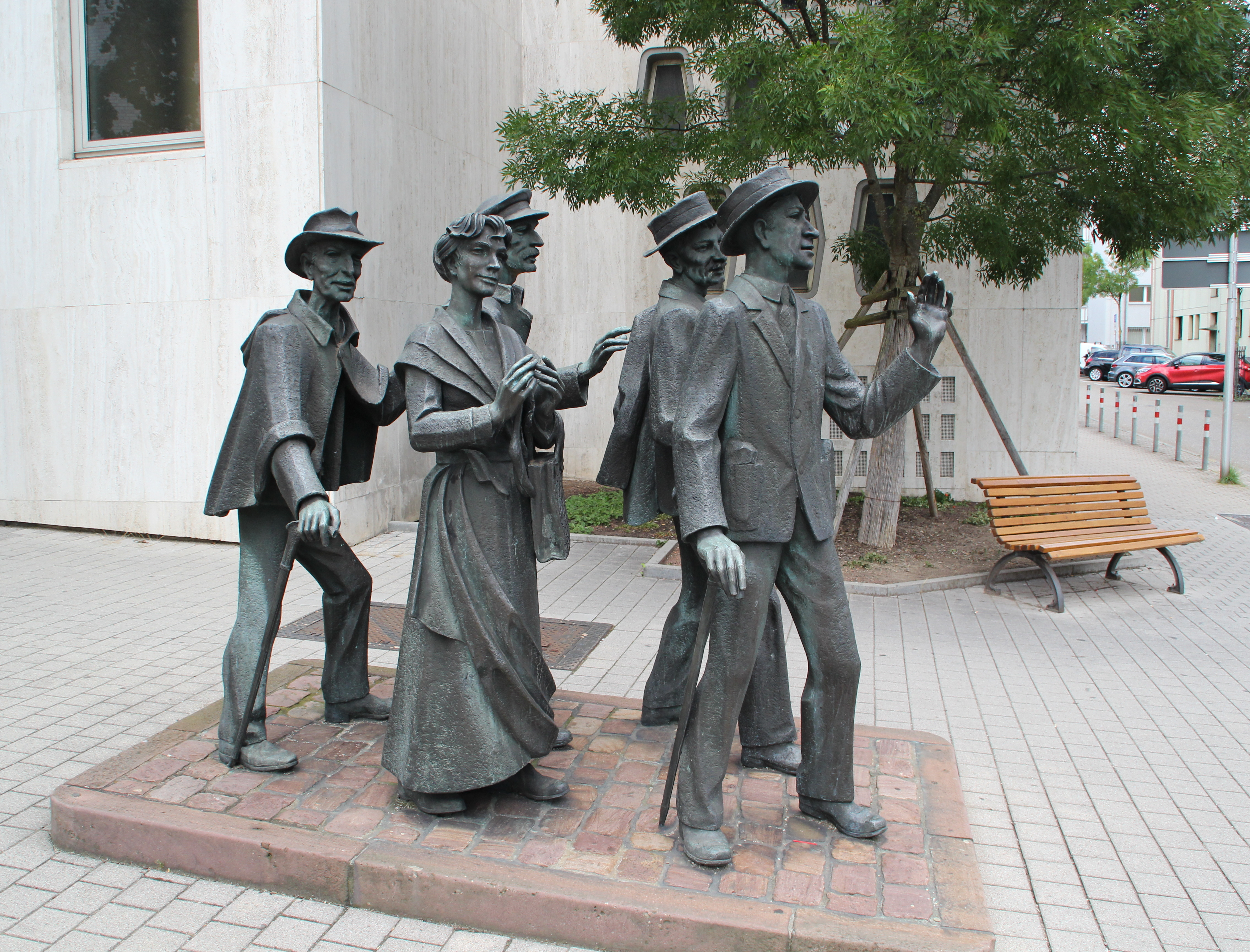
Denkmal für die „Rassler“ in Pforzheim

Die Zeit der Industrialisierung war im Biet – wie in der gesamten Gegend um Pforzheim – von den „Rasslern“ geprägt: Beschäftigte der Schmuckindustrie pendelten täglich oder wöchentlich zu Fuß nach Pforzheim, bis sie ab 1874 nach wenigen Kilometern Fußmarsch am Bahnhof Monbach-Neuhausen per Zug weiterreisen konnten. Im 20. Jh. kam das Fahrrad als Verkehrsmittel auf. Häufig betrieben die Familienmitglieder zusätzlich zur Industrietätigkeit der Männer noch ihre althergebrachte Landwirtschaft weiter.

### Erster Weltkrieg
Im Ersten Weltkrieg hatten die vier Gemeinden Neuhausen, Schellbronn, Hamberg und Steinegg 85 Gefallene zu beklagen, davon 30 aus Neuhausen, 22 aus Schellbronn, 17 aus Hamberg und 16 aus dem einwohnerschwachen Steinegg. Aus dem Dorf Neuhausen hatten insgesamt 162 Männer in den Krieg ziehen müssen.

### Zwischenkriegszeit

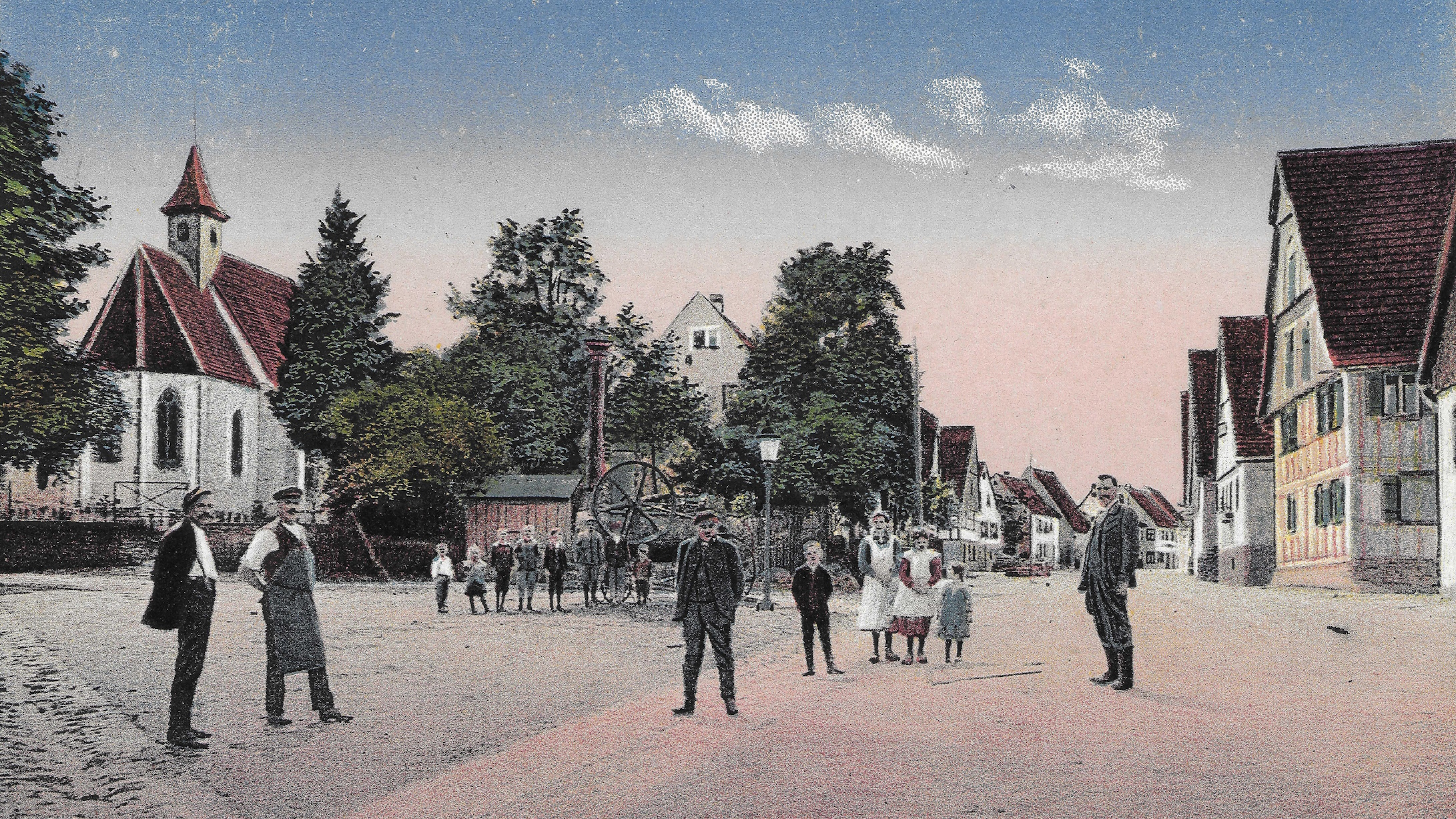
Straßenzug Anfang 20. Jh. (links die Sebastianskirche)

1925 wurde in Neuhausen ein Schwesternhaus eröffnet, ab 1930 mit eigenem Gebäude. Die Station existierte bis 1986.
Gegen die verbreitete Arbeitslosigkeit in den frühen 1930er Jahren (Weltwirtschaftskrise) wurden in den Bietgemeinden „Freiwillige Arbeitsdienste“ ins Leben gerufen. Neben Baumaßnahmen in der Region waren diese auch am Bau des Autobahnabschnitts der heutigen A 8 bei Pforzheim beteiligt.

### Zweiter Weltkrieg
Ab dem 25. Juni 1939 gehörten die Orte der heutigen Gemeinde zum neu benannten Landkreis Pforzheim.
Beim Luftangriff auf Pforzheim am 23. Februar 1945 entging Neuhausen nur knapp dem Absturz eines in Brand geratenen Bombers, der letztlich etwa 800 Meter von Neuhausen entfernt auf einem Acker aufschlug. Drei Besatzungsmitglieder kamen dabei ums Leben, zwei konnten sich per Fallschirm in Sicherheit bringen. Bei Aufräumarbeiten in Pforzheim, zu denen Bürger umliegender Ortschaften beordert worden waren, wurden vier Neuhausener von herabstürzenden Gebäudeteilen erschlagen. In Neuhausen wurden Notunterkünfte für Überlebende des Luftangriffs eingerichtet.

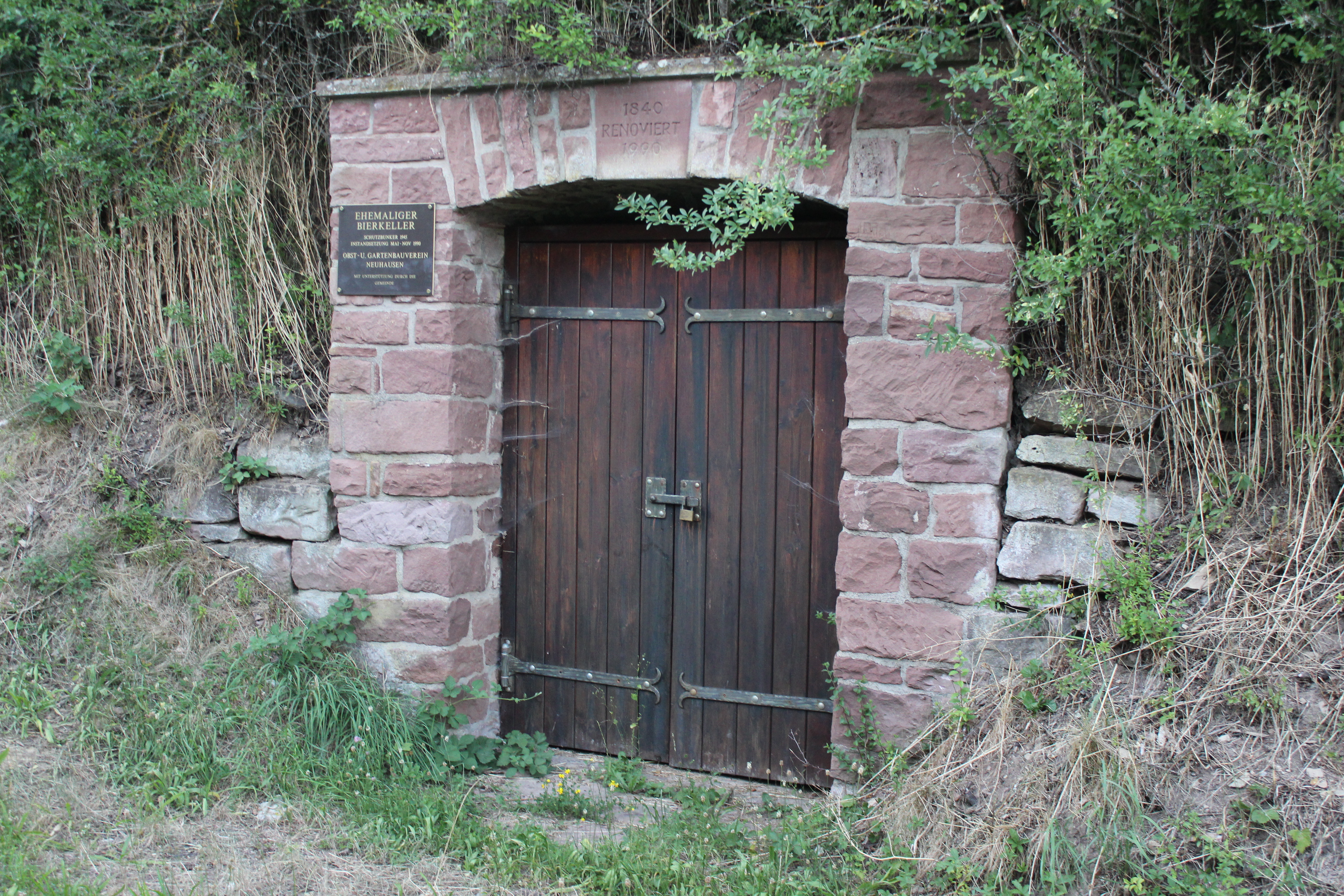
Ein alter Eis- und Bierkeller diente Einwohnern während der Kämpfe 1945 als Versteck.

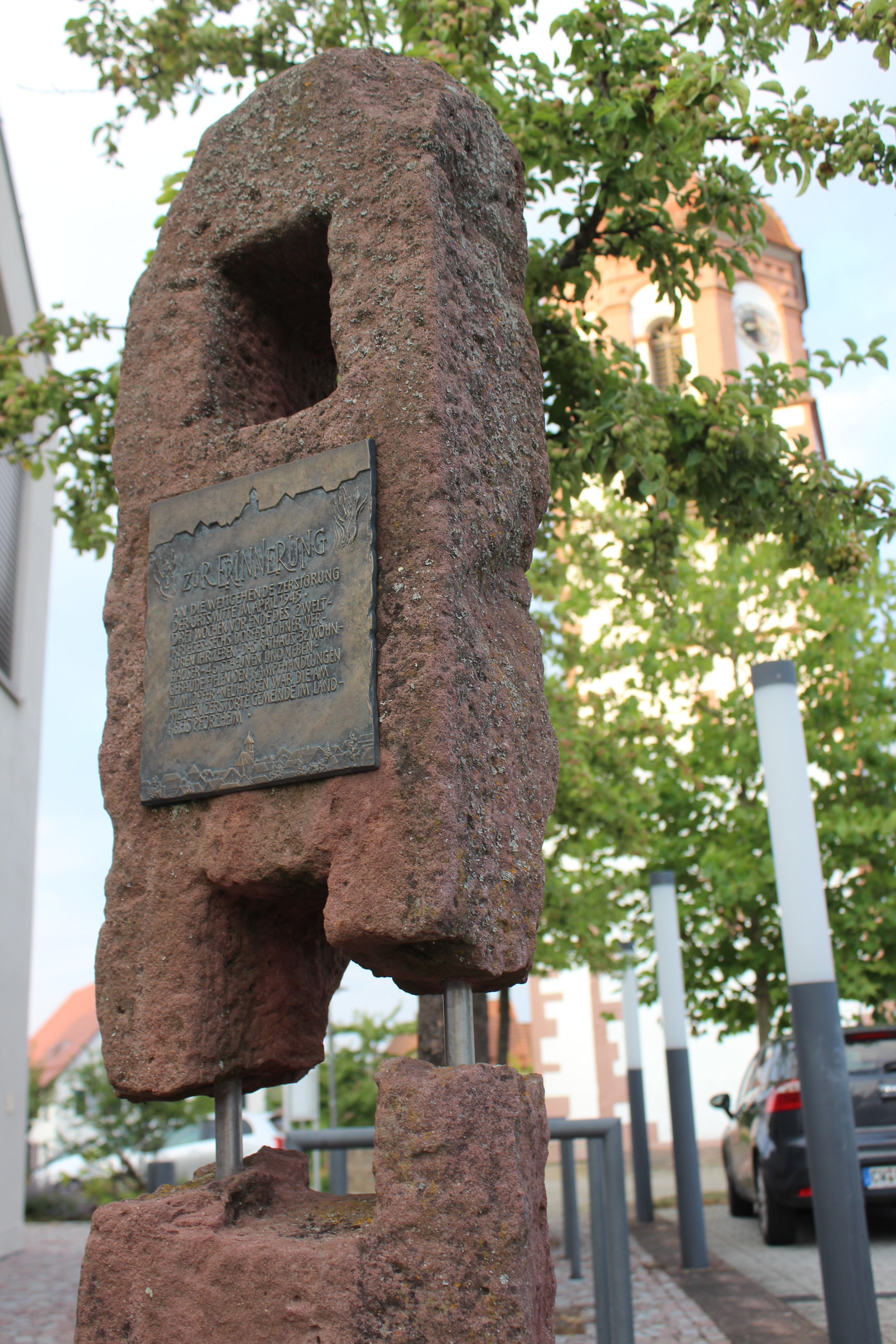
Mahnmal beim Rathaus

Gegen Ende des Zweiten Weltkrieges stießen in Neuhausen die Fronten von Deutschen und Alliierten zusammen. Vom 15. bis 19. April 1945 wurden die Dörfer der Gemeinde mehrmals von der Royal Air Force sowie mit Panzerfahrzeugen angegriffen, provoziert durch die fanatische und aussichtslose Gegenwehr notdürftig zusammengestellter Einheiten. Dabei starben zwei Frauen und vier Männer aus Neuhausen, eine Krankenschwester, vier Flüchtlinge, sechs deutsche Soldaten sowie vier marokkanische. Bei Kämpfen im Monbachtal kamen sechs weitere deutsche Soldaten sowie ein ziviles Paar ums Leben. Ein weiterer Dorfbewohner erlag Wochen später seinen Verletzungen.
Schellbronn entging zunächst der Vernichtung, indem der bereits gesetzte Signalballon vom Wind über unbewohntes Gebiet abgetrieben wurde. Dennoch kam es später noch zu einem Luftangriff mit fünf Toten. Aus Hamberg starben zwei Einwohner sowie ein marokkanischer Soldat. Steinegg blieb weitgehend unversehrt.
Aus Neuhausen waren über 200 Männer in den Krieg gezogen, 39 gefallen und 9 wurden vermisst.
Zur Erinnerung an die Opfer und die Zerstörung befindet sich seit dem 5. April 2014 am Parkplatz vor dem Neuhausener Rathaus ein Mahnmal.

### Nachkriegszeit

Der Landkreis Pforzheim am südwestlichen Rand der amerikanischen Zone, angrenzend an die französische

In der Besatzungszeit ab 1945 wurden die Biet-Orte mit dem Kreis Pforzheim Teil der amerikanischen Besatzungszone und des darin neu gegründeten Landes Württemberg-Baden. Neuhausen lag fortan unmittelbar an der Grenze zur französischen Zone. Diese Situation prägte das dörfliche Leben: Ungenehmigte Reisen in die französisch besetzten Nachbargemeinden waren bis auf Weiteres nicht möglich. An der wichtigsten Straße des Dorfes war eine Wache mit Schlagbaum postiert, um die ins französische Gebiet abzweigende Straße zu kontrollieren.
Mit dem 18. August 1948 entfielen in der neu verbundenen Trizone die Reisebeschränkungen. 1952 ging Württemberg-Baden im heutigen Land Baden-Württemberg auf.

### Verwaltungsreformen der 1970er
1973 erfolgte die Kreisreform in Baden-Württemberg, bei der die Gemeinden zum Enzkreis kamen.
Am 1. März 1973 wurden die Gemeinden Hamberg, Neuhausen und Steinegg im Rahmen der Gebietsreform in Baden-Württemberg zur Gemeinde Neuhausen zusammenschlossen. Am 1. Januar 1975 wurde die heutige Gemeinde Neuhausen durch die Vereinigung der bisherigen Gemeinde mit der Gemeinde Schellbronn neu gebildet.

## Politik

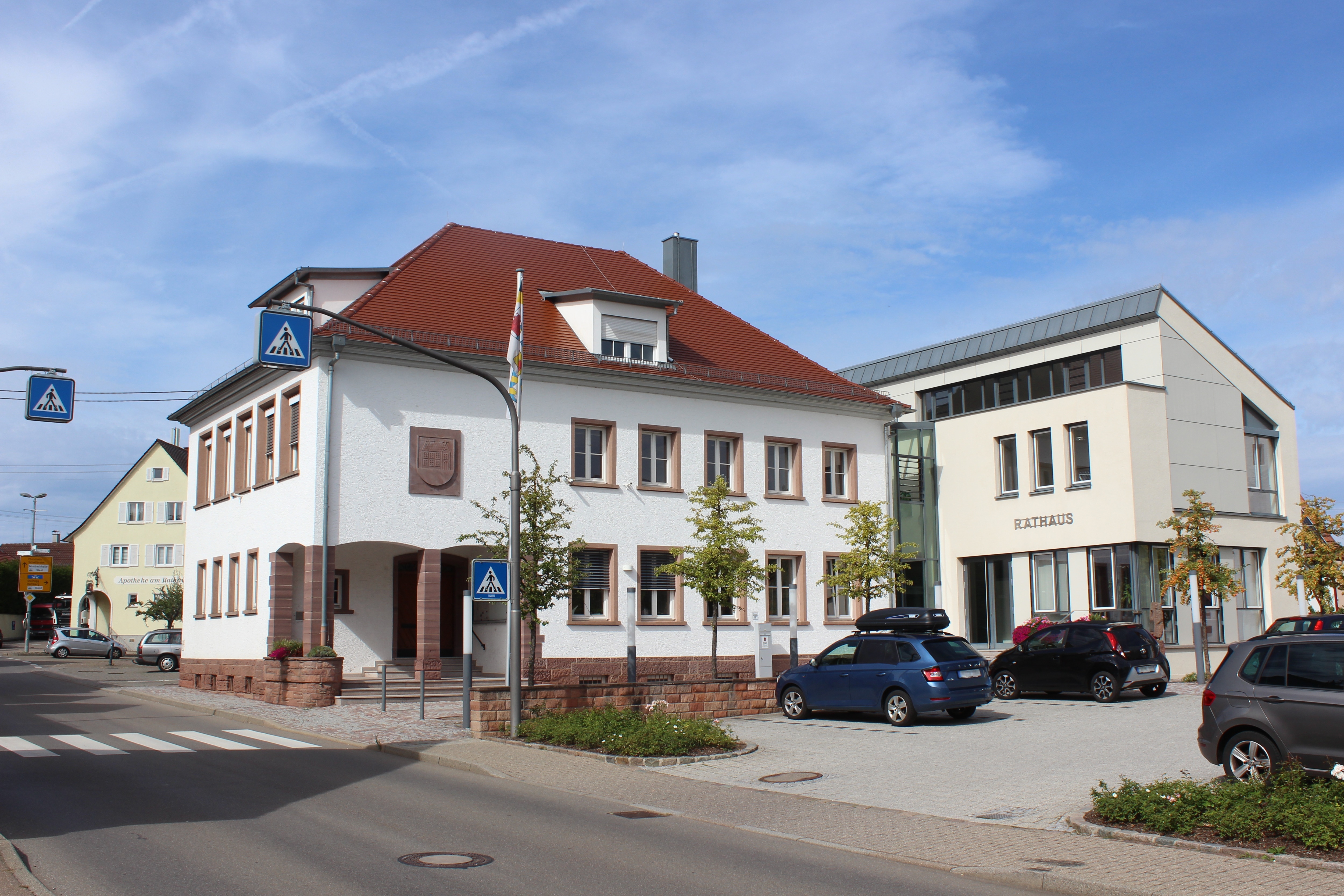
Das Rathaus in Neuhausen

### Bürgermeister
- Günter Güller (1973–1981)
- Gerhard Gindele (1981–1997)
- Oliver Korz (1997–2021)
- Sabine Wagner (seit 2021)

### Gemeinderat
In Neuhausen wird der Gemeinderat nach dem Verfahren der unechten Teilortswahl gewählt. Dabei kann sich die Zahl der Gemeinderäte durch Überhangmandate verändern. Seit 2017 werden regulär 17 Mitglieder gewählt. Die Wahlbeteiligung betrug 68,6 % (2019: 67,7 %, 2014: 55,9 %, 2009: 55,3 %). Der Gemeinderat besteht aus den gewählten ehrenamtlichen Gemeinderäten und dem Bürgermeister als Vorsitzendem. Der Bürgermeister ist im Gemeinderat stimmberechtigt.
Die amtlichen Endergebnisse der vergangenen vier Wahlen lauten wie folgt:
|               | CDU  | CDU   | FWG  | FWG   | SPD  | SPD   | Bürger für das Biet | Bürger für das Biet | Grüne | Grüne |
|               | %    | Sitze | %    | Sitze | %    | Sitze | %                   | Sitze               | %     | Sitze |
| 13. Juni 2004 | 48,5 | 8     | 40,2 | 7     | 11,3 | 1     | –                   | –                   | –     | –     |
| 7. Juni 2009  | 28,9 | 6     | 31,8 | 7     | 13,4 | 2     | 25,9                | 5                   | –     | –     |
| 25. Mai 2014  | 29,8 | 5     | 33,6 | 6     | 10,6 | 2     | 26,0                | 5                   | –     | –     |
| 26. Mai 2019  | 25,2 | 5     | 28,6 | 5     | 8,9  | 2     | 37,3                | 7                   | –     | –     |
| 9. Juni 2024  | 21,3 | 5     | 32,2 | 8     | 4,8  | 1     | 36,2                | 8                   | 5,5   | 1     |

### Wappen
| Wappen von Neuhausen | Blasonierung: „In Silber auf einem von Blau und Gold geteilten Schildfuß ein rotes Haus mit zwei Schornsteinen, zwei von den Giebeln linkshin flatternden roten Fähnlein, sechs (3:3) roten Fenstern, an der Front geschlossenem Tor und einem roten Fenster an der linken Giebelseite.“                                                                                             |
| Wappen von Neuhausen | Wappenbegründung: Das Wappen wurde 1980 nach der Eingemeindung von Schellbronn, Hamberg und Steinegg verliehen. Es lehnt sich an das frühere Wappen von Neuhausen an, trägt allerdings mit Blau und Gold auch Farben der Wappen von Hamberg und Steinegg und damit der Freiherren von Gemmingen, der einstigen Gebietsherren. Durch das Haus handelt es sich um ein redendes Wappen. |

### Frühere Wappen
Bis zum Zusammenschluss der Gemeinden Neuhausen, Hamberg, Schellbronn und Steinegg 1973 und 1975 führte jede Gemeinde ein eigenes Wappen:

#### Neuhausen

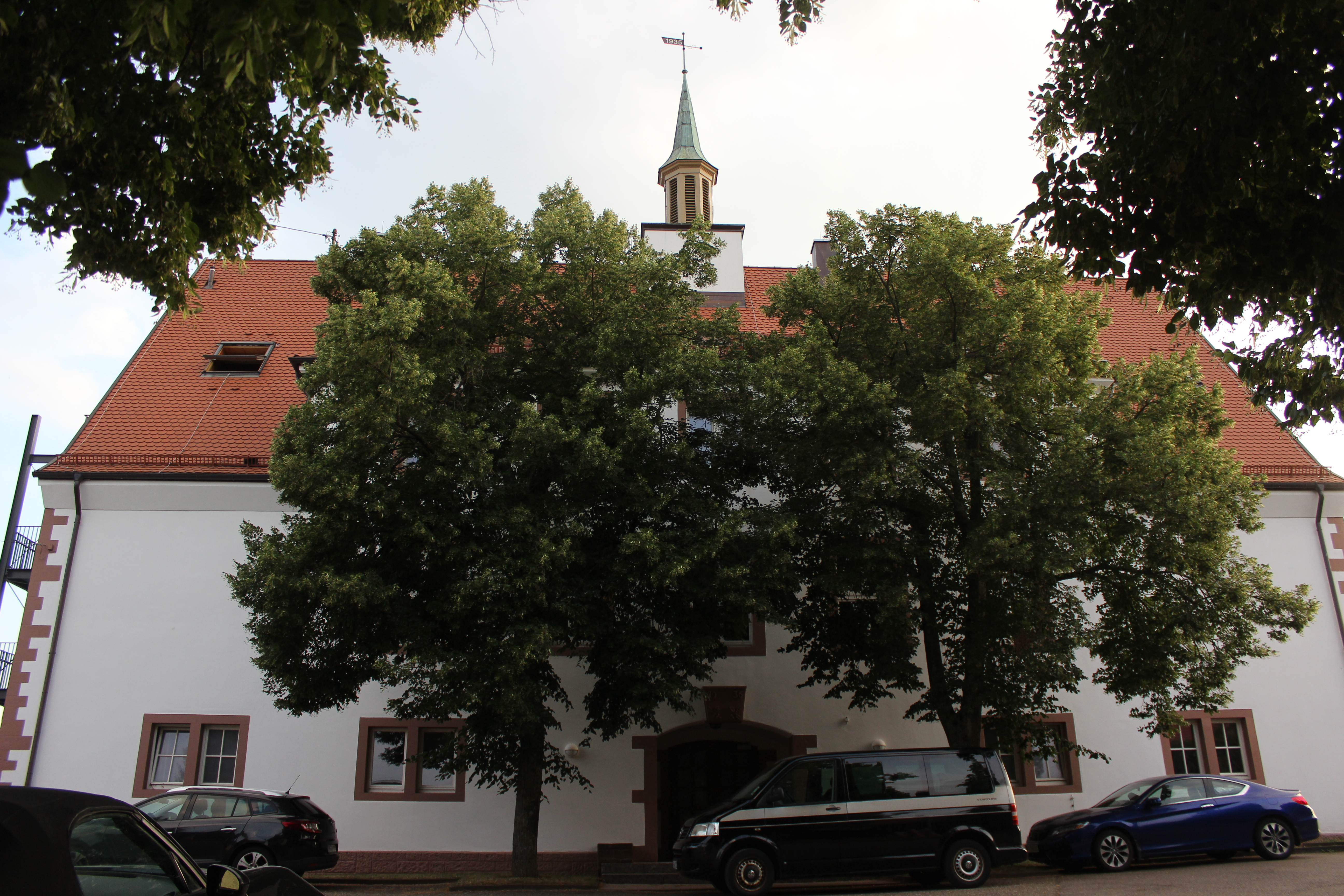
Altes Schulhaus von 1936
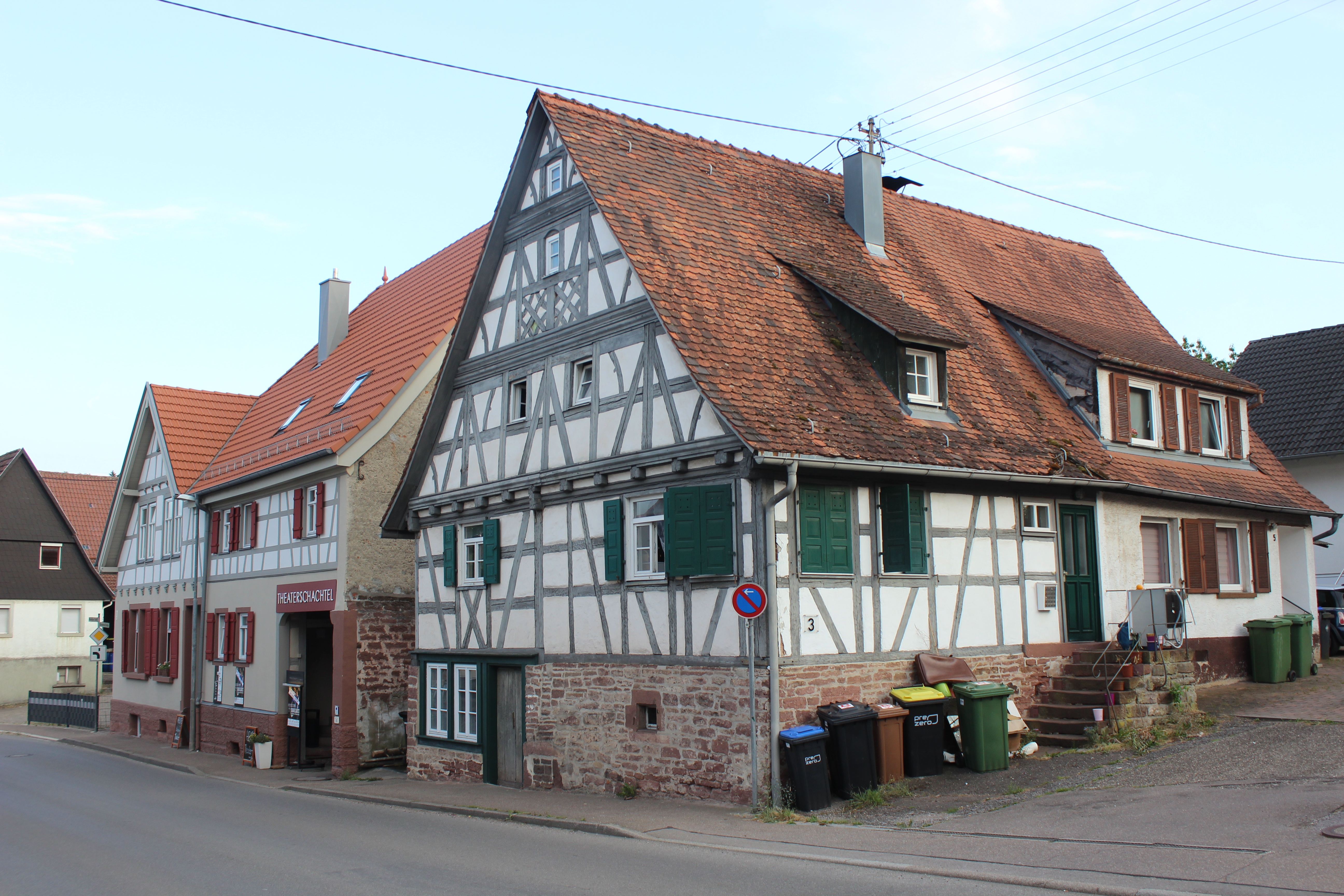
Alte Schmiede aus dem 18. Jh., dahinter Gaststätte von 1905
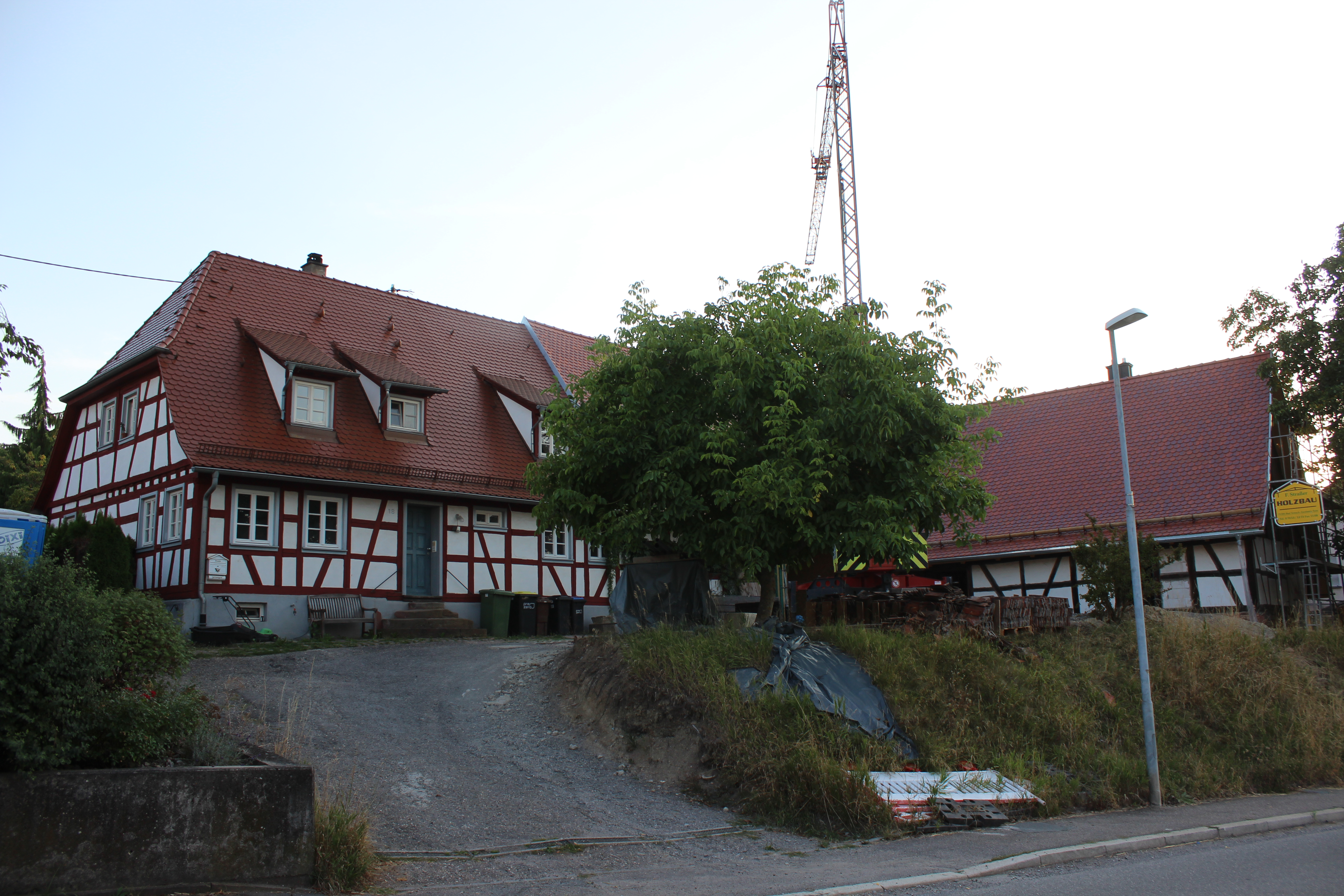
Alte Ziegelei aus dem 18. Jh.

| Wappen von Neuhausen | Blasonierung: „In Silber auf grünem Boden ein rotes Haus, das Dach mit zwei Fähnchen besteckt.“                                                          |
| Wappen von Neuhausen | Wappenbegründung: Die ehemalige Gemeinde Neuhausen führte dieses Wappen seit 1902, gestaltet nach einem Siegel aus dem 19. Jahrhundert. Redendes Wappen. |

#### Hamberg
| Wappen von Neuhausen | Blasonierung: „In von Blau und Gold viermal geteiltem Schild eine gestürzte silberne Pflugschar.“                 |
| Wappen von Neuhausen | Wappenbegründung: Die Farben Blau und Gold erinnern an die einstigen Gebietsherren, die Freiherren von Gemmingen. |

#### Schellbronn
| Wappen von Neuhausen | Blasonierung: „In Gold ein roter Brunnen, aus dessen drei Röhren silbernes Wasser fließt.“                        |
| Wappen von Neuhausen | Wappenbegründung: Redendes Wappen. Die Farben zeigen die einstige Zugehörigkeit zur Markgrafschaft Baden-Durlach. |

#### Steinegg

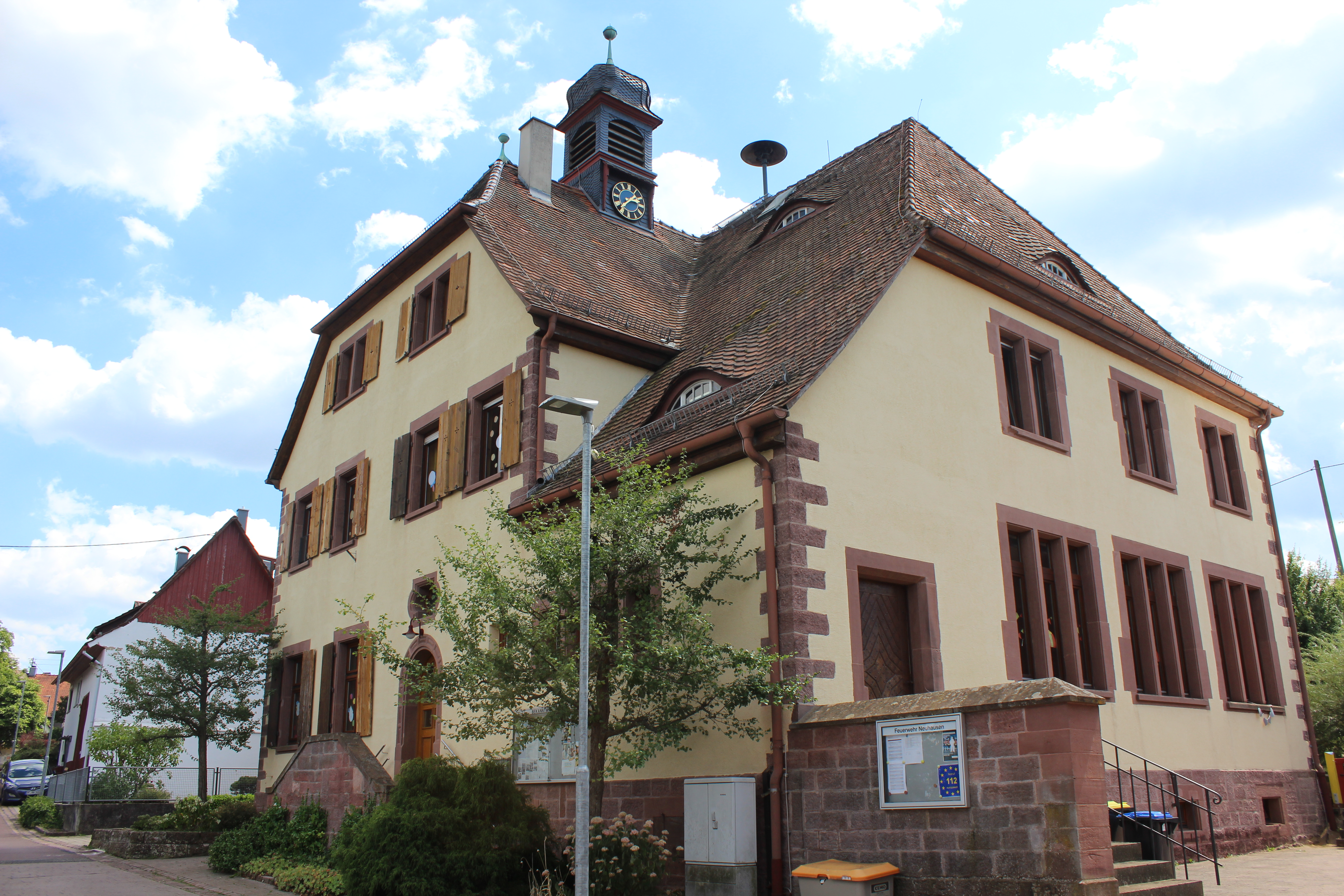
Altes Rathaus von 1904
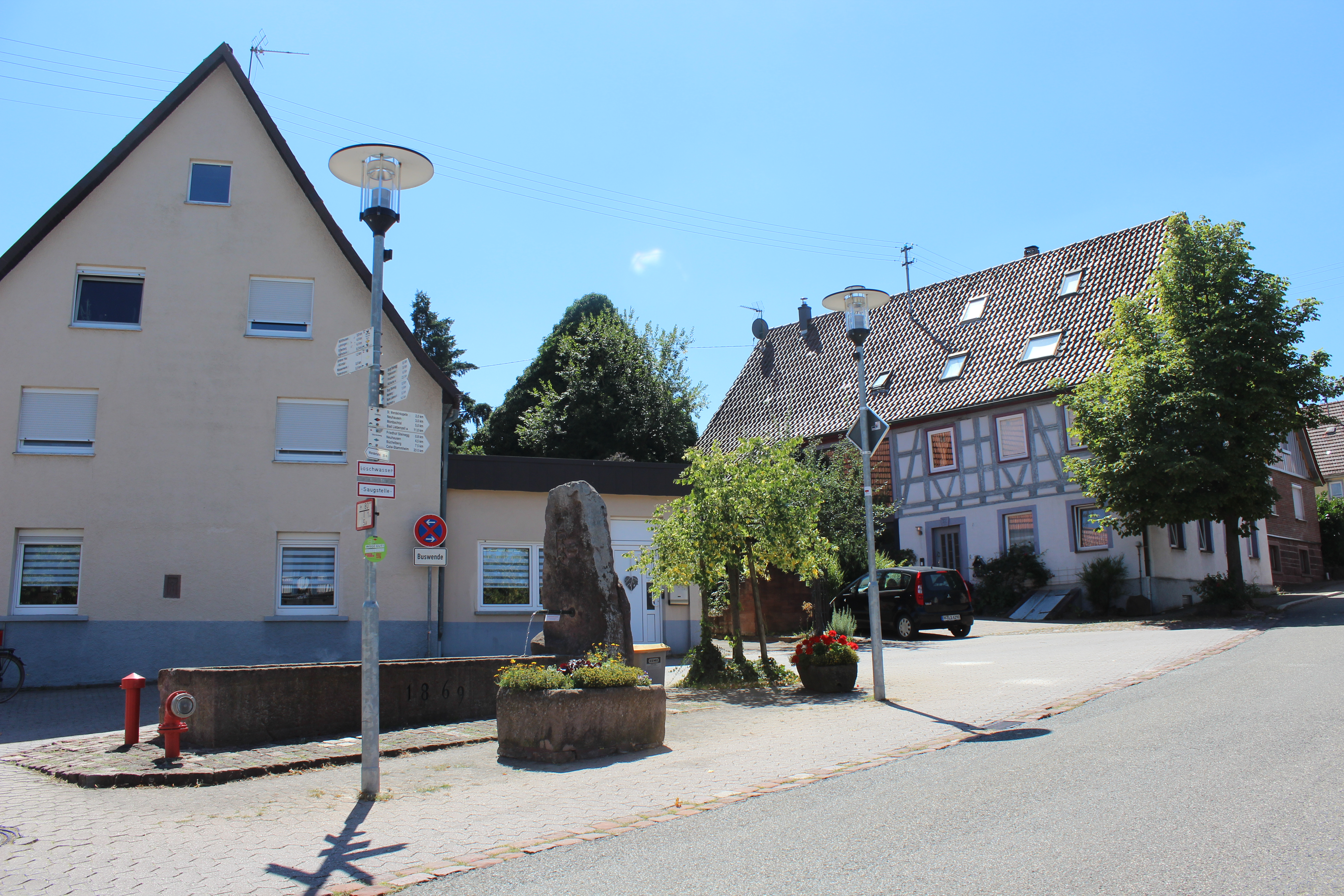
Dorfbrunnen von 1869 mit altem Schulhaus von 1823

| Wappen von Neuhausen | Blasonierung: „In gespaltenem Schild vorn in Gold drei schwarze Wolfsangeln, hinten in Blau zwei goldene Balken.“ |
| Wappen von Neuhausen | Wappenbegründung: Die Farben Blau und Gold erinnern an die einstigen Gebietsherren, die Freiherren von Gemmingen. |

## Religion

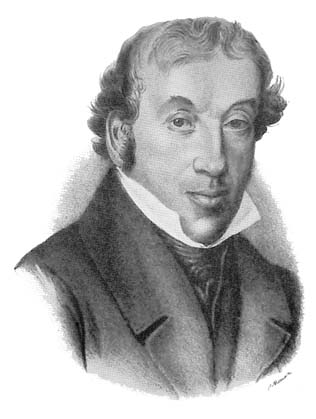
Aloys Henhöfer

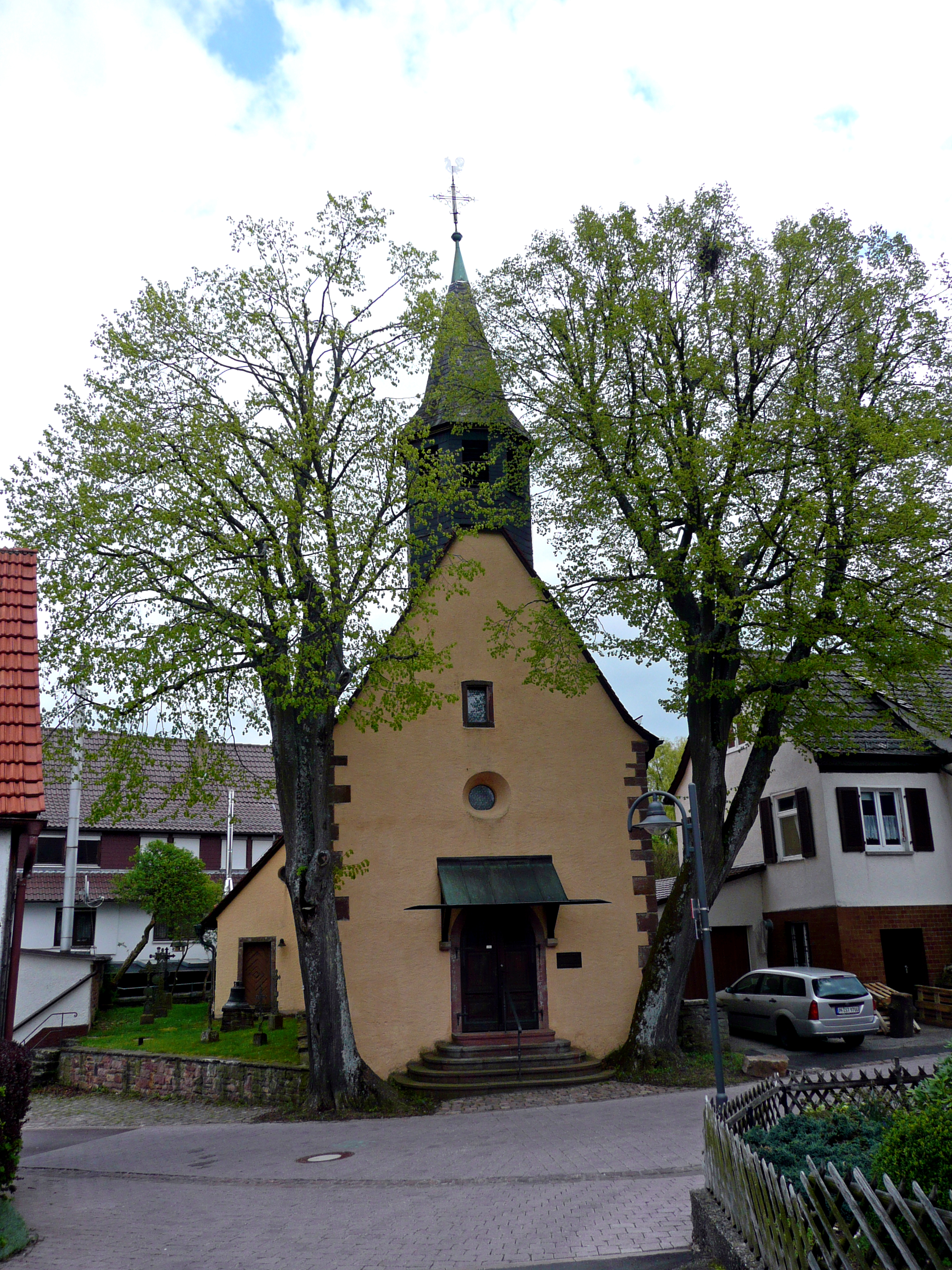
Die Heilig-Kreuz-Kirche Hohenwart, Ziel der Bietwallfahrt

Auf dem Gebiet der politischen Gemeinde befinden sich zwei katholische Pfarreien: Neuhausen gemeinsam mit Hamberg und Steinegg sowie Schellbronn gemeinsam mit Hohenwart, welches politisch zu Pforzheim gehört. Gemeinsam mit den Pfarreien Tiefenbronn und Mühlhausen bilden sie die Seelsorgeeinheit Biet, in der rund 5000 Katholiken leben. Sie gehört zur Erzdiözese Freiburg und zum Dekanat Pforzheim.
Die evangelische Bevölkerung ist auf zwei Pfarrgemeinden verteilt: die Pfarrgemeinde Mühlhausen an der Würm, zu der die Orte der politischen Gemeinde Tiefenbronn sowie Neuhausen, Hamberg und Steinegg gehören, und die Hoffnungsgemeinde Pforzheim, zu der neben Schellbronn die südlichen Pforzheimer Stadtteile Hohenwart, Huchenfeld und Würm gehören. Beide sind Teil der Evangelischen Landeskirche in Baden und des Kirchenbezirks Pforzheim-Stadt.
Die evangelische Pfarrgemeinde Mühlhausen entstand erst 1823. Damals war der katholische Mühlhausener Priester Aloys Henhöfer im Dissens mit seiner Kirche gemeinsam mit 220 Menschen, darunter ein Großteil der Adelsfamilie Gemmingen, zum lutherischen Glauben übergetreten.
1980 wurde eine katholische Wallfahrtstradition zum Fest der Kreuzerhöhung wiederaufgenommen, die auf das Jahr 1689 zurückgeht und zwischenzeitlich in Vergessenheit geraten war. Die sogenannte „Bietwallfahrt“ führt von Hamberg zum Heilig-Kreuz-Altar in Hohenwart und war ursprünglich zum Dank für die Verschonung der Gegend im Pfälzischen Erbfolgekrieg ins Leben gerufen worden.

## Schule

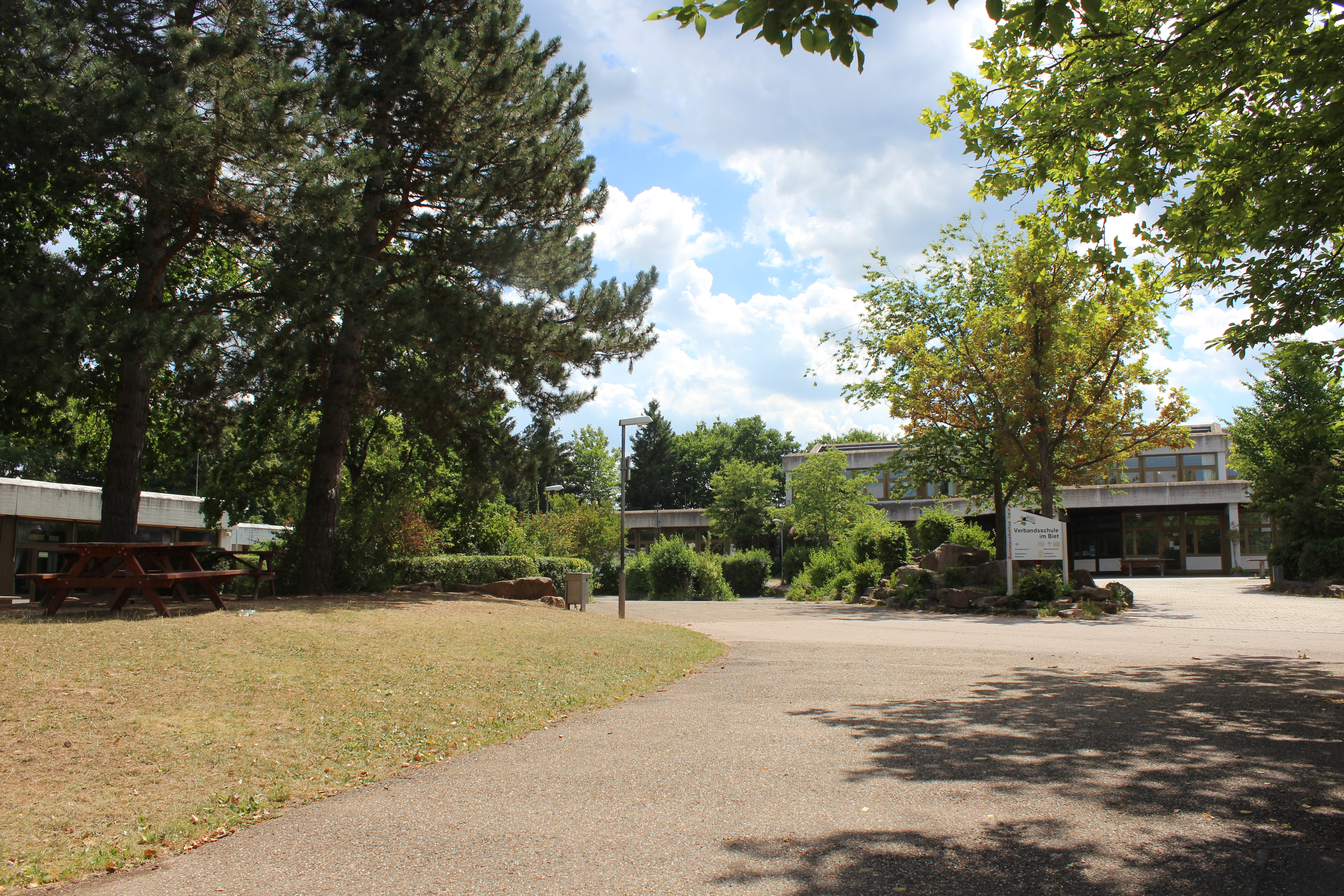
Verbandsschule im Biet

Die Verbandsschule im Biet im Ortsteil Steinegg besteht aus einer Grundschule für die Gemeindeteile Neuhausens und einer Gemeinschaftsschule in einem Schulverband mit der Gemeinde Tiefenbronn.
Seit 1976 existiert die Grundschule; 1980 wurde diese um eine Hauptschule ergänzt. Ab 1992 wurde an der Schule das Modell der Werkrealschule erprobt. 2016 wurde ab Klasse 5 die Gemeinschaftsschule eingeführt.

## Historische Bauwerke
Der historische Baubestand ist von barocken Kirchengebäuden mit zum Teil wertvollen Kunstwerken geprägt. Über Jahrhunderte bedeutsam war daneben die Burg Steinegg als politisches Zentrum.
Ferner gibt es auf dem Gemeindegebiet zahlreiche – zumeist historische – Wegkreuze und Bildstöcke.

### Neuhausen
- Altes Schulhaus von 1936[68]
- Alte Schmiede aus dem 18. Jh.[69], dahinter Gaststätte von 1905[70]
- Alte Ziegelei aus dem 18. Jh.[71][72]

Pfarrkirche St. Urban und Vitus

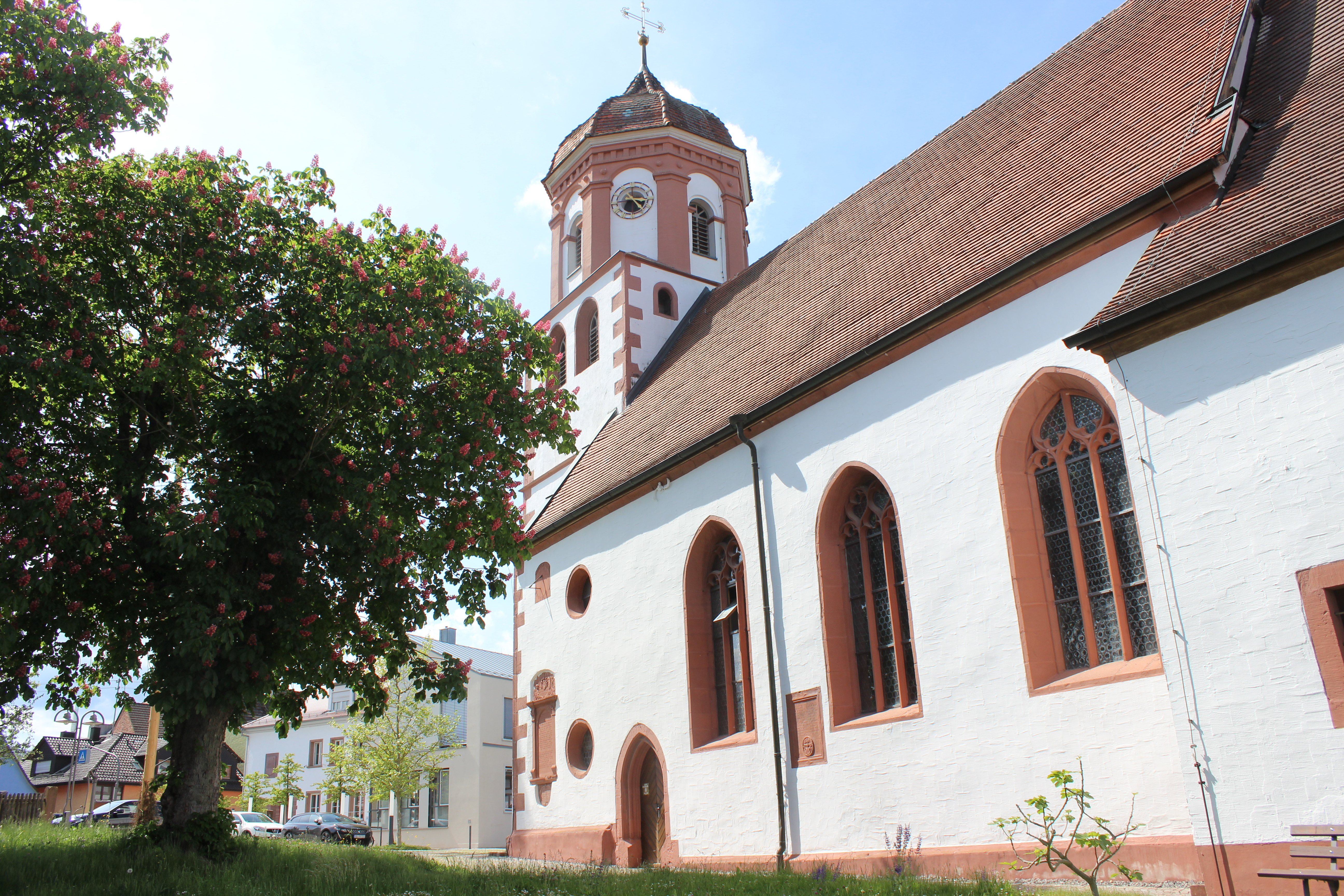
St. Urban und Vitus von Süden
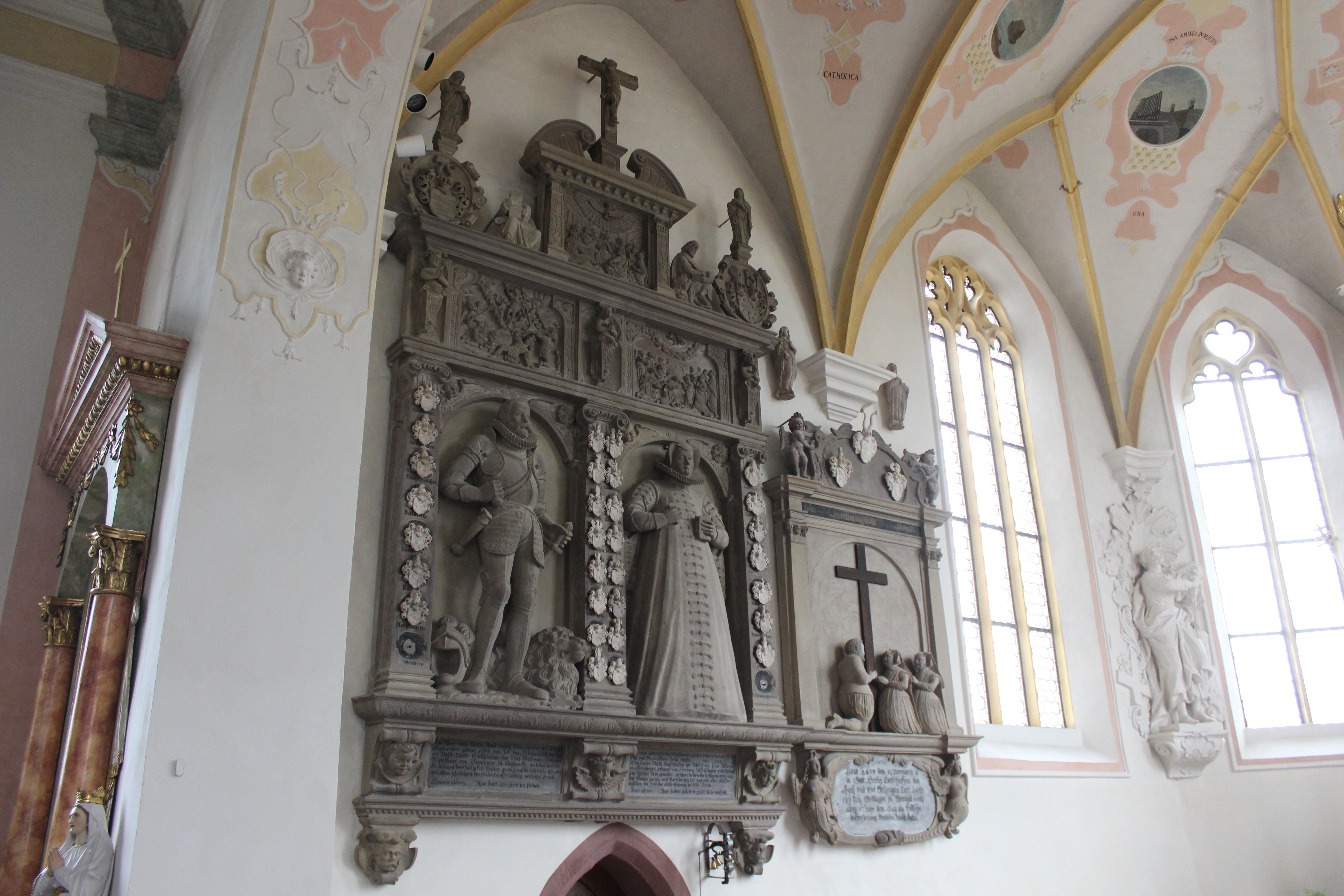
Grabmale derer von Gemmingen in St. Urban und Vitus
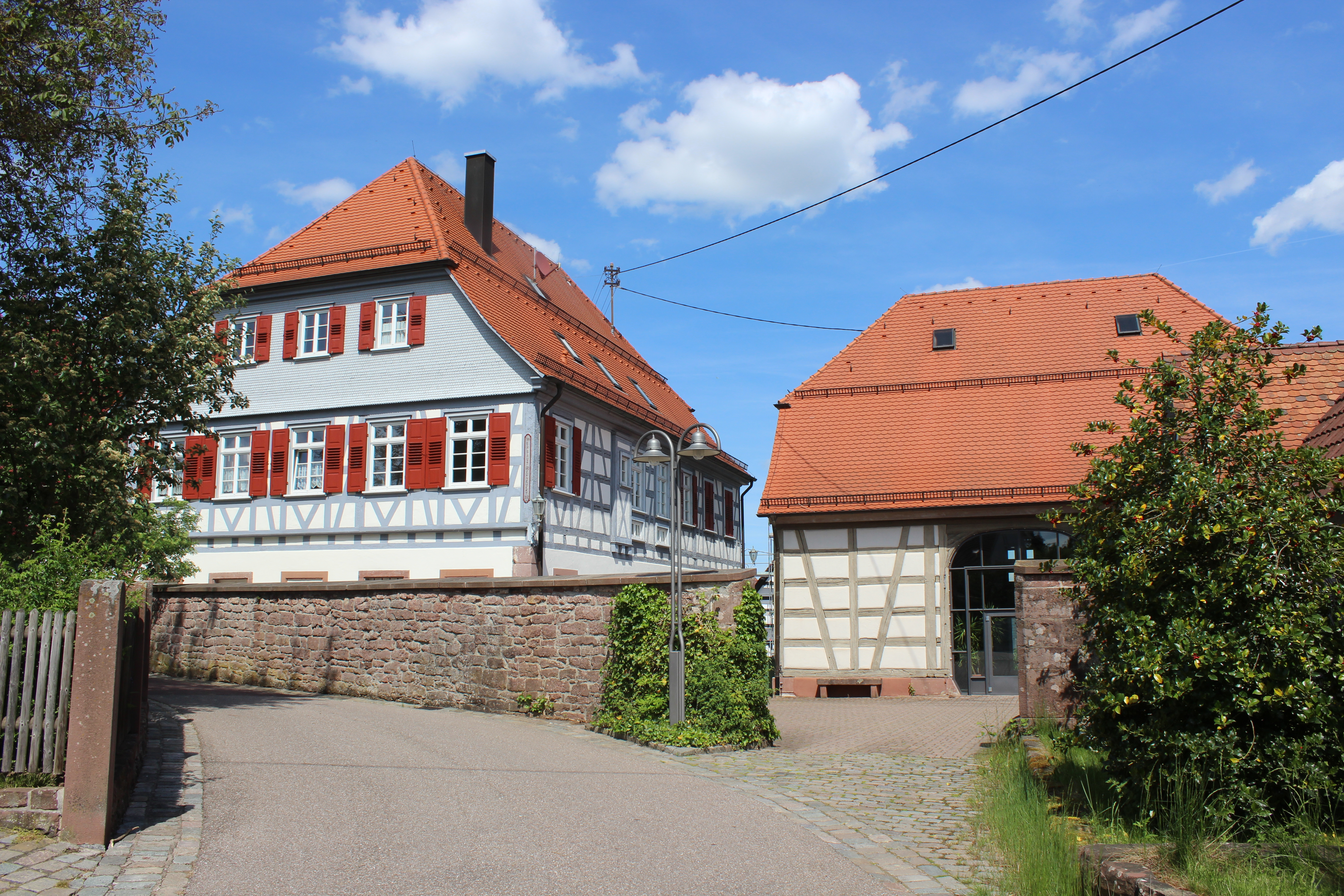
Pfarrgehöft von 1804 mit Fachwerkscheune (seit 1965 Gemeindezentrum „Schwalbennest“)

Die Pfarrkirche St. Urban und Vitus wurde 1521–1523 auf den Fundamenten eines mittelalterlichen Vorgängerbaus errichtet. Sie beherbergt neben Kunstschätzen auch eine Gruft der Ortsadeligen von Gemmingen. 
Gegenüber der Kirche liegt die Pfarrhausanlage aus dem Jahr 1804 nach dem Entwurf von Johann Adam Groß III.
Kerker-Christi-Kapelle mit Gefallenendenkmal

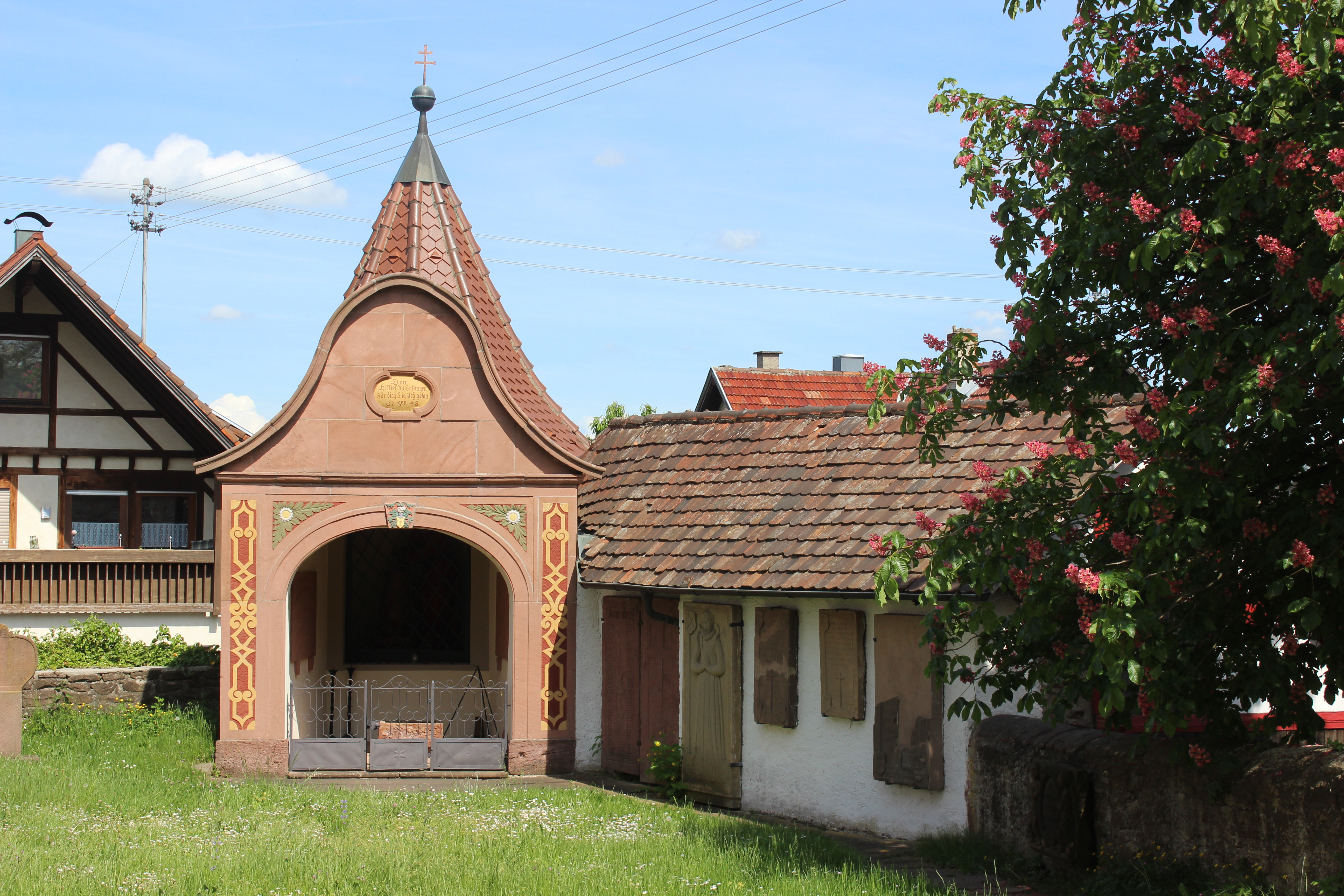
Die Kerker-Christi-Kapelle im ehemaligen Wehrturm
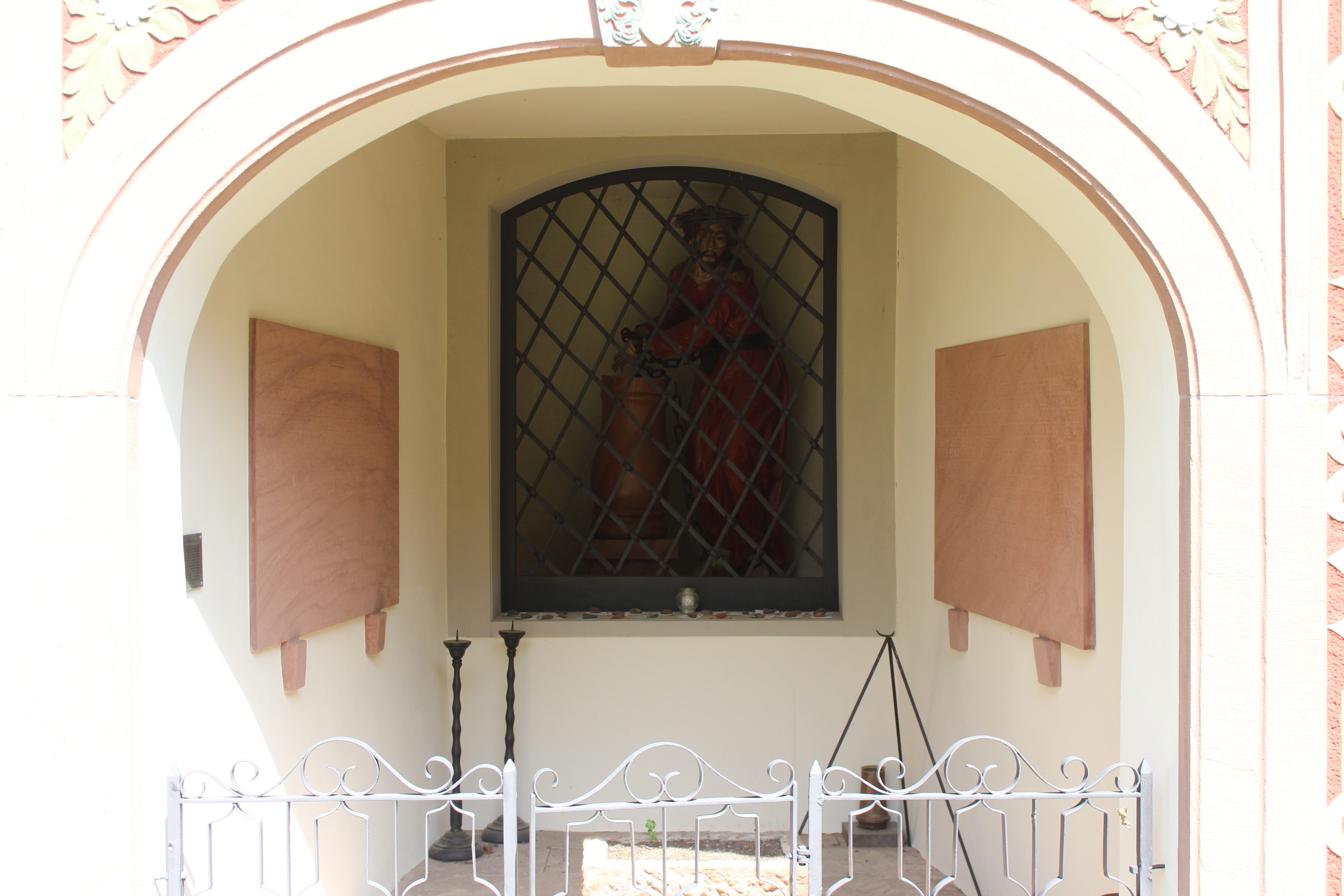
Detailansicht, links und rechts die Gedenktafeln

Der Wehrturm bei St. Urban und Vitus beherbergt seit 1748 die Kerker-Christi-Kapelle. Sie birgt Gedenktafeln für die Gefallenen der beiden Weltkriege. 2018 wurde sie restauriert.
Kirche St. Sebastian

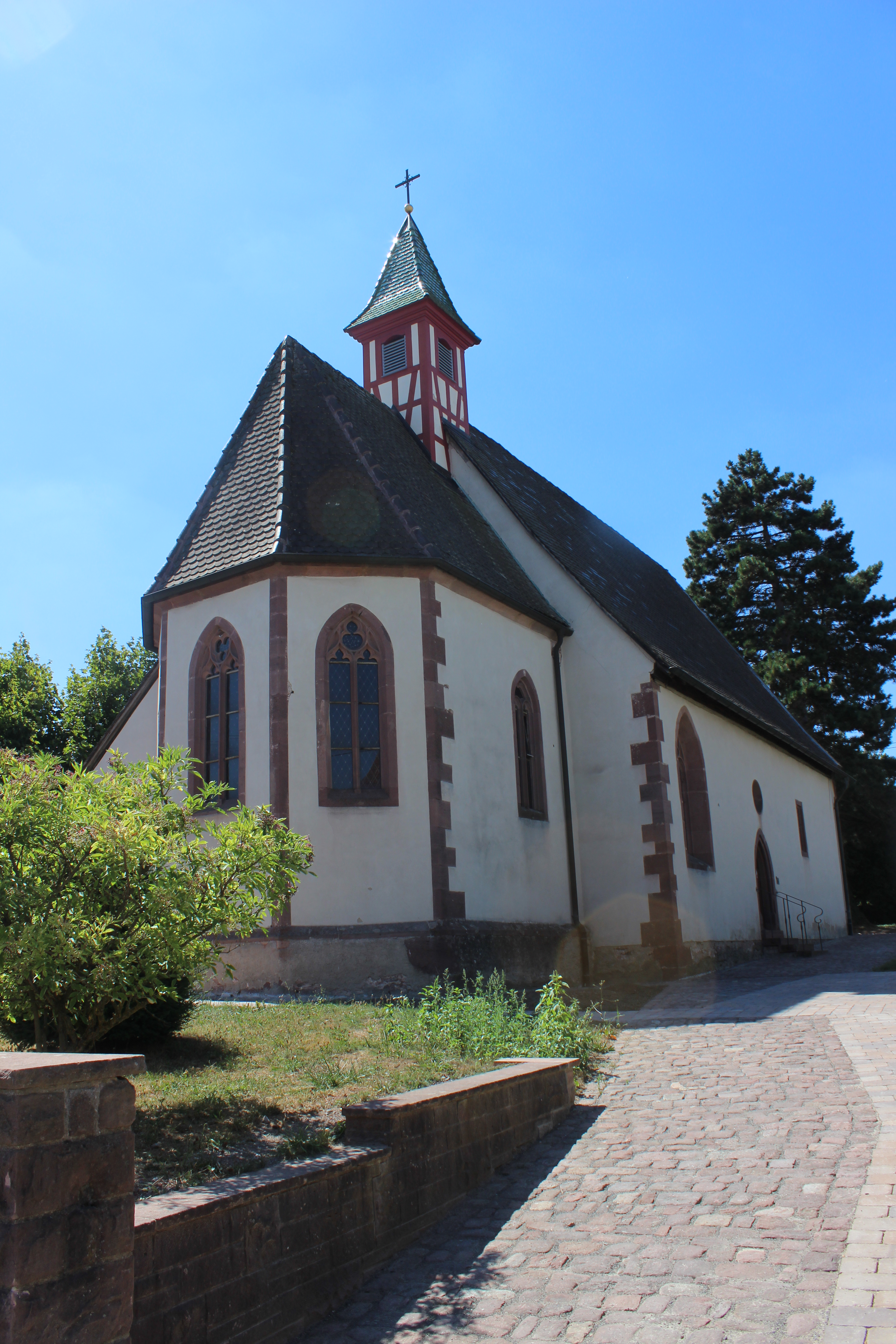
Sebastianskirche
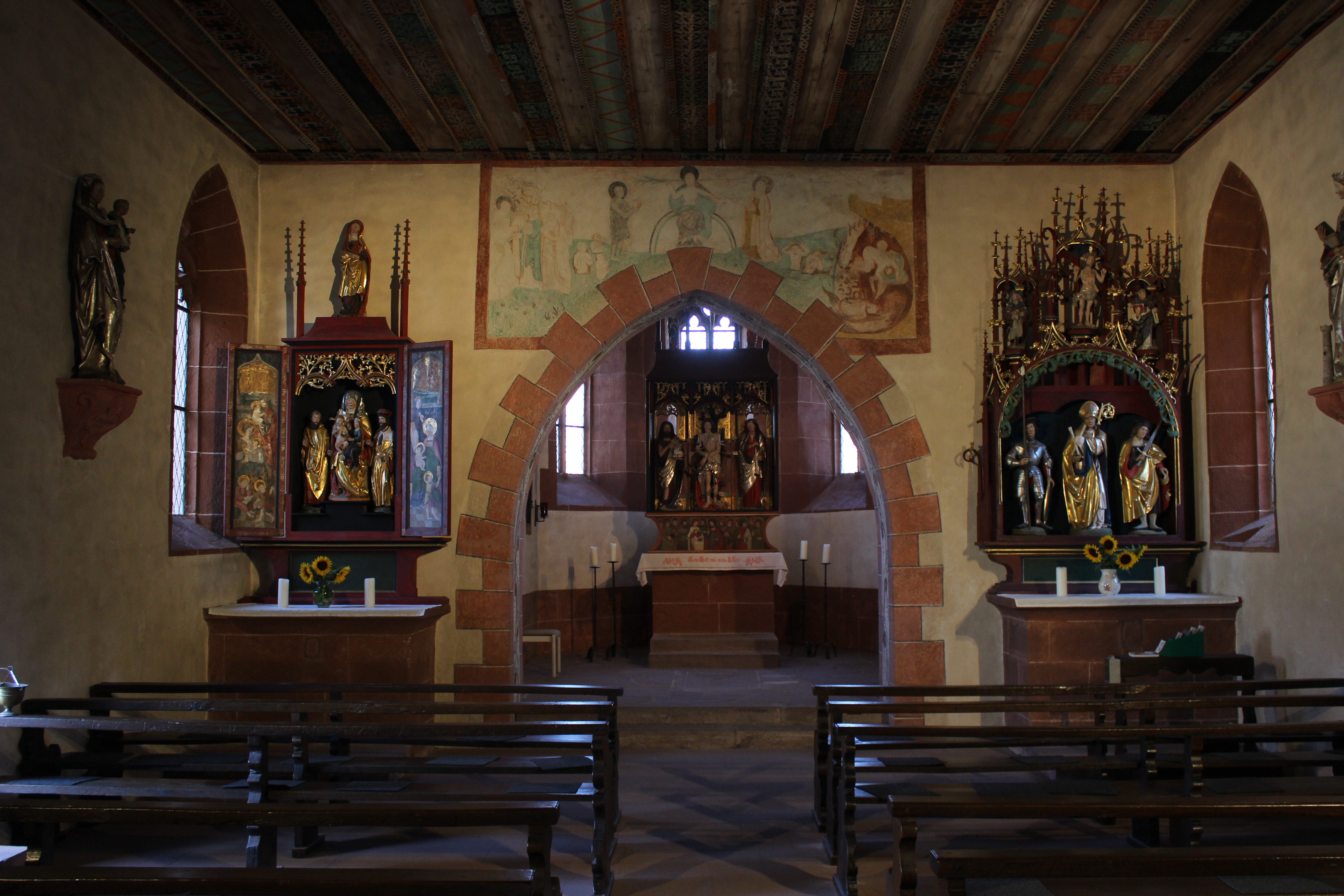
Innenansicht der Sebastianskirche
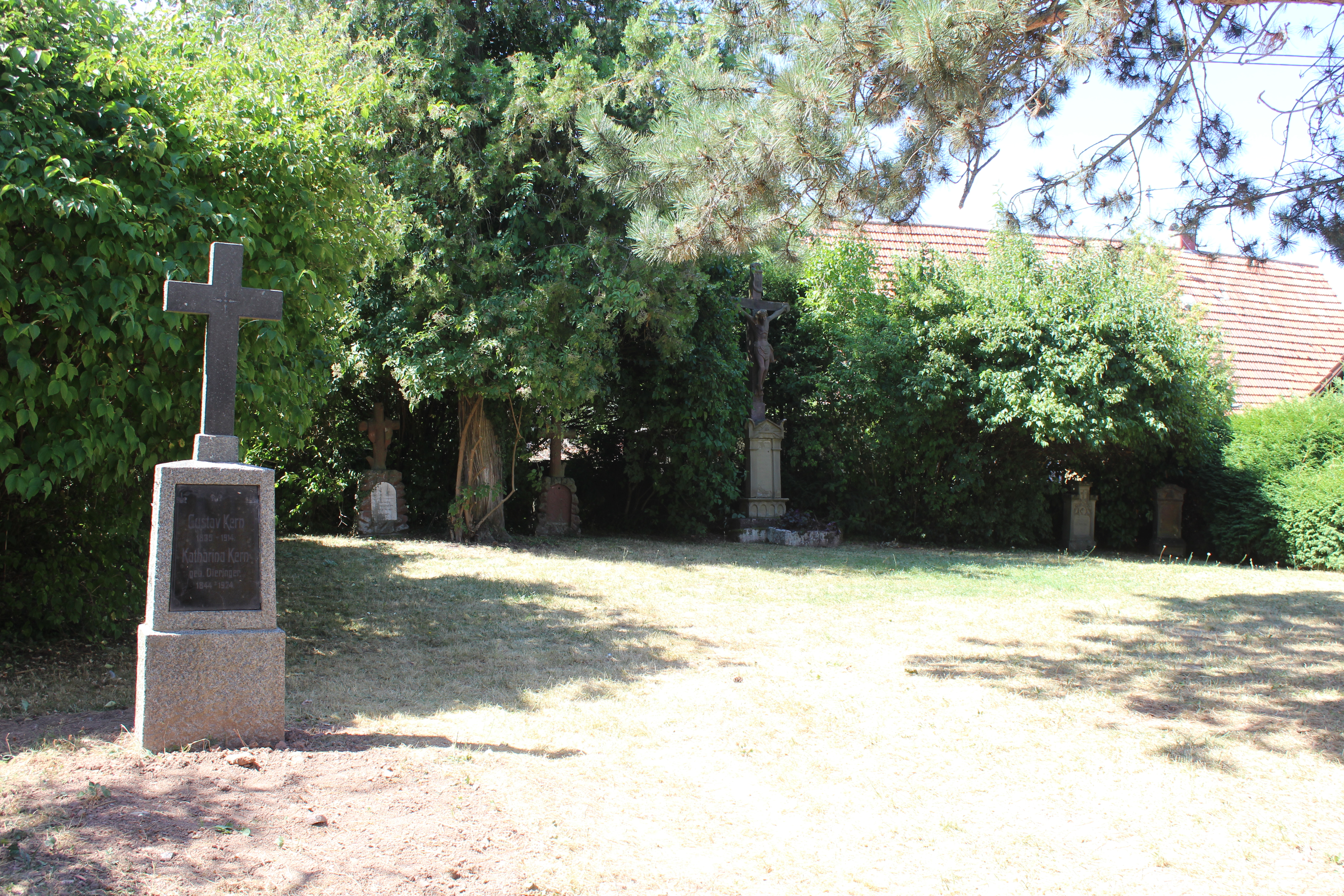
Alter Friedhof hinter der Sebastianskirche

Die Kirche St. Sebastian ist durch ihr reichhaltiges Innenleben ebenfalls künstlerisch bedeutsam. Sie wurde 1475 als „Gottesackerkirche“ mit Sebastian als Schutzheiligem gegen die Pest errichtet. Drei Holzaltäre aus der Zeit von 1480 bis ca. 1500 haben sich erhalten.
Kapelle St. Wendelin

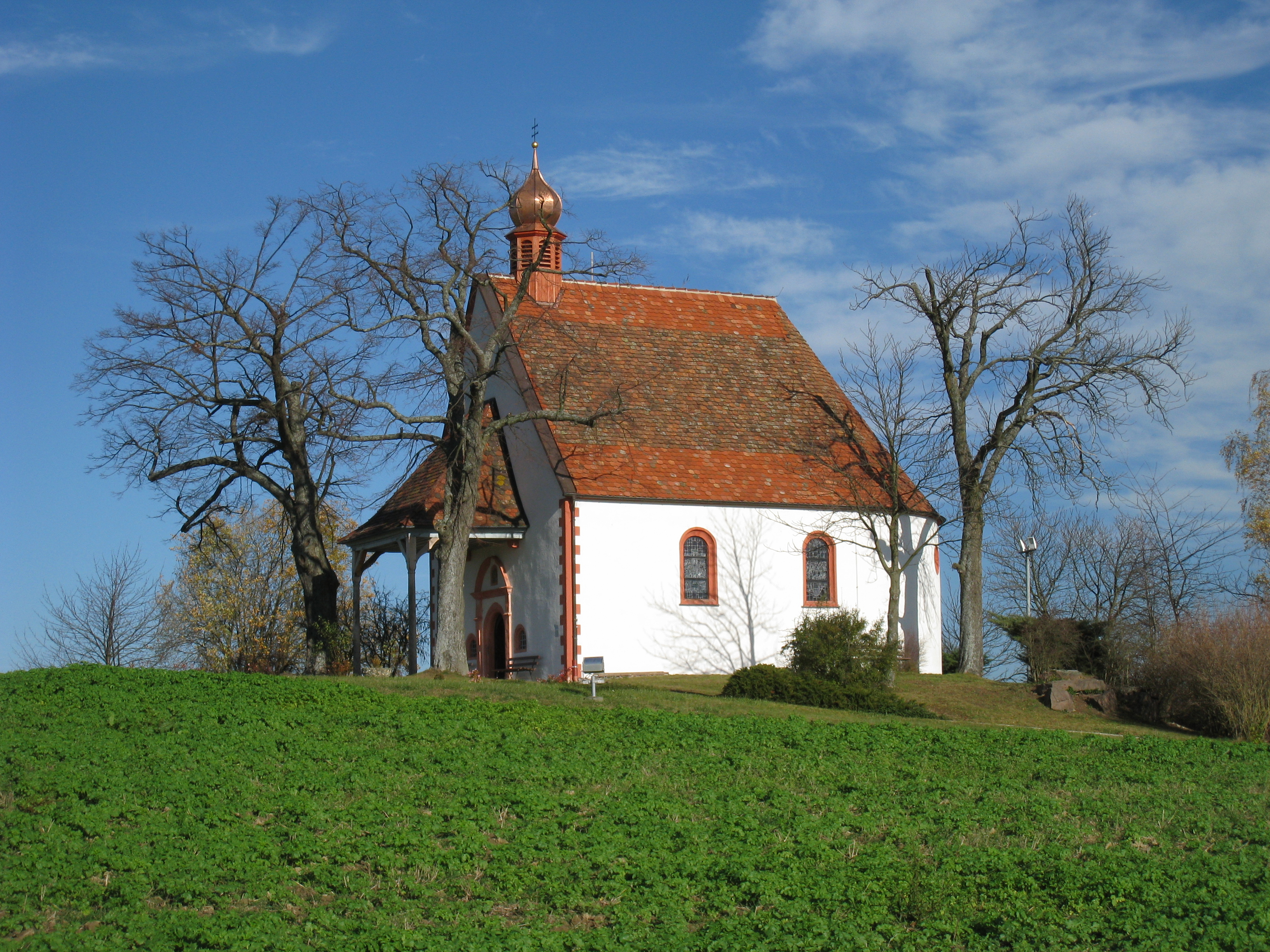
St. Wendelin von Süden
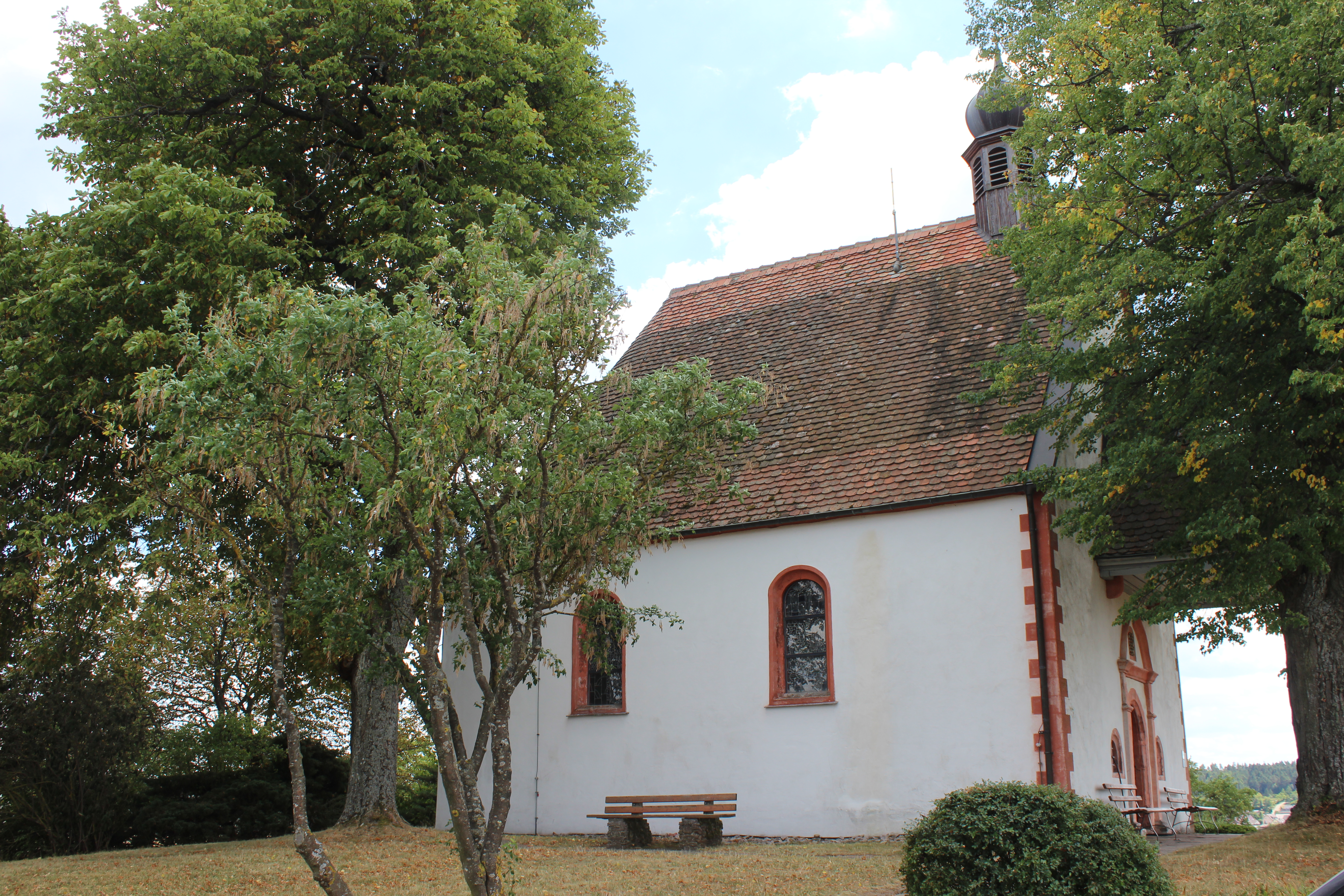
St. Wendelin von Norden
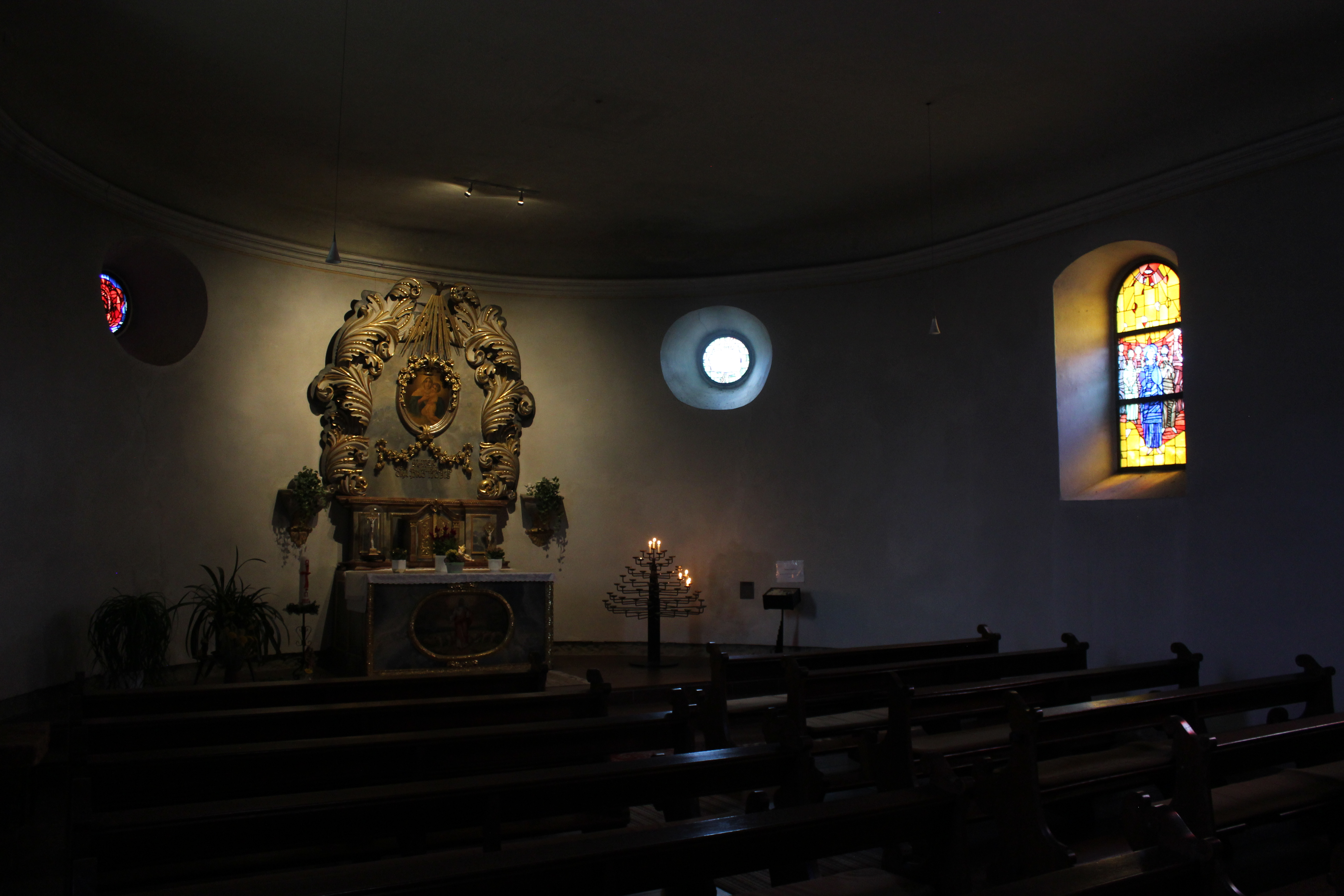
Innenansicht der Kapelle St. Wendelin

Die 1683 erbaute und 1723 durch eine Gemming’sche Stiftung neu errichtete St.-Wendelins-Kapelle liegt auf einer beschaulichen Anhöhe zwischen Neuhausen und Steinegg.
Im Zweiten Weltkrieg wurde die Kapelle schwer beschädigt.
Anfang des 20. Jh. wurde der Dachreiter im Zuge von Reparaturen abgebaut. 2010 konnte wieder ein Zwiebelturm installiert werden; die Rekonstruktion erfolgte auf Basis einer historischen Zeichnung und mit dem noch erhaltenen Originalkreuz.

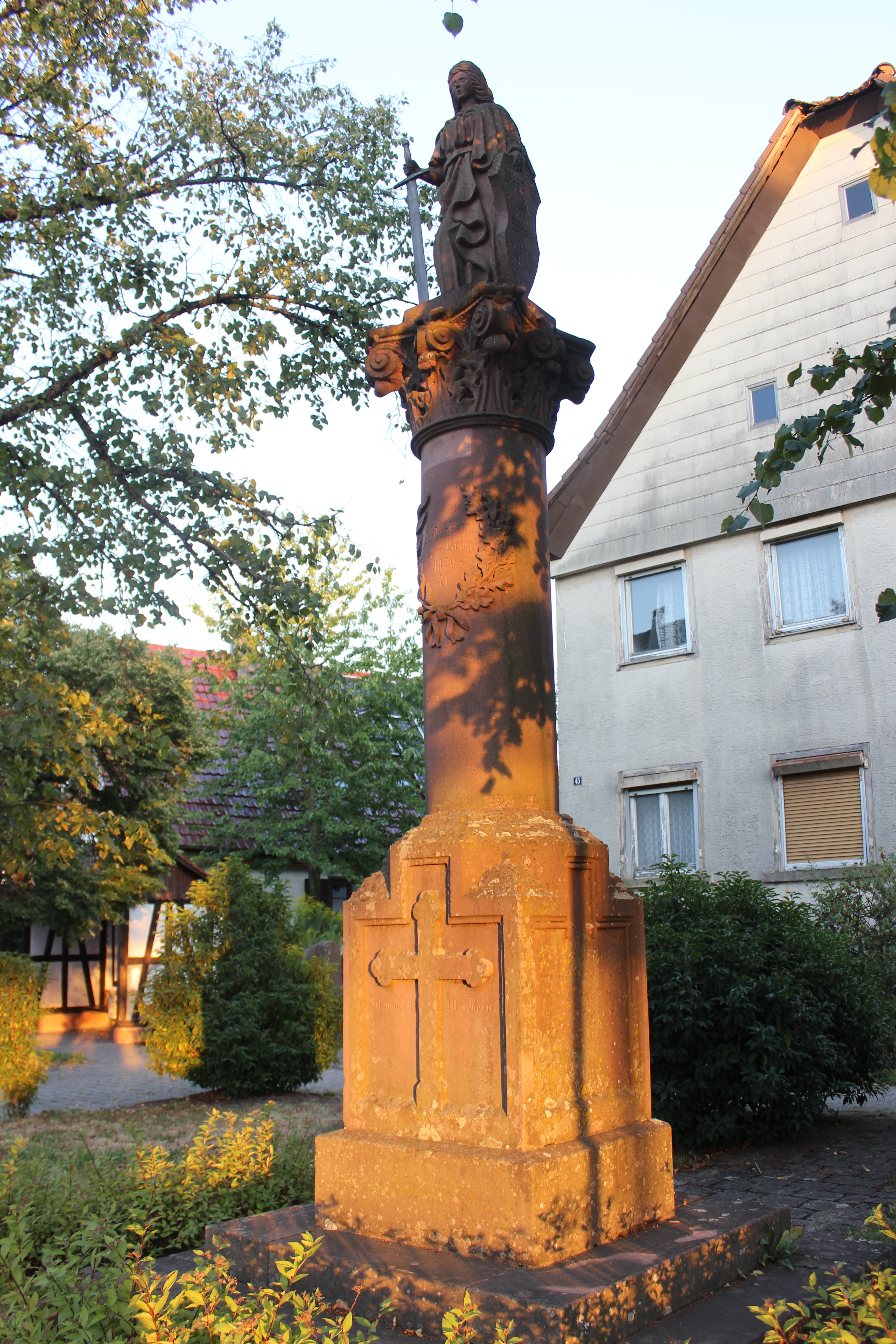
Germaniadenkmal
Das Kriegerdenkmal mit einer Germania-Statue wurde 1876 in Erinnerung an den Deutsch-Französischen Krieg gestiftet. In den 1970ern wich es zunächst dem Ausbau der Durchgangsstraße. Mitte der 80er Jahre wurde das Monument dann nach einer umstrittenen Entscheidung renoviert und an seinem alten Platz wiederaufgestellt.
Bahnhof Monbach-Neuhausen

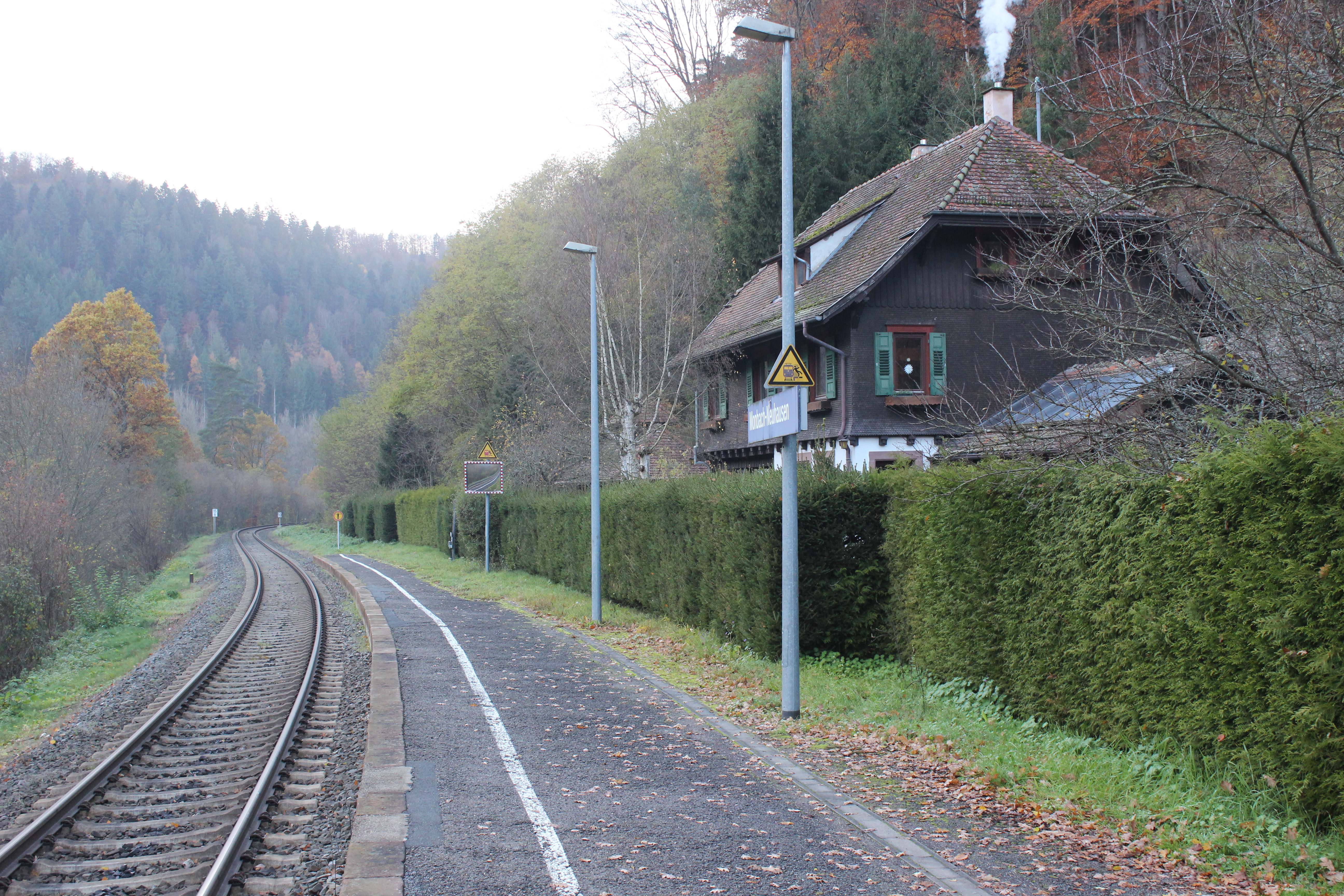
Der Bahnhof Monbach-Neuhausen mit historischem Empfangsgebäude

Mit Vollendung der Nagoldtalbahn 1874 ging auch der Bahnhof Monbach-Neuhausen in Betrieb, der wie ein Teil der Bahnstrecke auf der Gemarkung Neuhausen liegt, zugleich aber etwa 4 km vom Ortsrand entfernt. Insbesondere für den Pendlerverkehr zur Pforzheimer Schmuckindustrie erlangte er alsbald große Bedeutung. Nachdem die Abfertigung zunächst nur in einer Blockhütte erfolgen konnte, wurde 1912 das stattliche Bahnhofsgebäude eröffnet.
1964 wurde der Bahnhof geschlossen; übrig blieb ein Haltepunkt. 1977 verkaufte die Bahn das Bahnhofsgebäude. 1982 wurde der Haltepunkt vollständig gestrichen; 1997 kehrte er wieder auf den Fahrplan zurück.

### Steinegg
- Altes Rathaus von 1904[83]
- Dorfbrunnen von 1869 mit altem Schulhaus von 1823[84]

Burg Steinegg

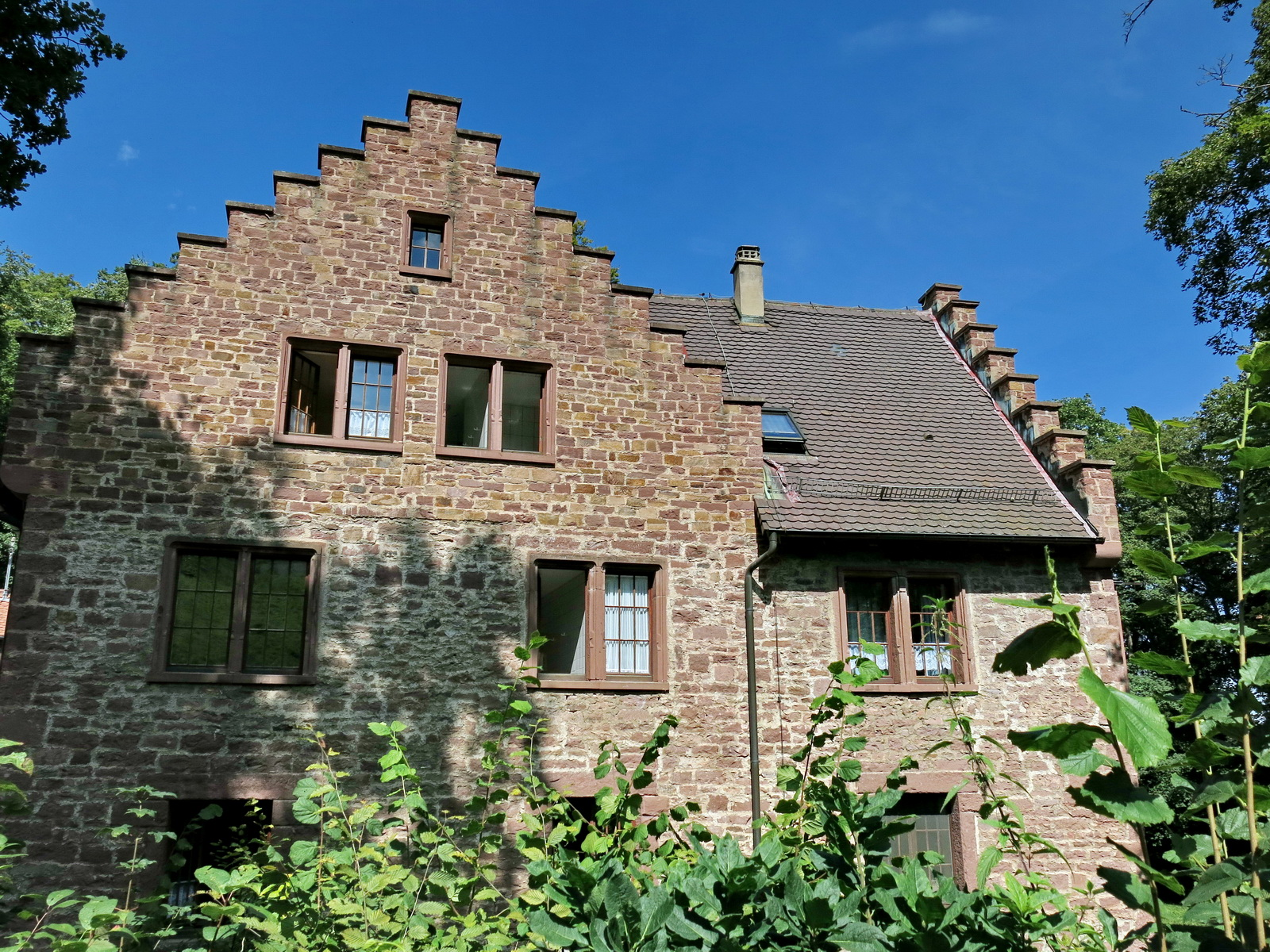
Burg Steinegg
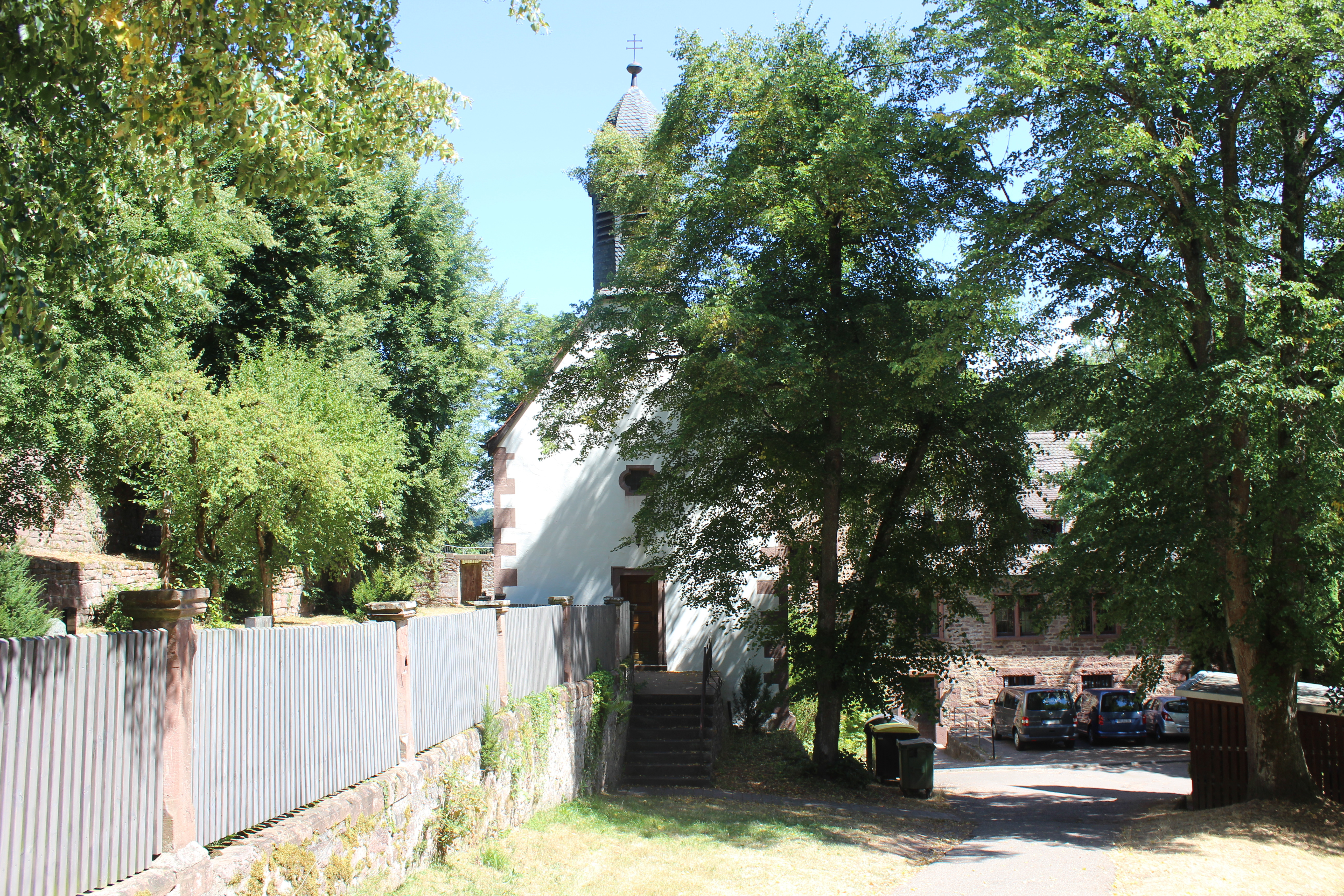
Kapelle der Burg Steinegg
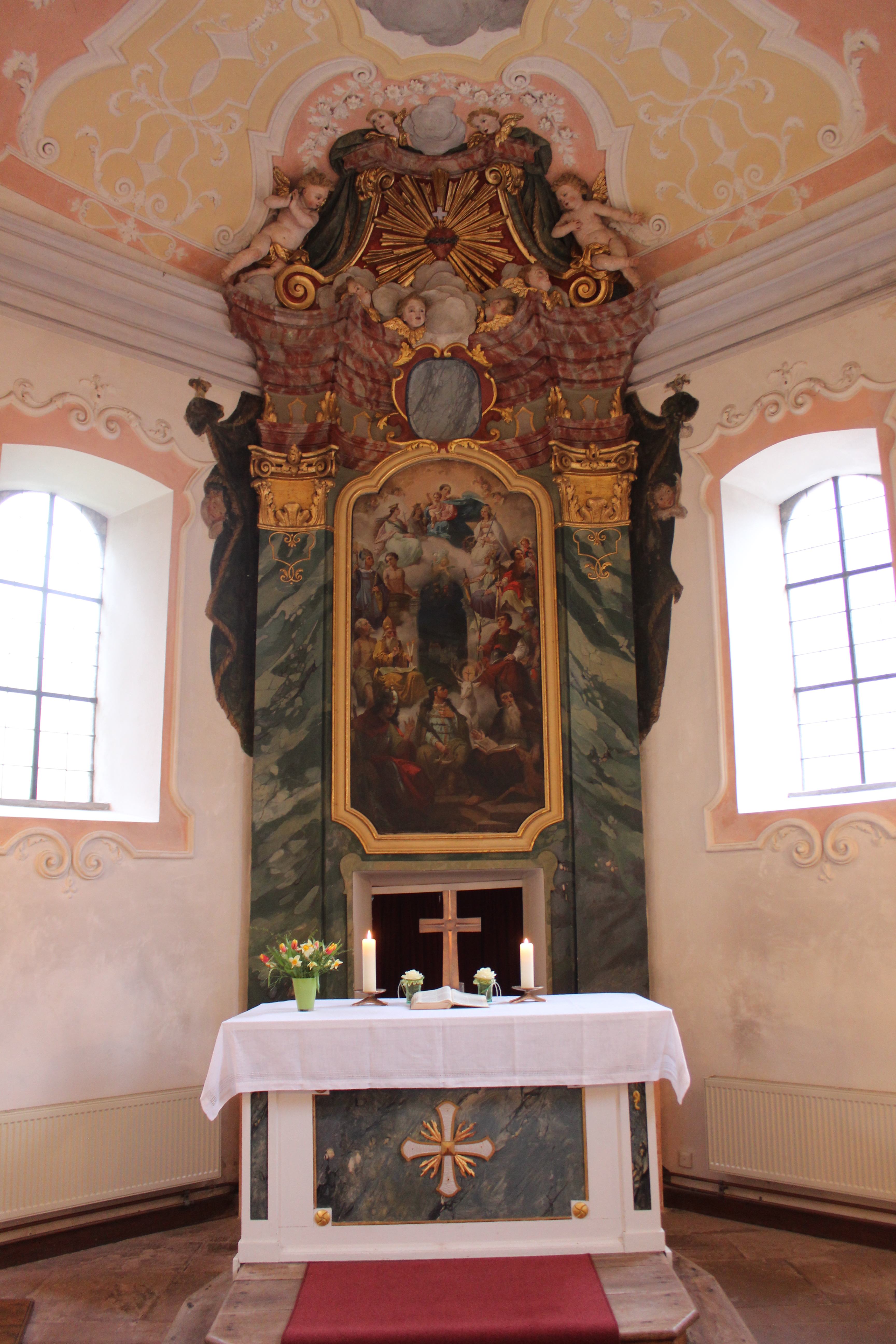
Altar der Burgkapelle
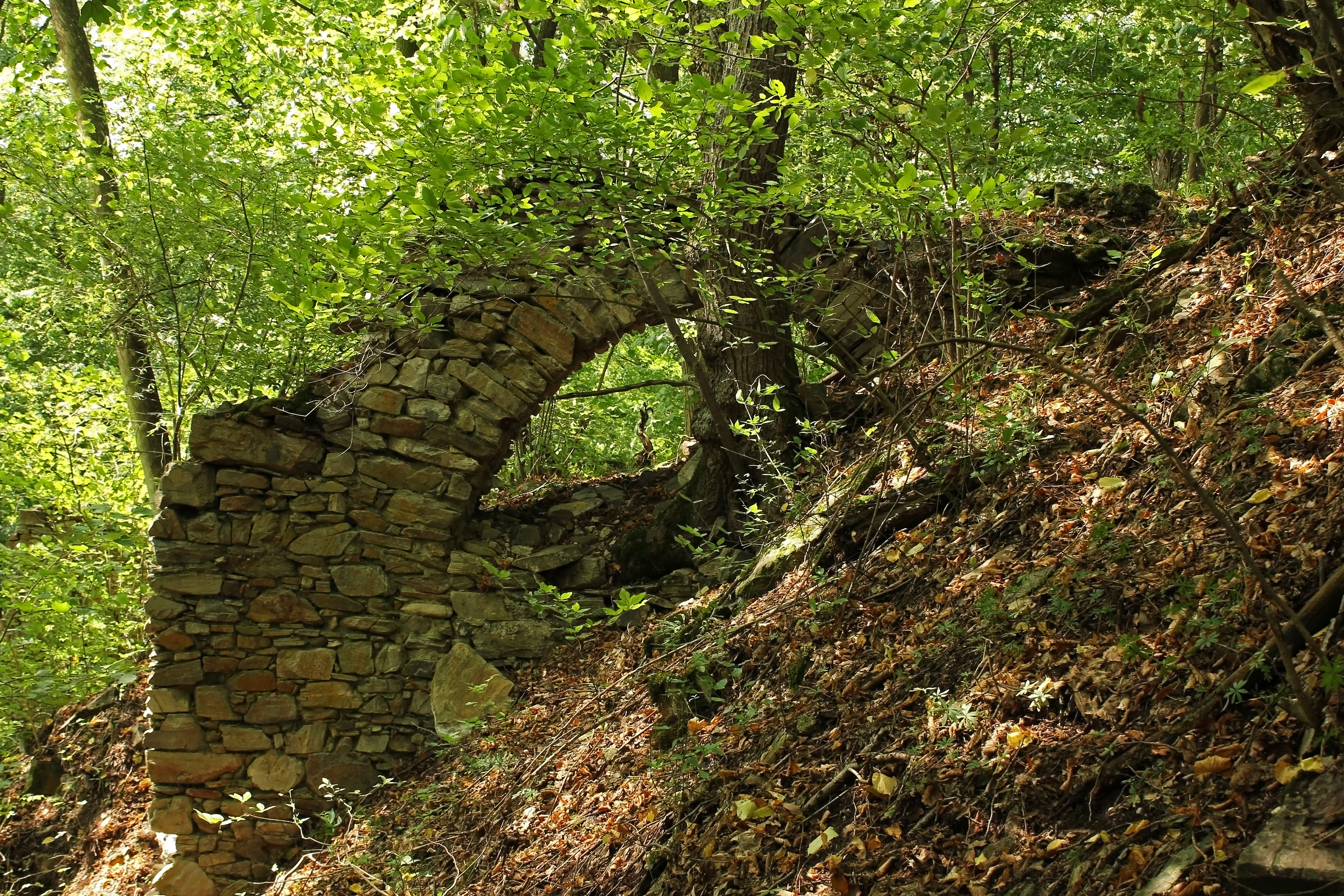
Ruinen der Burg Steinegg

Die ab 1440 unter Diether von Gemmingen entstandene Burg liegt neben einer verfallenen Höhenburg des 12. Jh. Aus dem Jahr 1520 stammt die 1732 umgebaute Burgkapelle, die als einziger Gebäudeteil noch originalgetreu erhalten ist. Nach dem Verkauf 1839 und dem Rückkauf 1840 durch Eduard von Gemmingen kam es zum Verfall des Gebäudes, das ab 1933 teilweise wiederaufgebaut wurde.
Waldkapelle

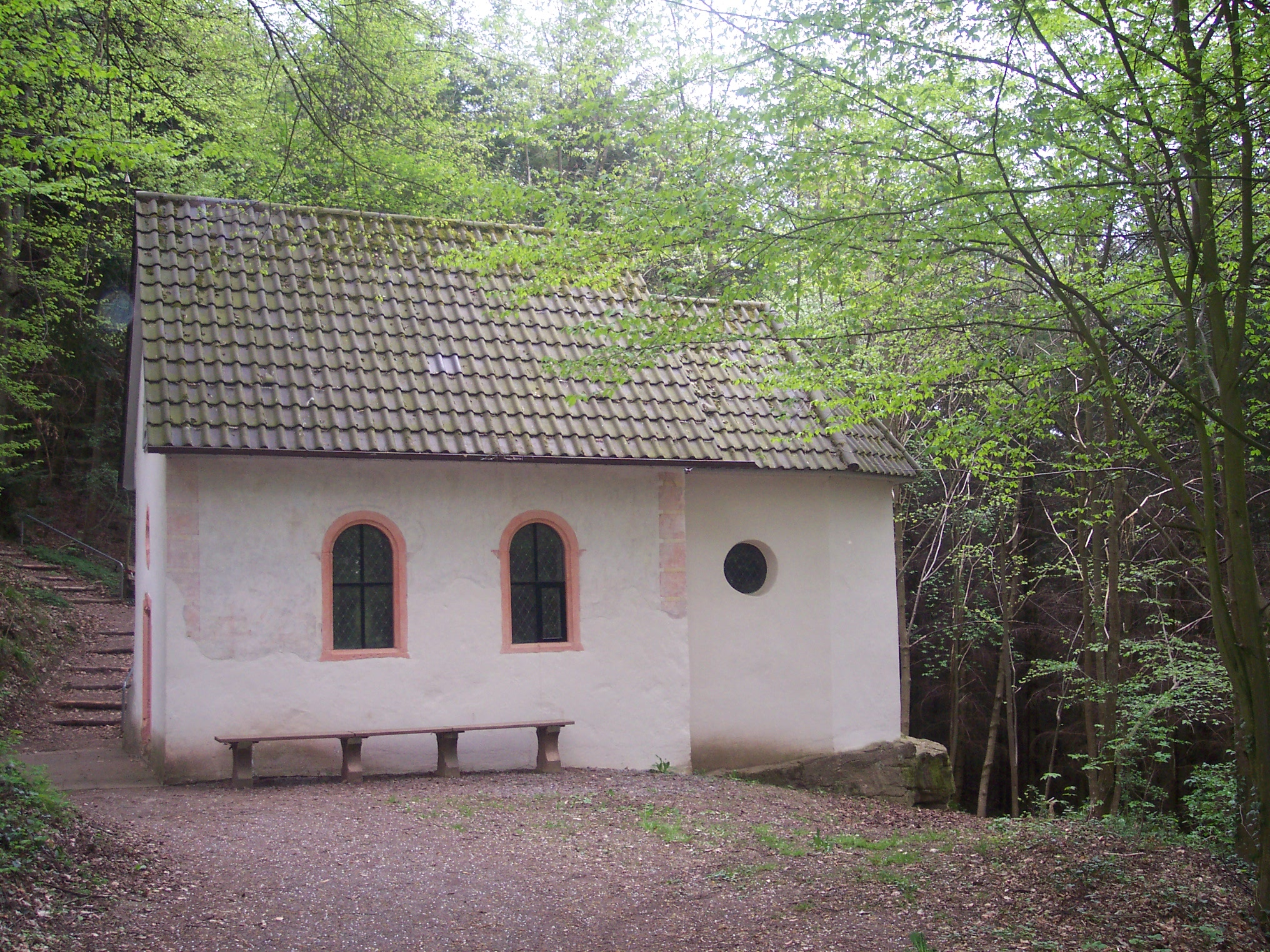
Waldkapelle bei der Burg Steinegg
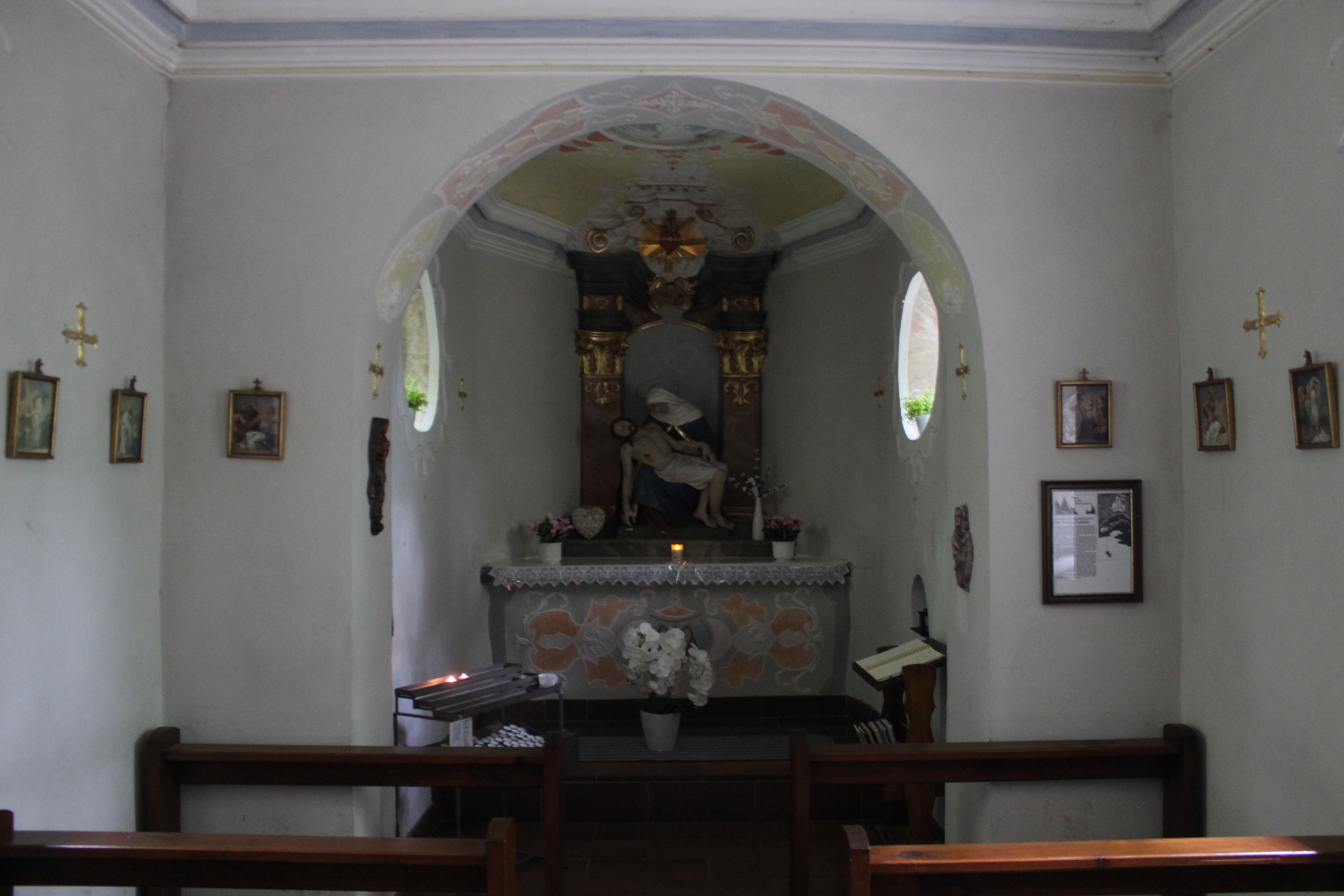
Innenansicht Waldkapelle

In Sichtweite der Burg Steinegg liegt auf Hamberger Gebiet die sagenumwobene Waldkapelle Maria Hilf aus der Zeit um 1683. Die Ausstattung datiert erst von 1739.
Kirche Rosenkranzkönigin

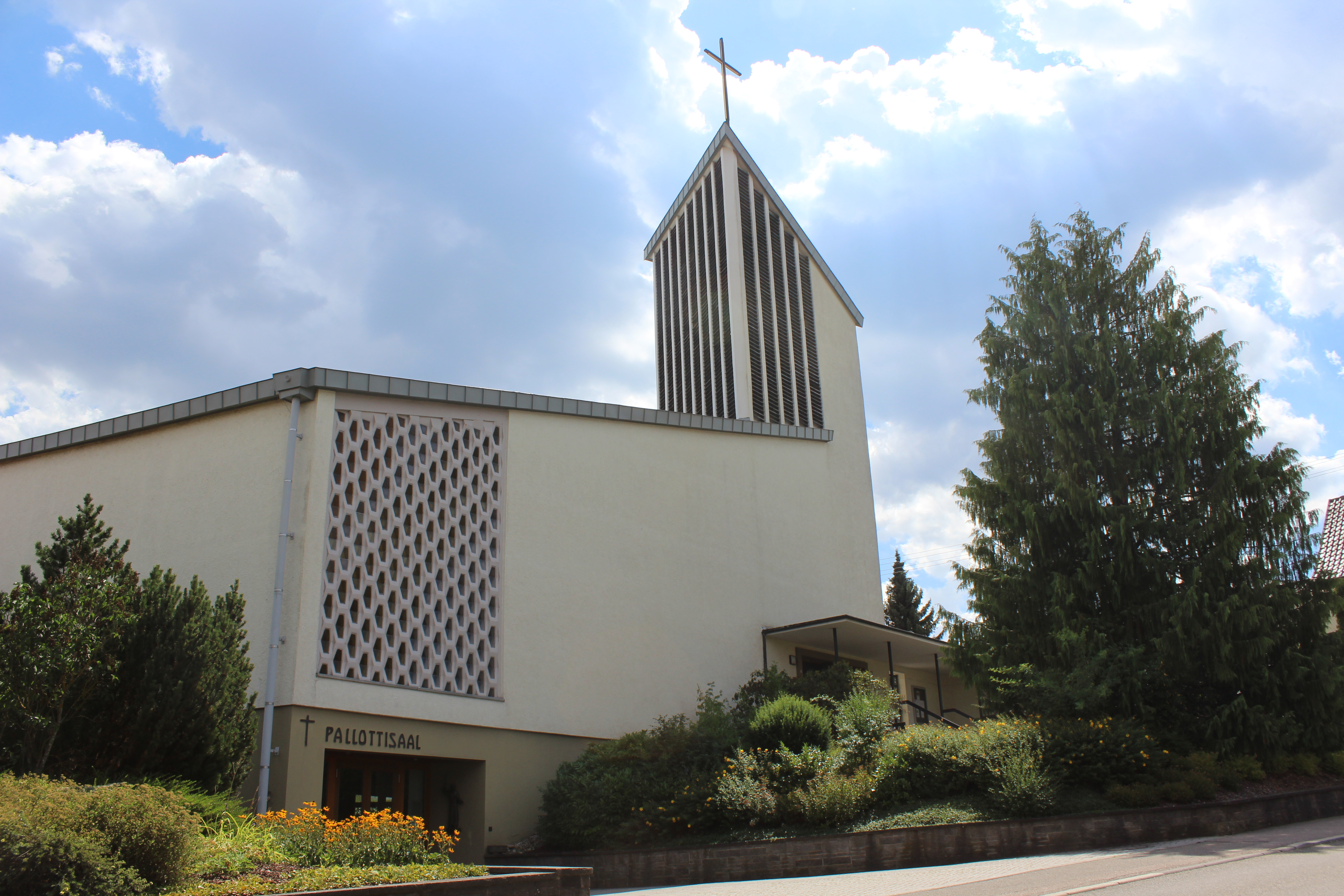
Kirche Rosenkranzkönigin
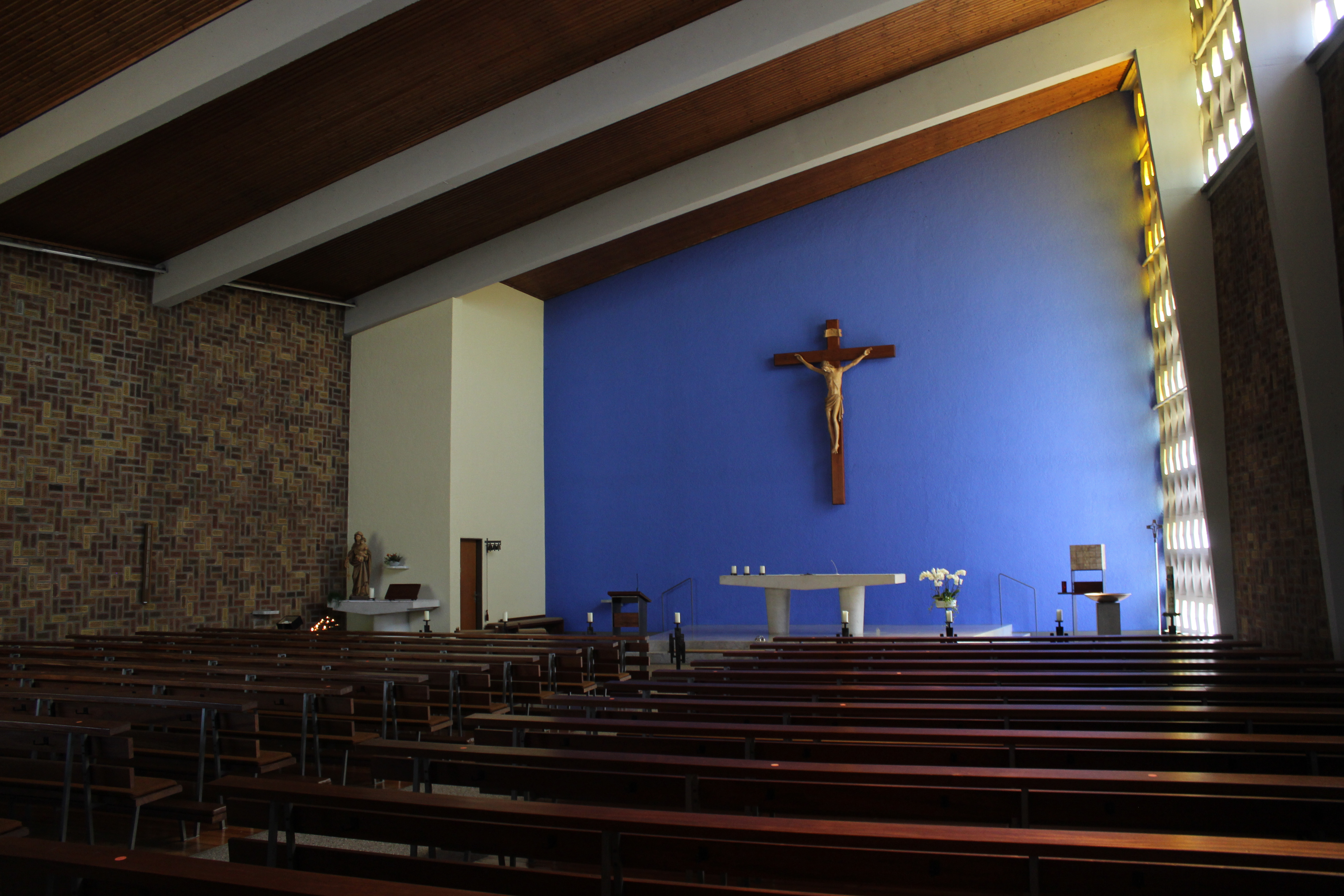
Innenansicht der Kirche Rosenkranzkönigin

Die Rosenkranzkönigin-Kirche in Steinegg wurde 1963 bis 1965 von Otto Lindner erbaut.

### Hamberg

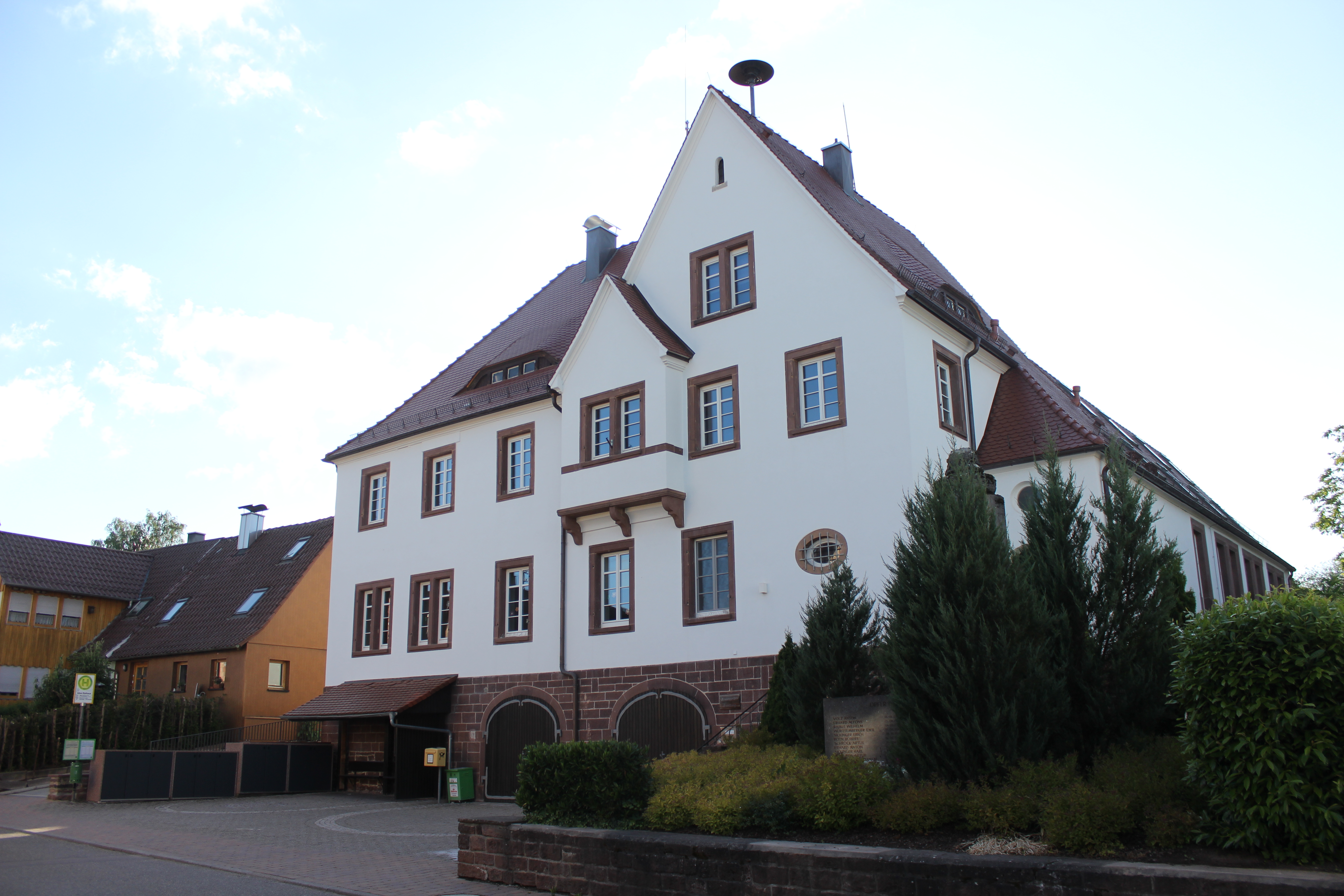
Altes Rat- und Schulhaus von 1904
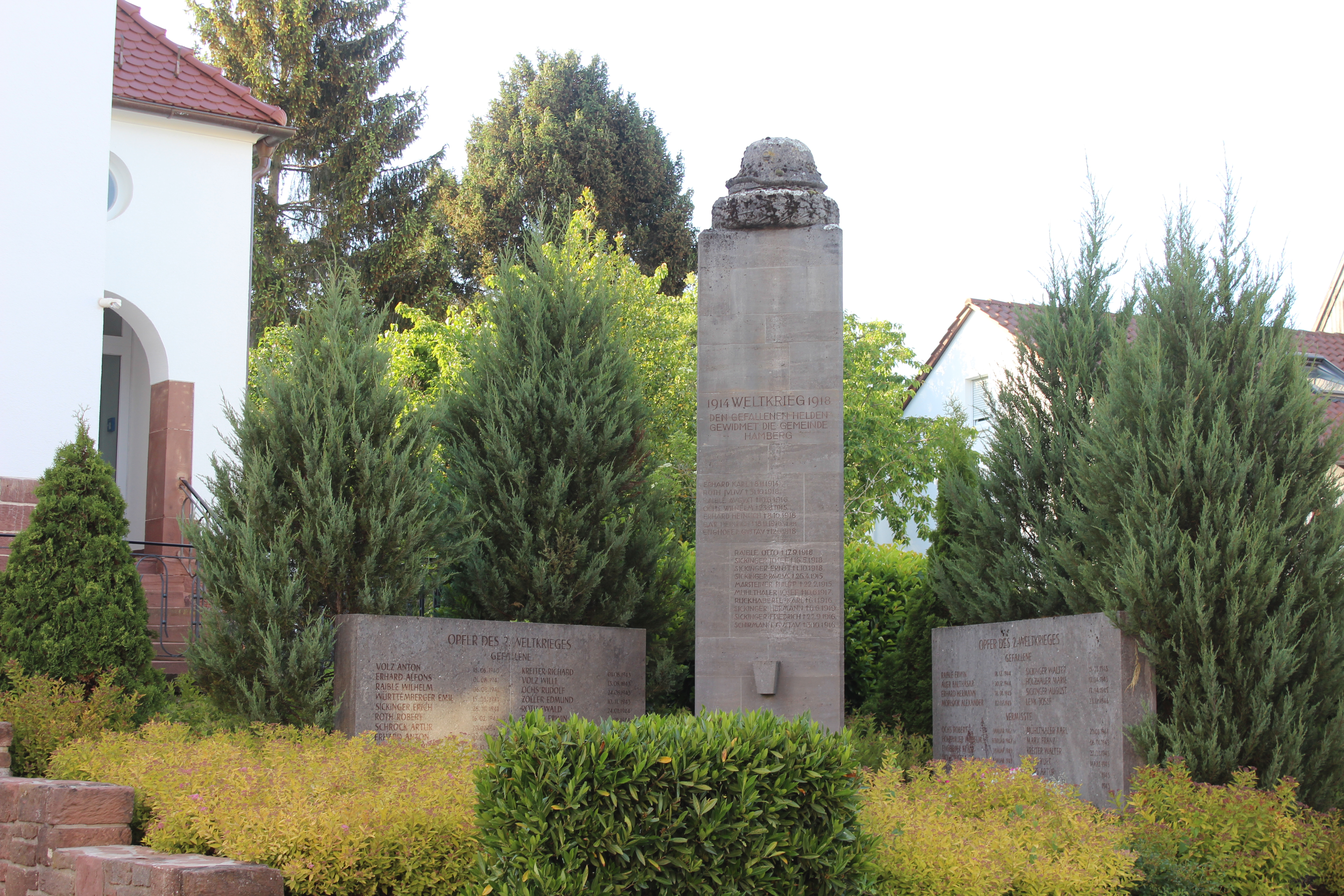
Gefallenendenkmal beim alten Hamberger Rathaus

Kirche und Kapelle St. Wolfgang

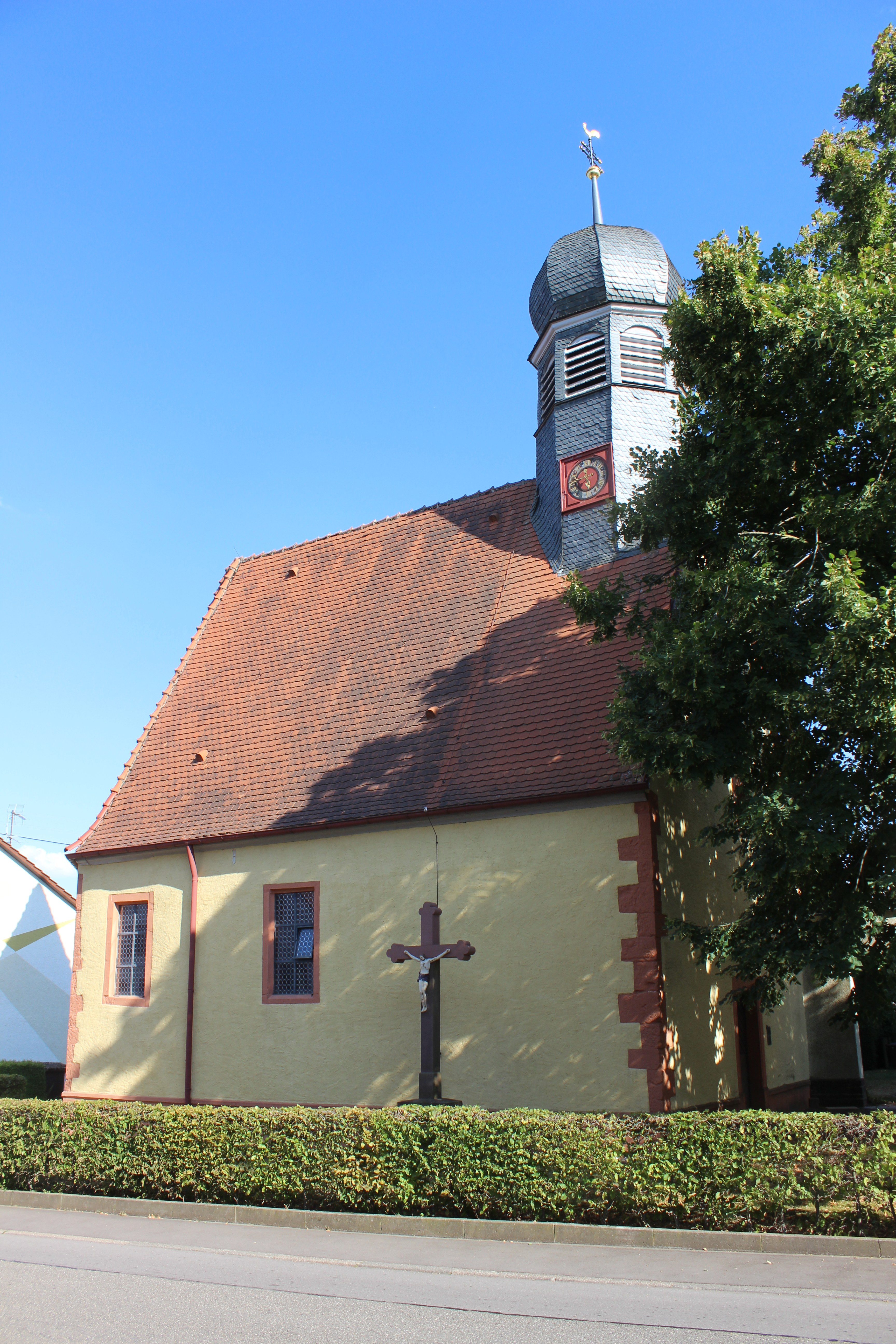
Die St.-Wolfgang-Kapelle
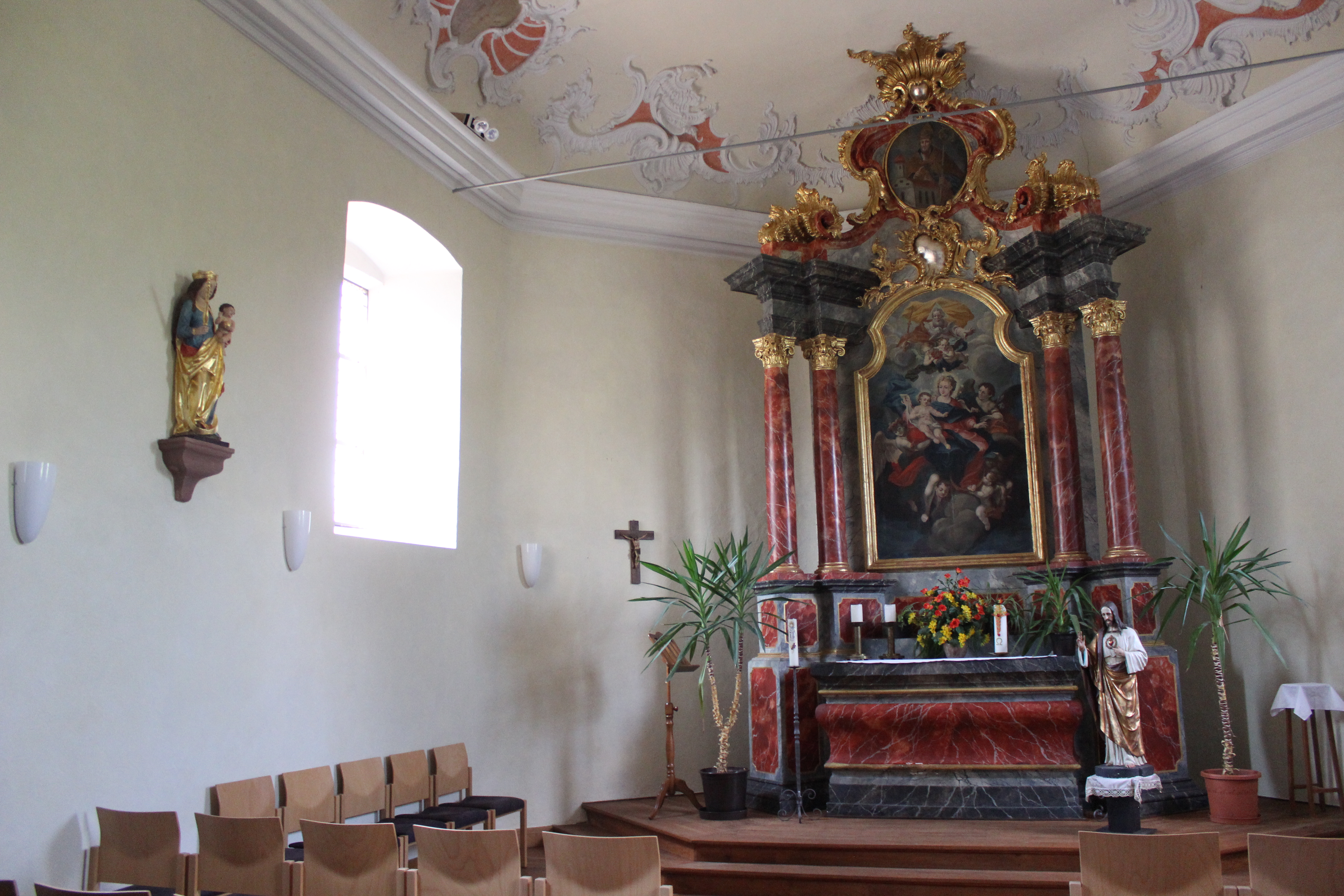
Innenansicht der St.-Wolfgang-Kapelle
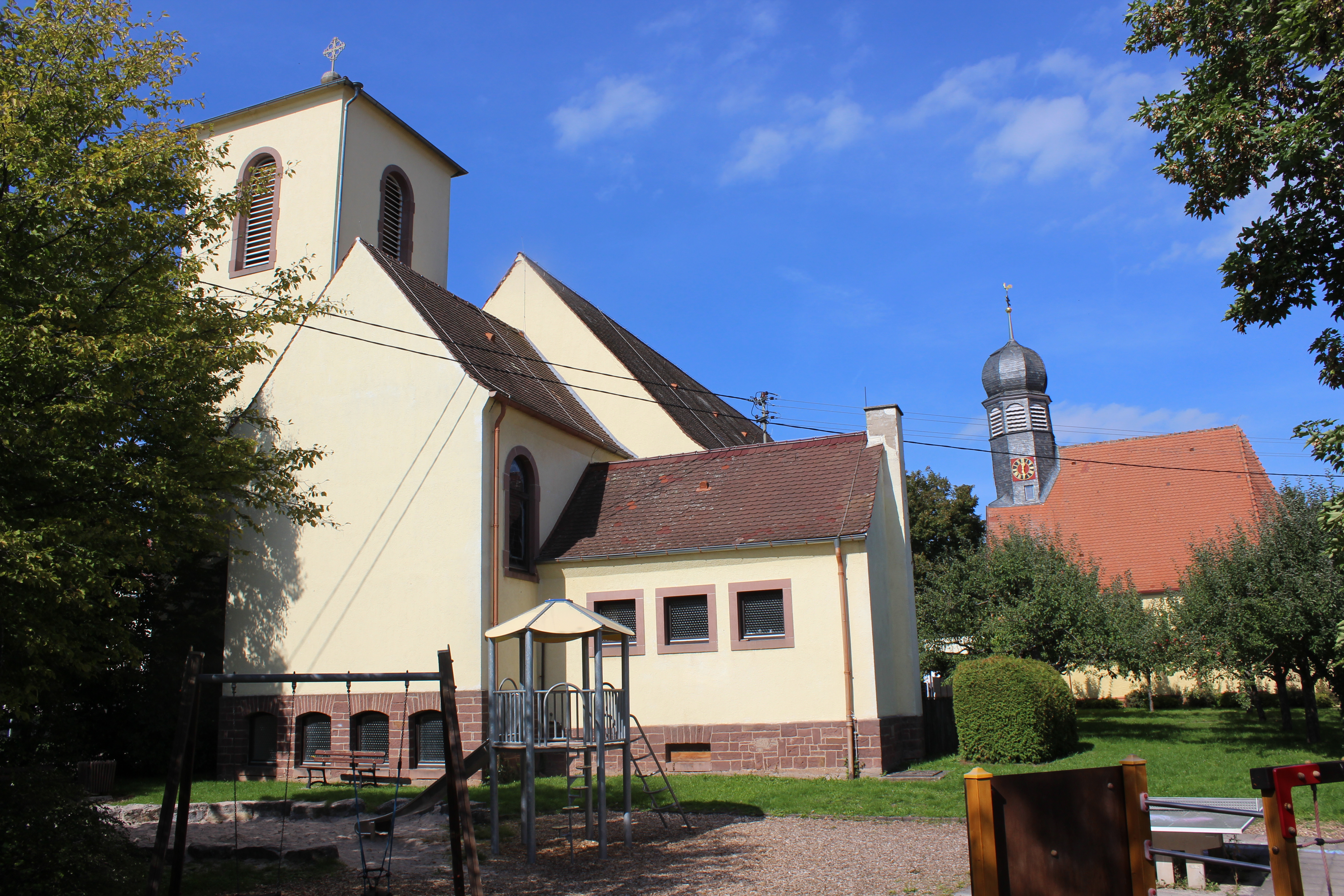
Die St.-Wolfgang-Kirche aus dem Jahr 1941, dahinter die alte Kapelle
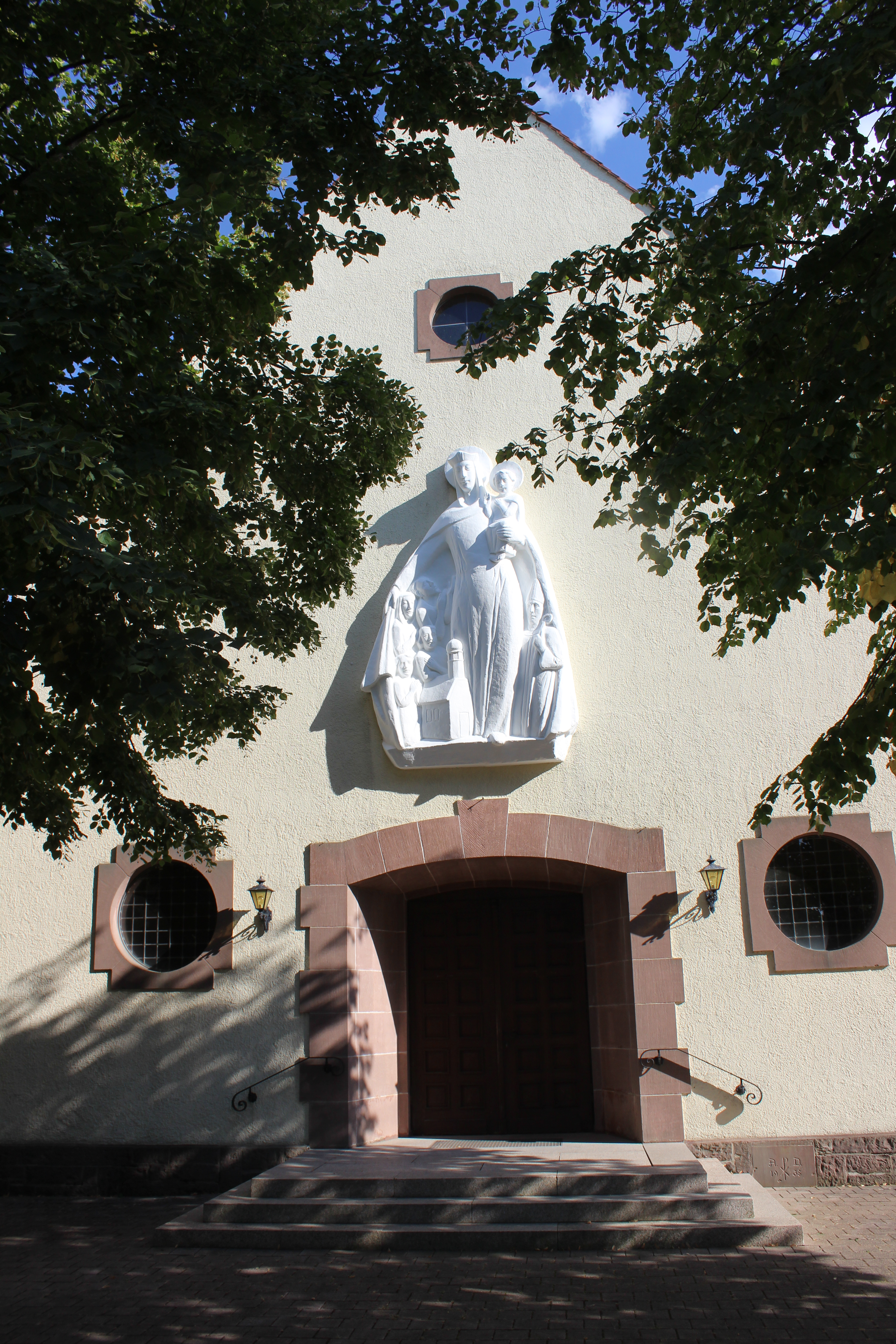
Schutzmantelmadonna von Gisela Bär über dem Portal der Kirche
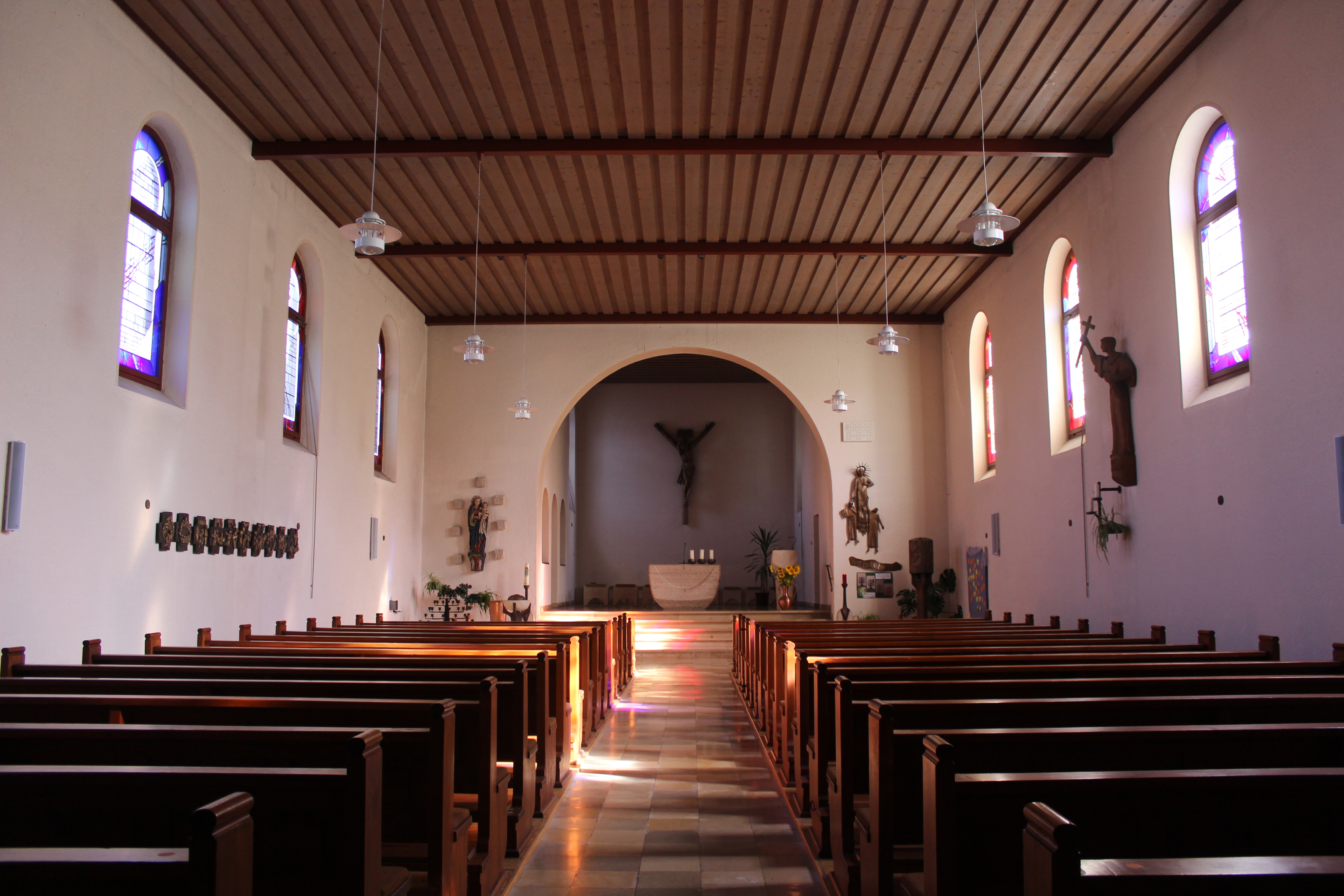
Innenansicht der St.-Wolfgang-Kirche

Die genaue Entstehungszeit des mutmaßlich spätmittelalterlichen Baus ist unbekannt; zwei Schlitzfenster legen eine Entstehung im 16. oder 17. Jh. nahe. Erstmals erwähnt wird die Kapelle 1686 im Zusammenhang mit einer Altarweihe. Für die Jahre 1748 und 1749 ist ein Umbau belegt, bei dem der Turm neu errichtet wurde und der Barockaltar entstand. Vom Beginn des 16. Jh. stammen zwei oberrheinische Muttergottesstatuen. 1936 wurde die Kapelle unter Denkmalschutz gestellt.
Von 1938 bis 1941 entstand neben der alten Kapelle ein rechteckiges Kirchengebäude. Eine ebenfalls aus dem 16. Jh. stammende Marienskulptur aus dem Altbau, vermutlich in Ulm entstanden, erhielt darin einen neuen Platz. Über dem Haupteingang wurde 1955 eine von Gisela Bär gefertigte Schutzmantelmadonna angebracht. Seit 2004 beherbergt die Kirche zudem die bronzene Figurengruppe „Herr bleibe bei uns“ des Bildhauers Wilhelm Müller zur Emmaus-Geschichte.

### Schellbronn

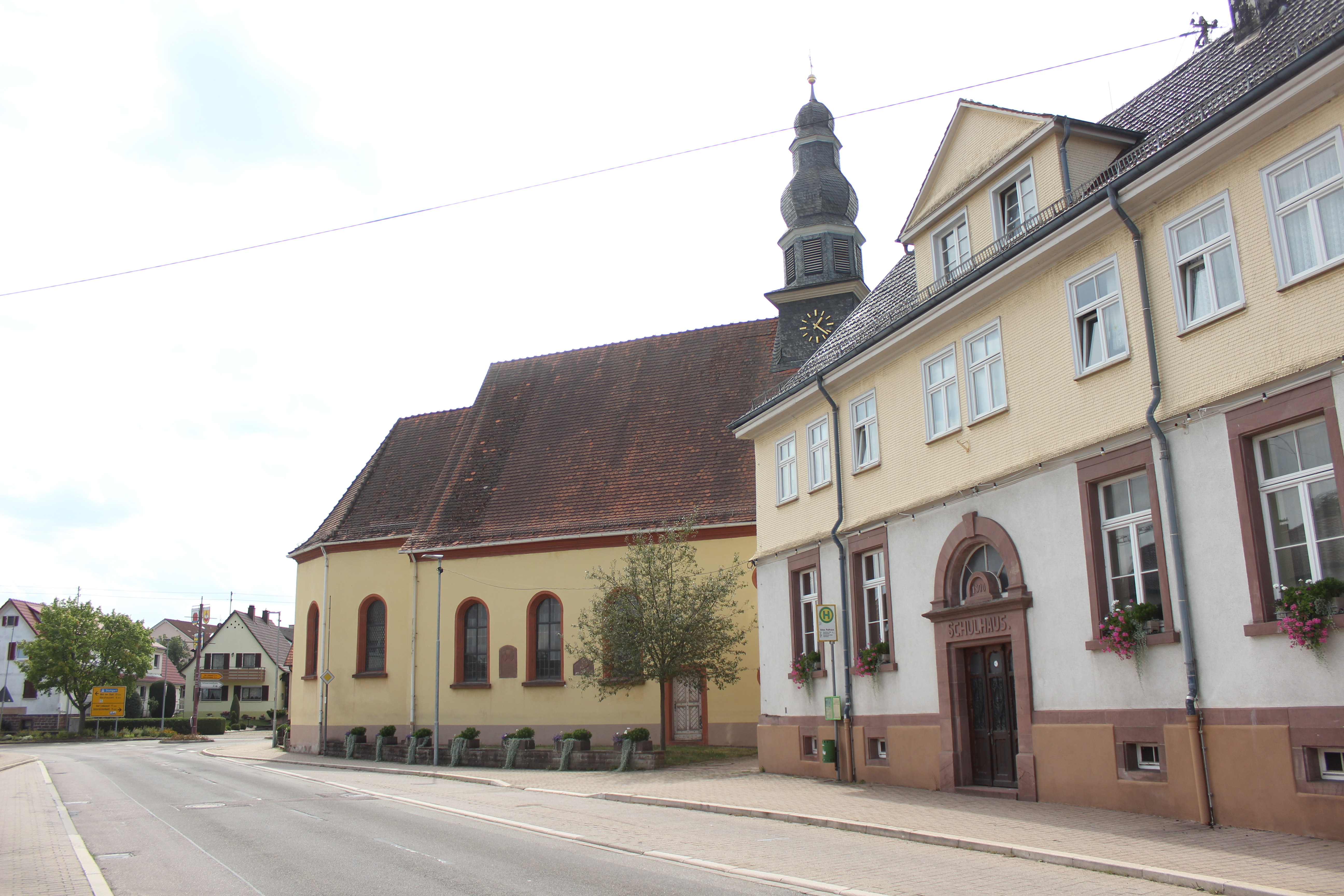
Altes Rat- und Schulhaus von 1836 mit St.-Nikolaus-Kirche
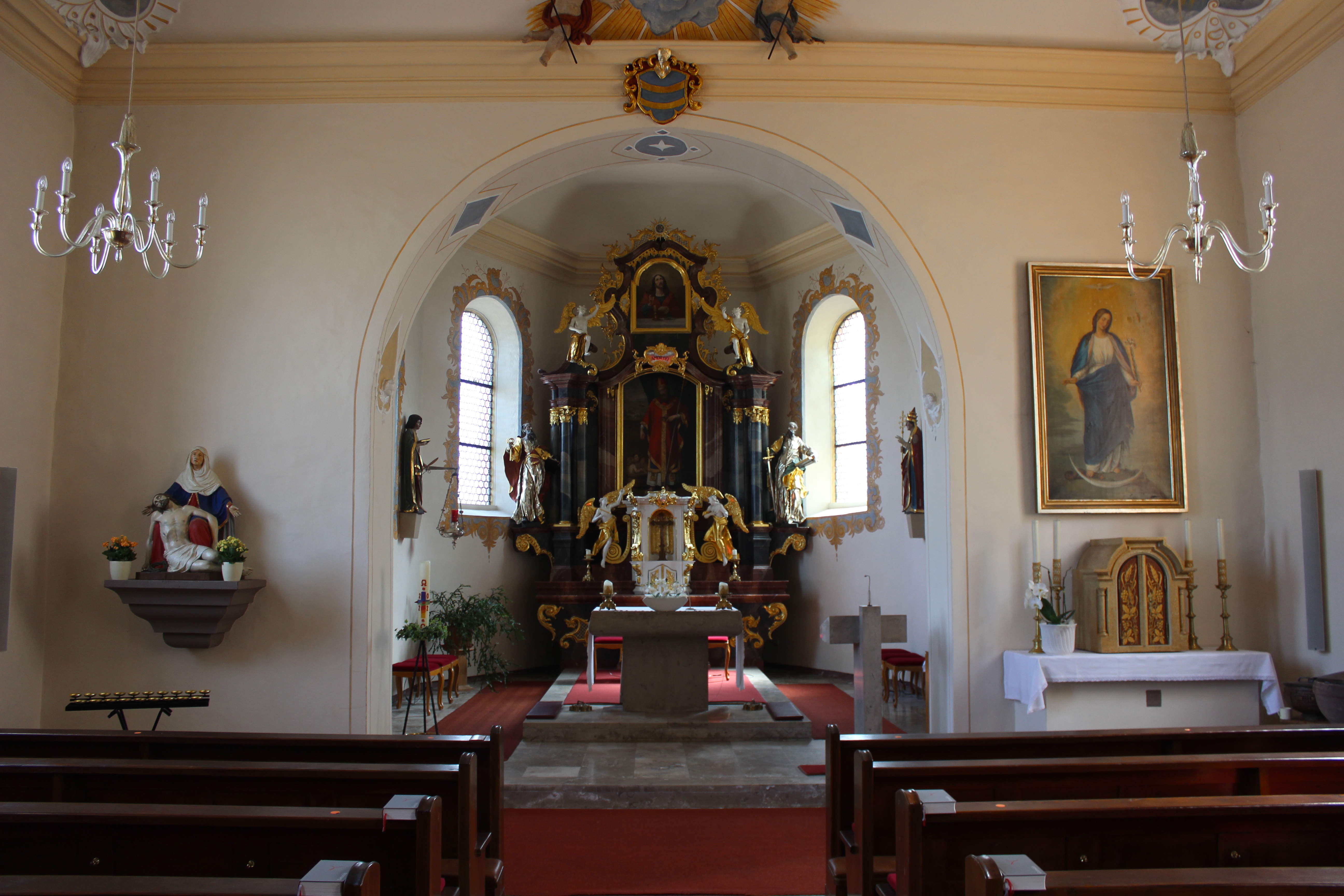
Altarblick St. Nikolaus
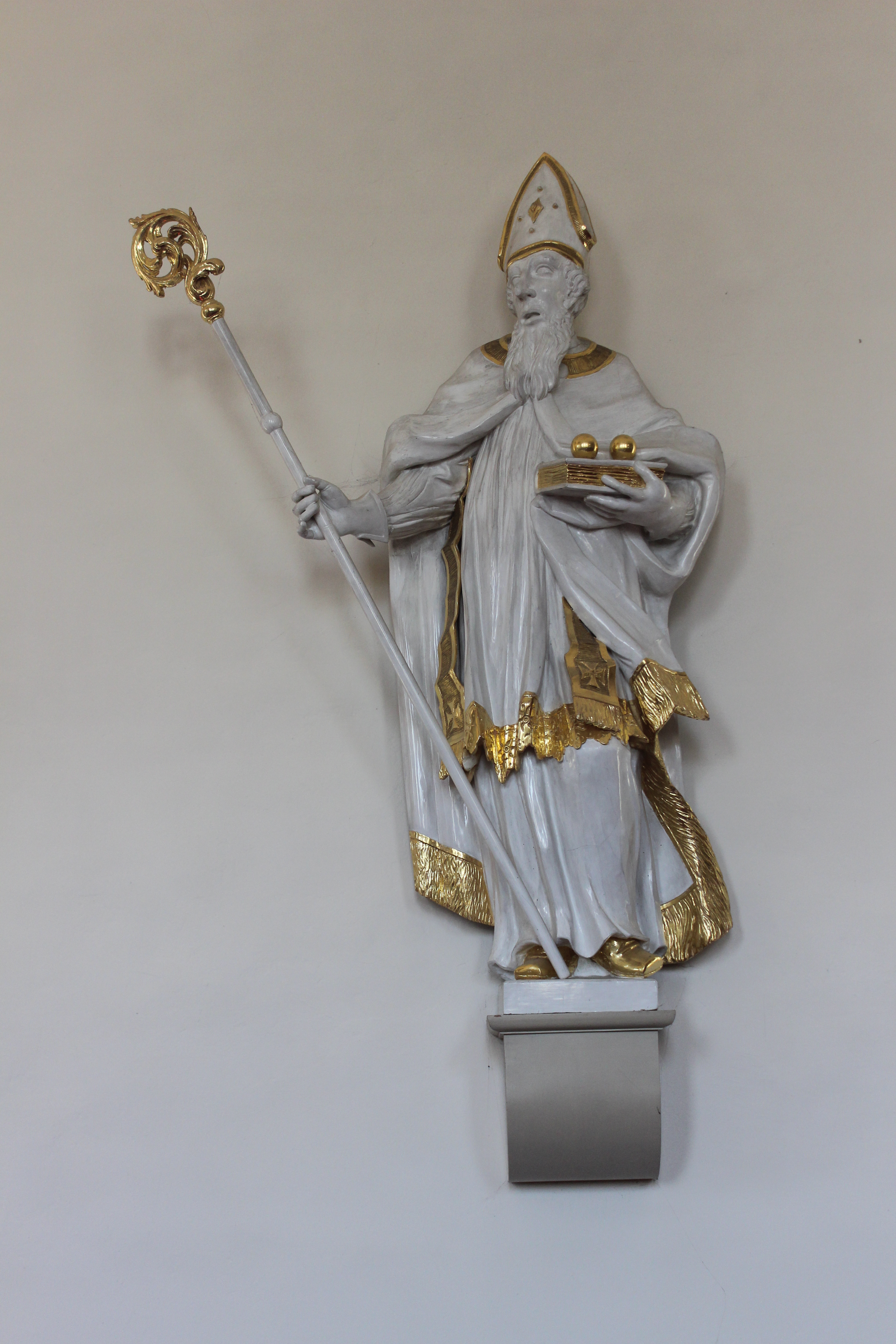
Namenspatron Nikolaus, Figur vom früheren Hochaltar
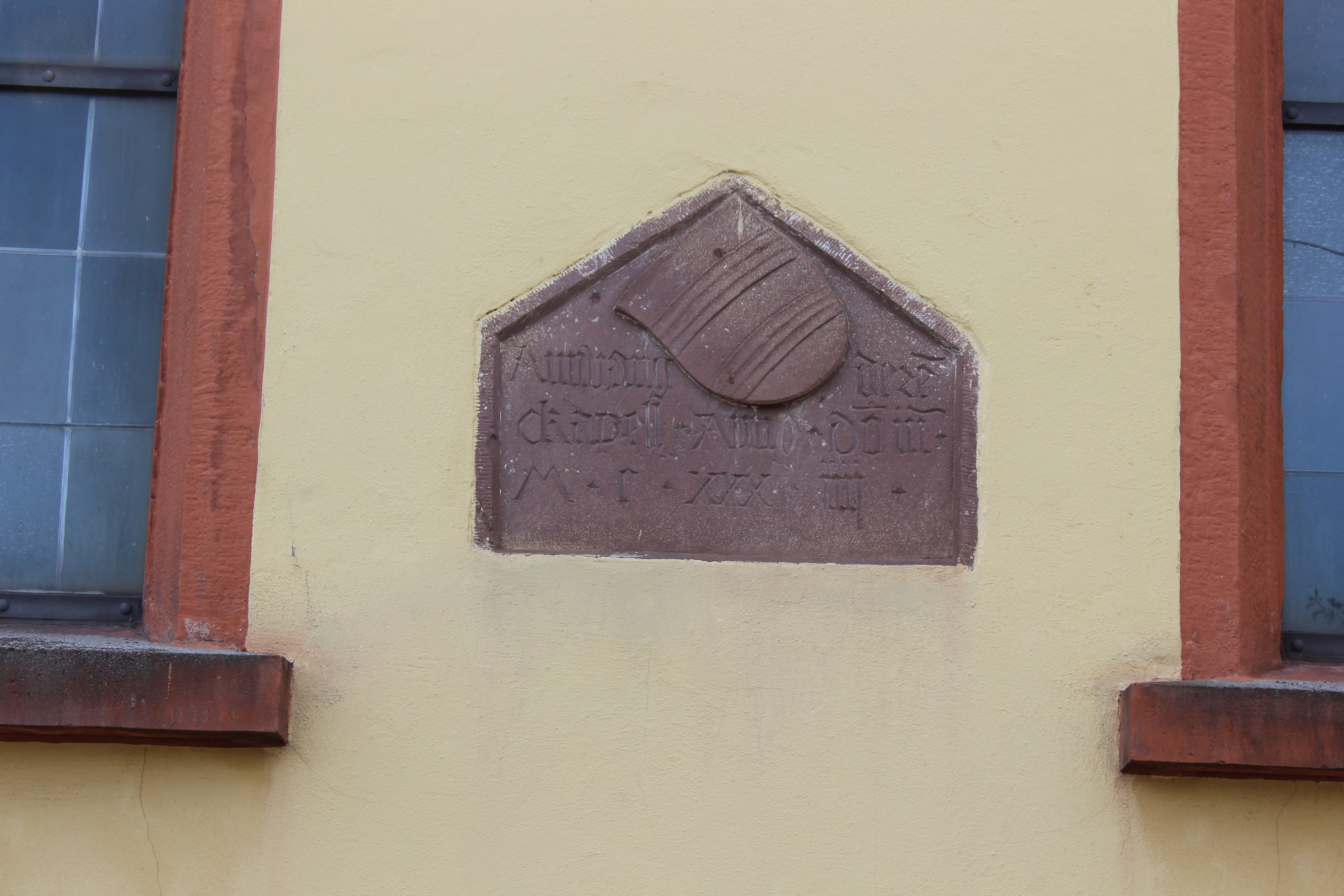
Gotischer Gedenkstein für Kirchenbau mit der Jahreszahl 1134, darauf das Wappen derer von Gemmingen
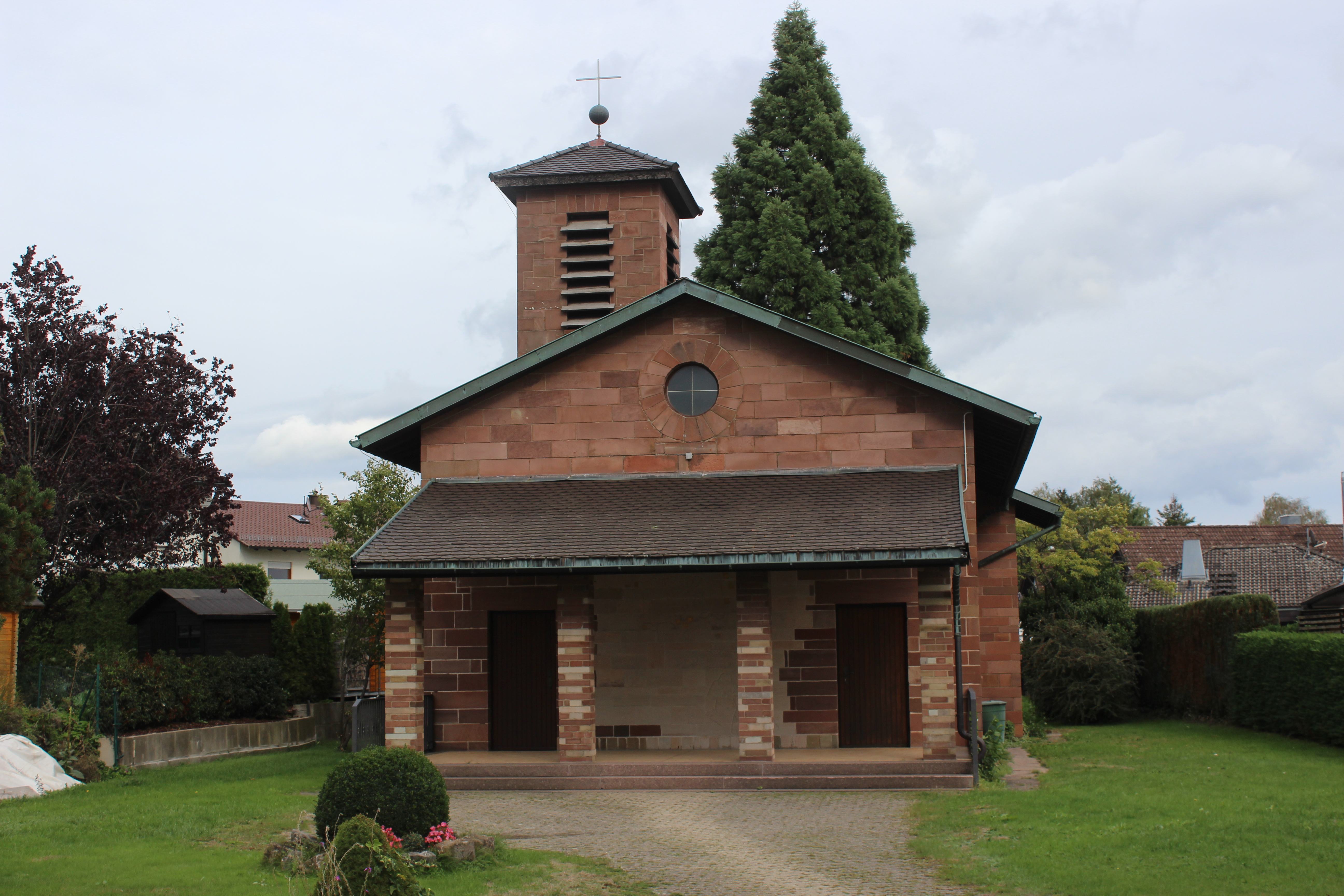
Evangelische Verklärung-Christi-Kirche, 1966 eingeweiht

Kirche St. Nikolaus
Für 1134 ist der Bau einer Kapelle für Nikolaus und Ägidius am Ort der heutigen Kirche nachgewiesen. Wegen Baufälligkeit wurde 1752 St. Nikolaus als Filialkirche neu errichtet.
Vom Vorgängerbau sind ein wiederverbauter Gedenkstein sowie ein Fenster der Sakristei erhalten. Holzplastiken von Urban und Sebastian lassen sich der Spätgotik zuordnen und wurden vermutlich im Zuge der Barockisierung der Kirche St. Urban und Vitus in Neuhausen nach Schellbronn abgegeben. Zudem ist vom ursprünglichen Hochaltar eine Nikolausfigur aus dem Jahr 1781 erhalten. Der heutige Hochaltar wurde 1912 im neobarocken Stil unter Verwendung eines Nikolausbildes von 1870 erschaffen.

## Kulturleben

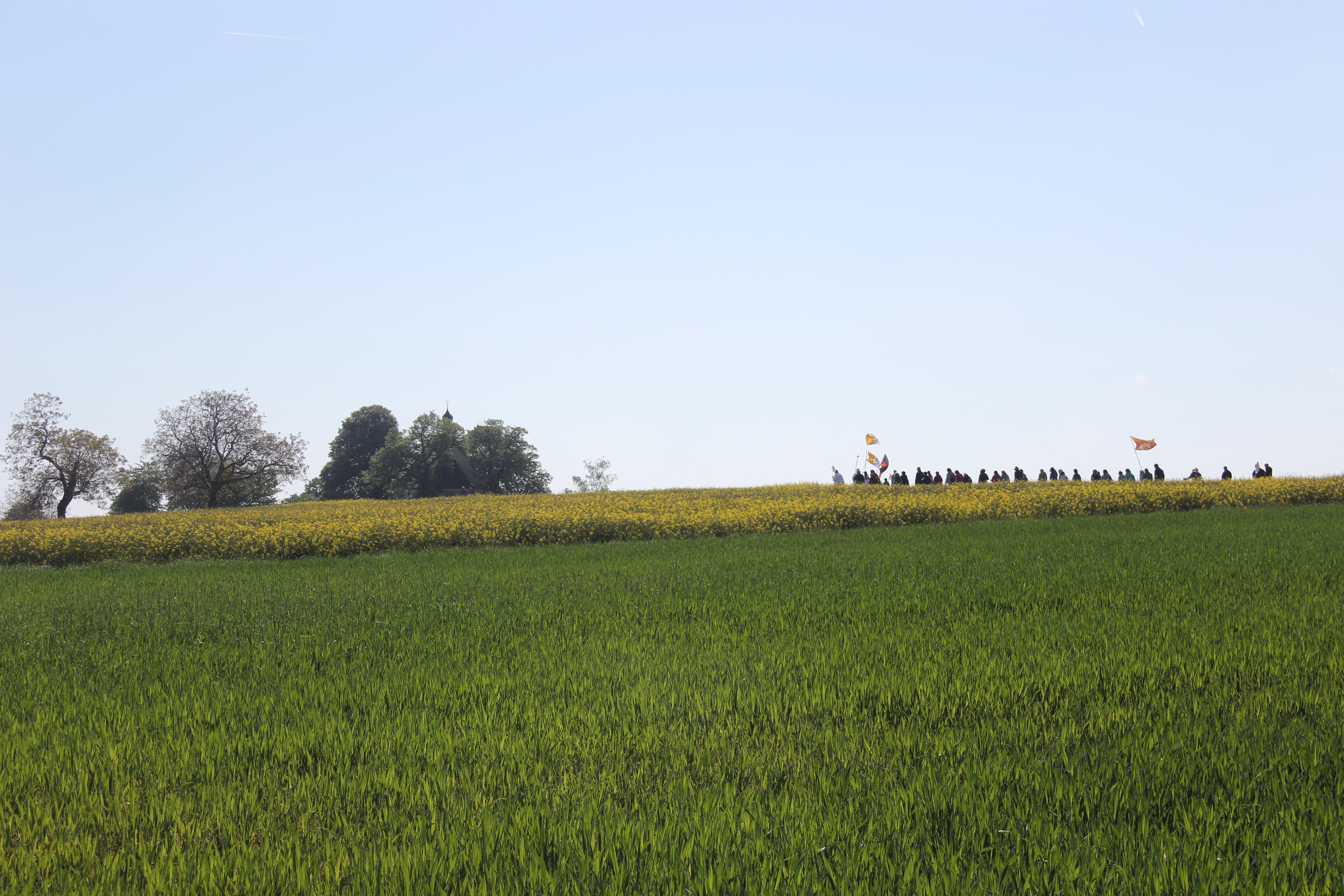
Katholische „Sternwallfahrt“ zur Kapelle St. Wendelin an Christi Himmelfahrt (2024)

In Neuhausen bereichern über 60 Vereine und Organisationen das öffentliche Leben.
Prozessionen zu Christi Himmelfahrt und Fronleichnam gehören ebenso zum Jahreskalender wie ein umfangreiches Fastnachtsprogramm. Besonders bekannt sind hier seit 1997 der Schellbronner Nachtumzug im Januar sowie der traditionelle Neuhausener Umzug am Fastnachtssonntag. Im Juni findet seit 2004 nahe der Kapelle St. Wendelin ein Sommerfest mit Sonnwendfeuer statt. Sportliches Highlight ist seit 1979 das Turnier „Biet-Pokal“.
Das örtliche Gewerbe präsentiert sich bei der jährlichen Leistungsschau im Herbst. Im Dorfzentrum findet regelmäßig ein Bauernmarkt statt.
Im Teilort Steinegg engagiert sich eine Mundart-Theatergruppe mit regelmäßigen Aufführungen für die Förderung des Dialekts. Die Kleinbühne „Theaterschachtel“ in Neuhausen bietet seit 2015 regelmäßig eigene Veranstaltungen und Gastauftritte.

## Wirtschaft und Infrastruktur

### Ansässige Unternehmen
Im Ortsteil Hamberg fertigt das Unternehmen Glaston Maschinen für die Isolierglas-Herstellung. Der Produktionsstandort geht auf die 2019 erfolgte Übernahme der Firma Bystronic Lenhardt GmbH zurück, welche seit 1966 bestand.
In Neuhausen hat der 1964 gegründete Hersteller von Elektronikkomponenten Klaschka seinen Sitz. 

### Verkehrsanbindung

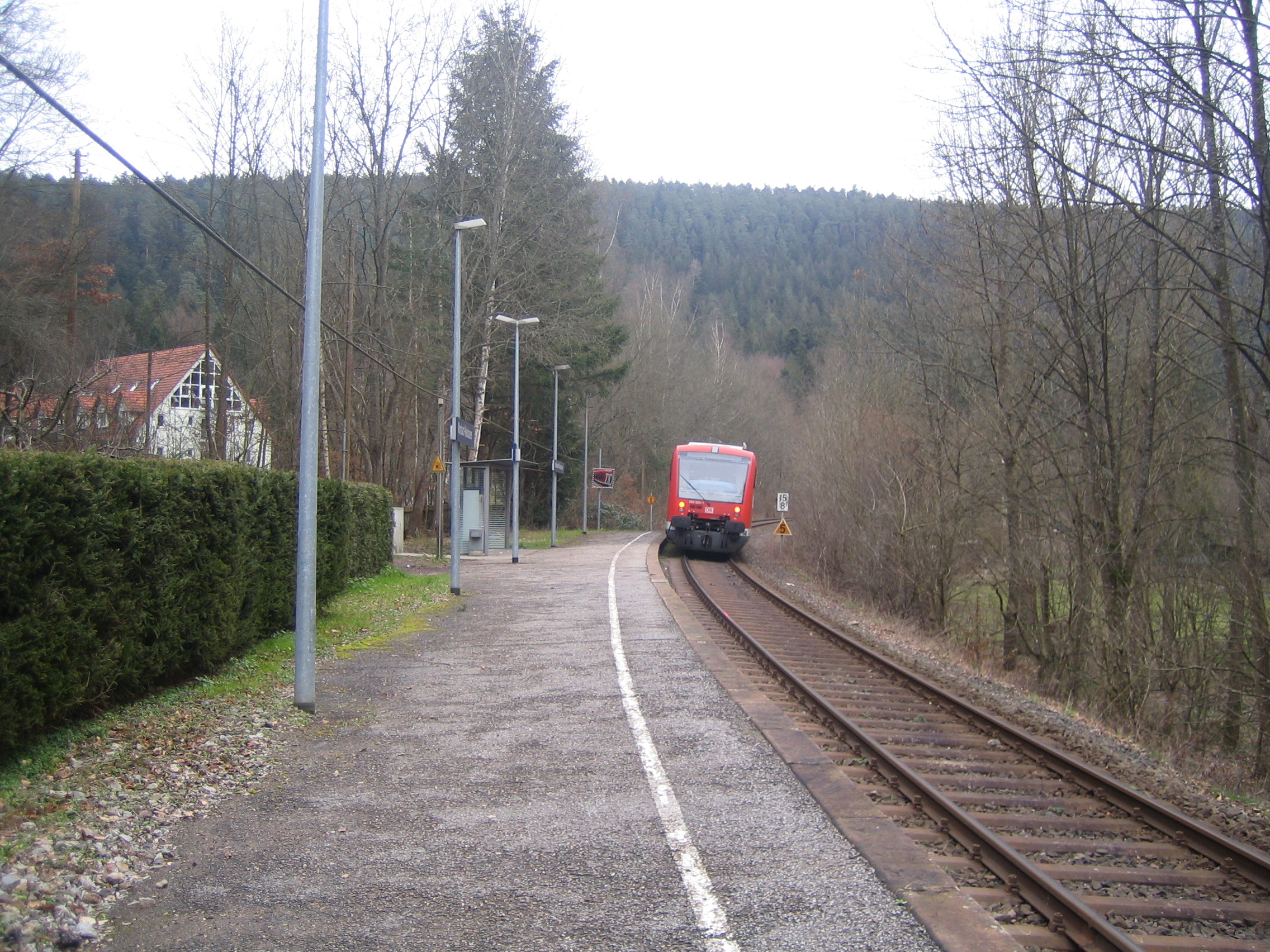
Der Bahnhof Monbach-Neuhausen

Die Gemeinde Neuhausen liegt ca. 10 km von der Anschlussstelle Heimsheim der A 8 entfernt. Durch Bad Liebenzell verläuft in etwa 8 km Entfernung die „Nagoldtalstraße“ B 463.
Anschluss ans Bahnnetz besteht über den Haltepunkt Monbach-Neuhausen der Nagoldtalbahn, ca. 5 km von der Ortsmitte entfernt. Ferner liegt in ca. 9 km südlicher Entfernung der Bahnhof Weil der Stadt, der zum Netz der S-Bahn Stuttgart gehört. Etwa 17 km nördlich von Neuhausen liegt der Hauptbahnhof Pforzheim mit Anschluss an die Stadtbahn Karlsruhe sowie an Regional- und Fernverkehr.
Nach Pforzheim verkehren die Stadtverkehr-Buslinien 741 und 742, die auch die Teilorte Neuhausens ringförmig durchfahren. Seit 2024 bietet die Linie 801 einzelne Werktagsfahrten zwischen Neuhausen und der Nachbarstadt Bad Liebenzell. Ab 2026 soll die Linie 663 Neuhausen mit Weil der Stadt und somit dem Verkehrsverbund Stuttgart verbinden. Neuhausen gehört zum Verkehrsverbund Pforzheim-Enzkreis.

### Gastronomie

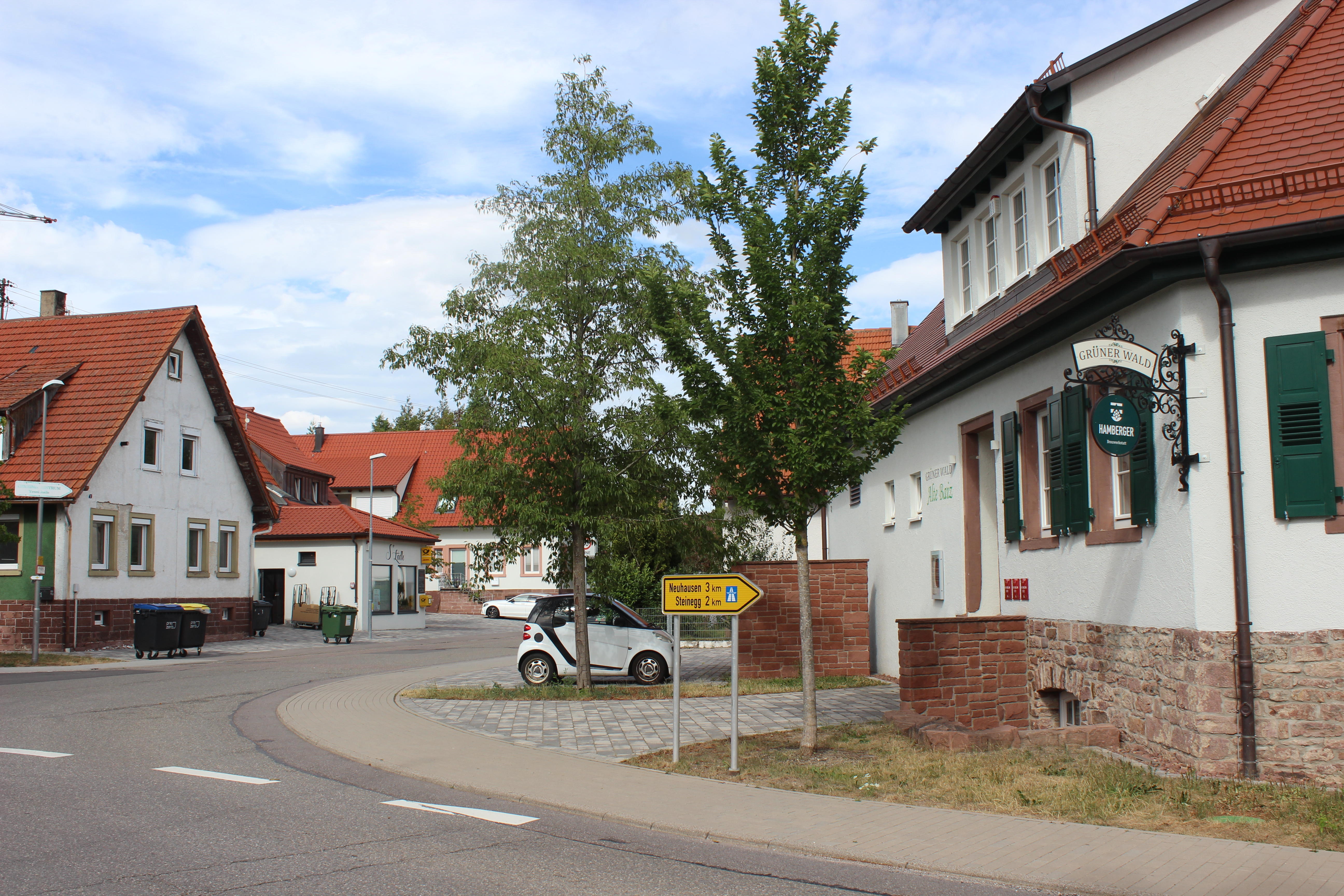
Die Hamberger „Alte Baiz“

Die „Alte Baiz“ im Ortsteil Hamberg trägt einen Stern im Guide Michelin (Stand: 2025).

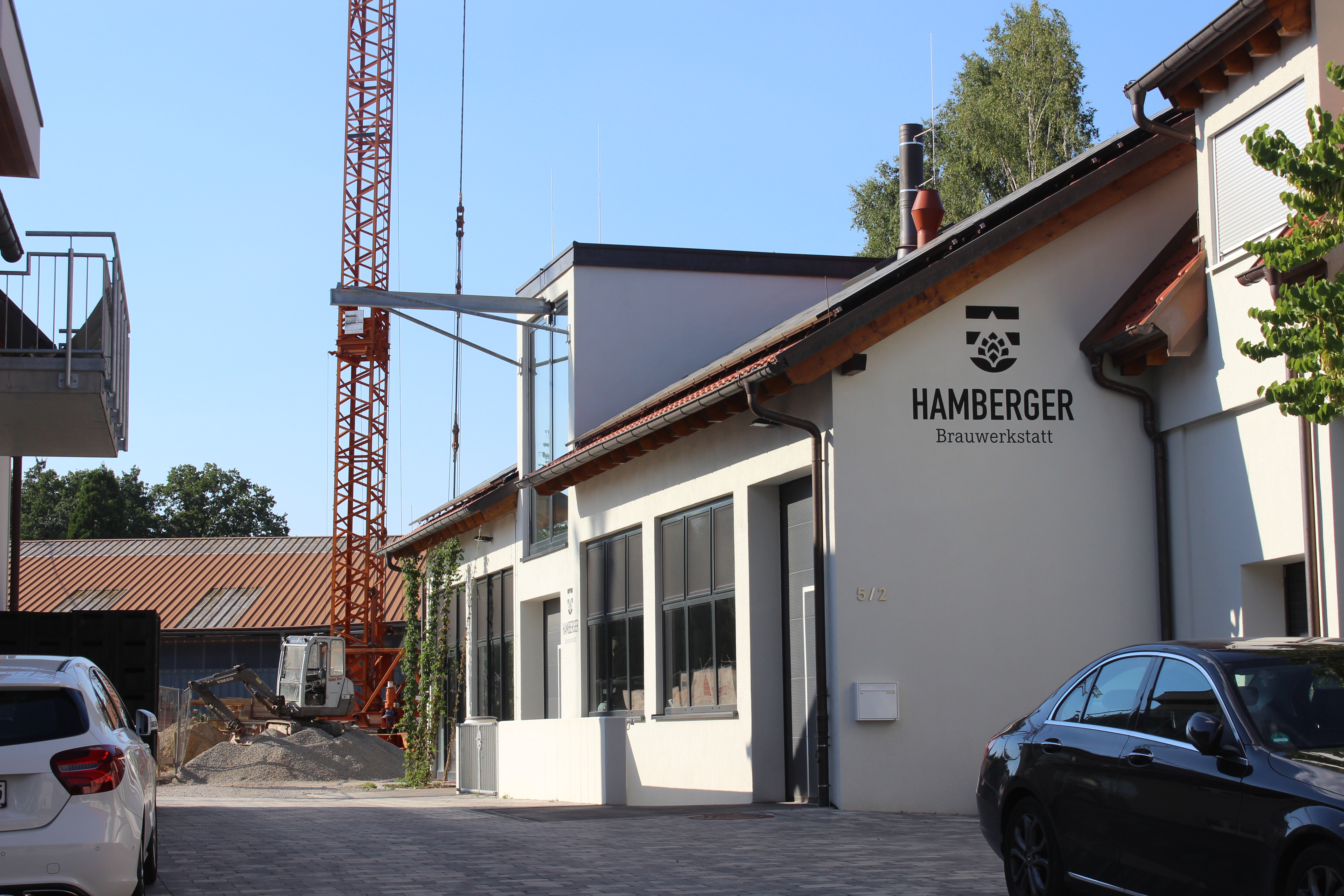
Die „Hamberger Brauwerkstatt“

In Hamberg entsteht das Bier der „Hamberger Brauwerkstatt“, zu der auch ein Biergarten gehört.

## Freizeit und Erholung

### Feriengebiete

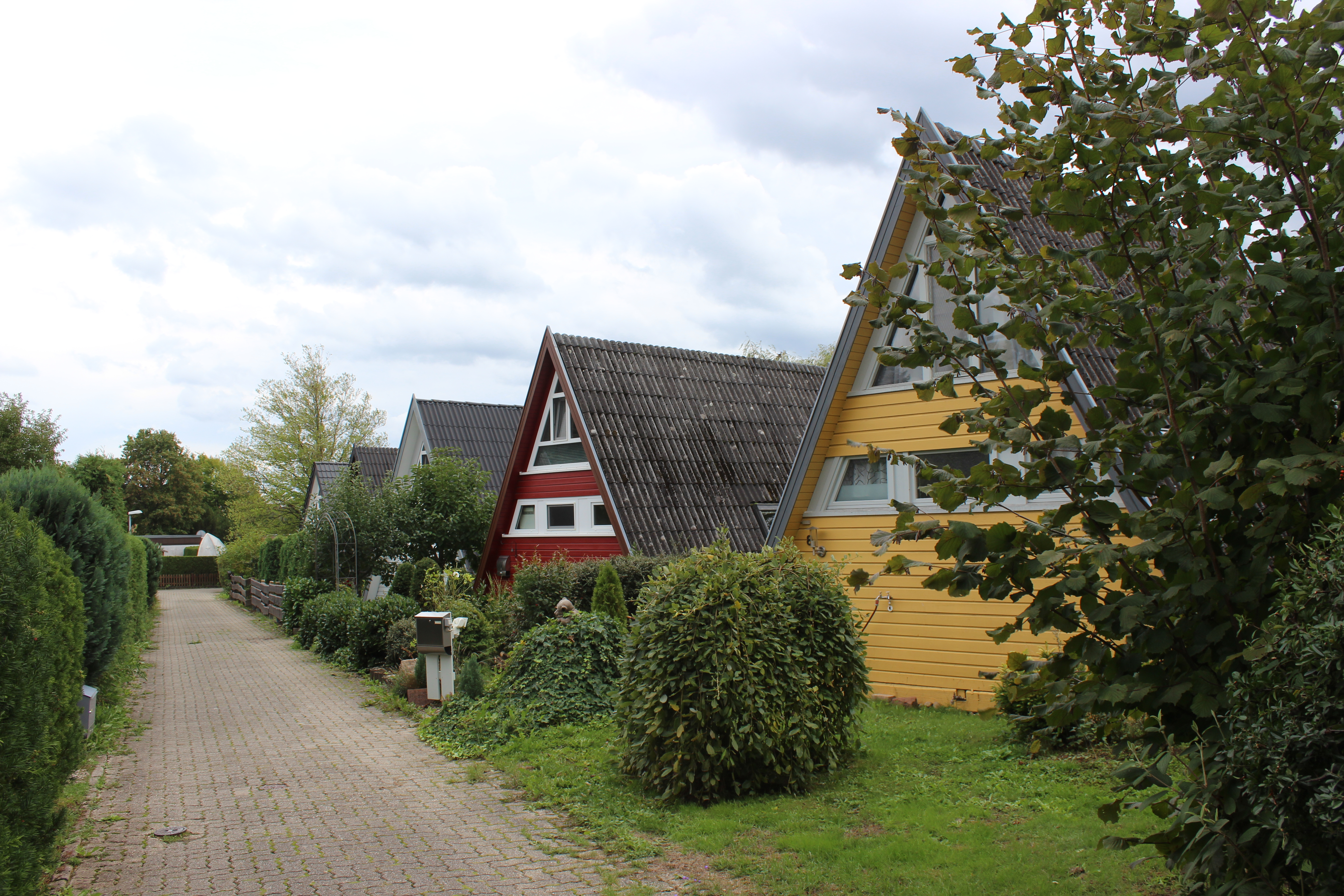
Nurdachhäuser im Schellbronner Ferienpark

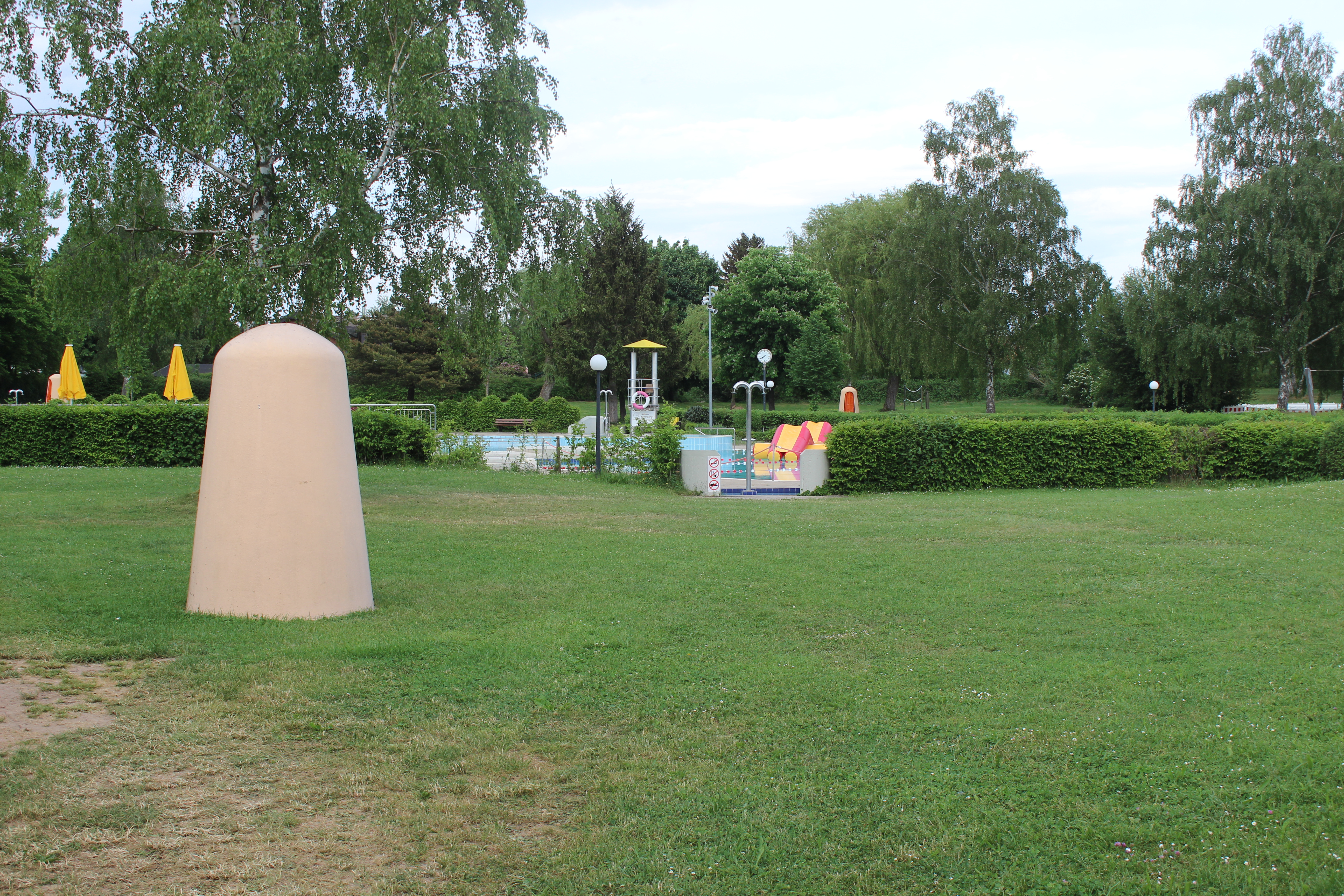
Freibad Schellbronn

Schellbronn verfügt über einen Campingplatz und seit 1973 über einen Ferienpark. Das nebenan liegende Freibad wurde 1935 angelegt, um gleichzeitig einen Löschweiher zu schaffen.
Schellbronn und Steinegg tragen jeweils das Prädikat „Erholungsort“.

### Naherholung

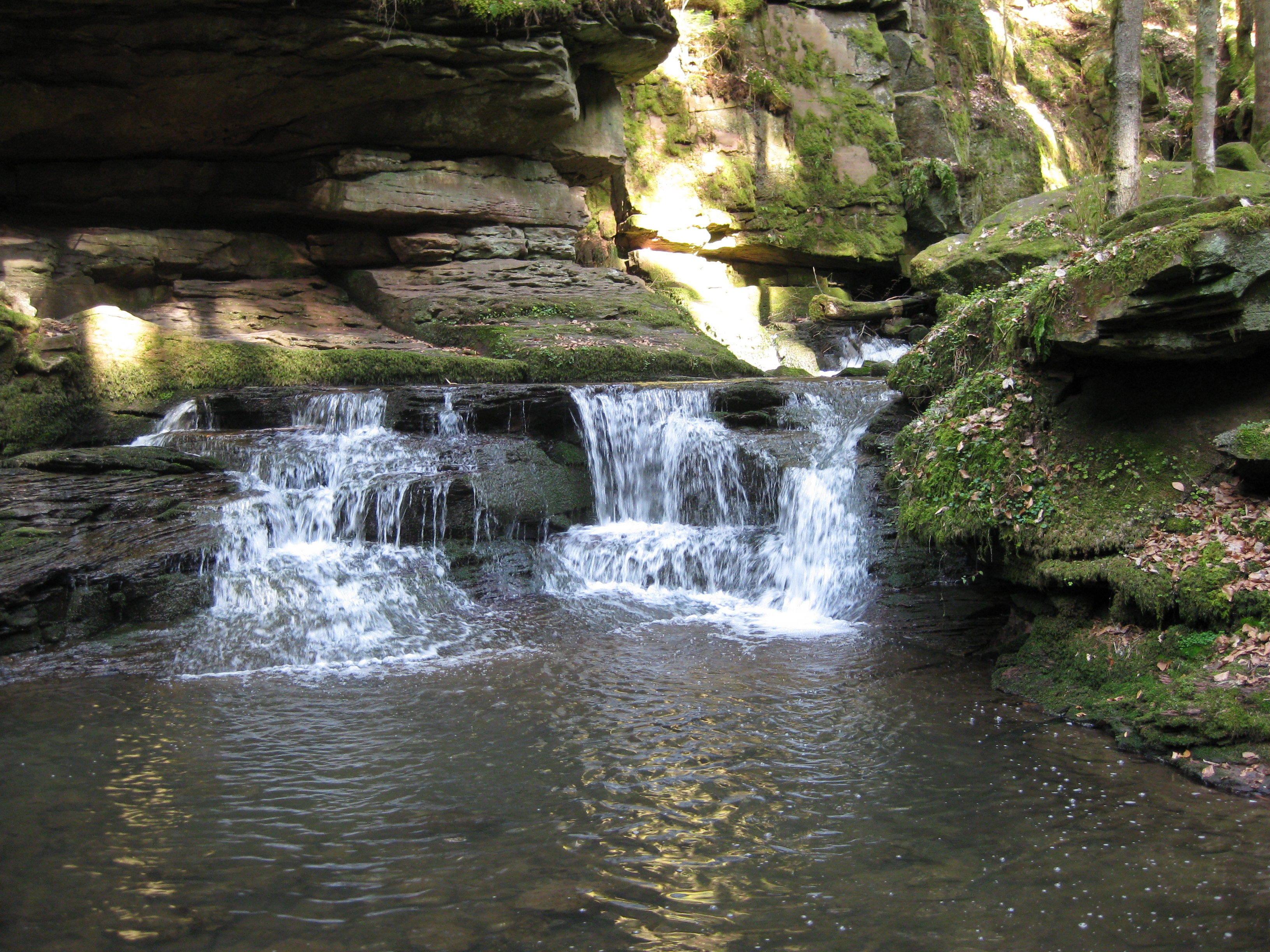
Wasserfall in der Monbachschlucht

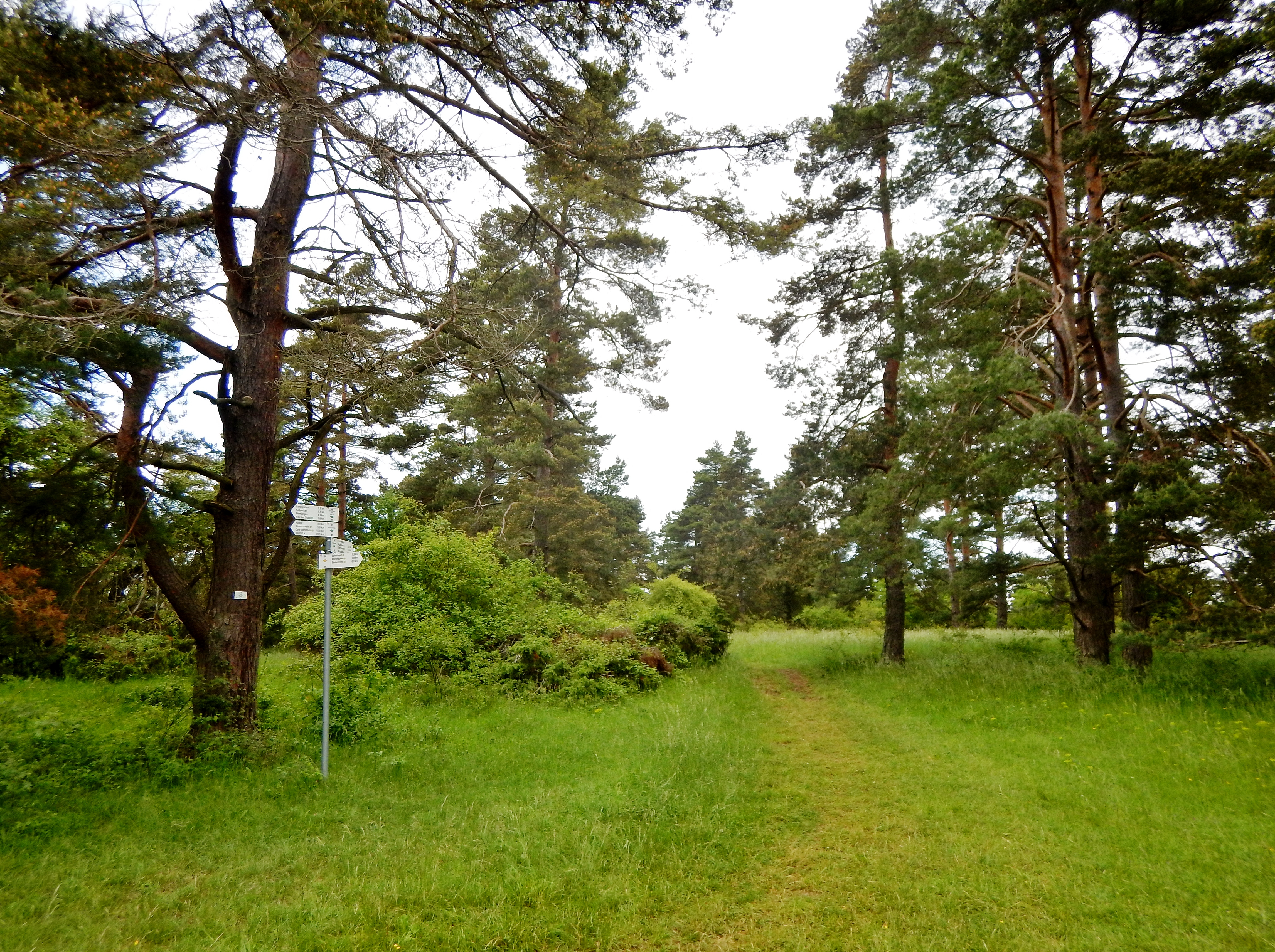
Naturschutzgebiet Büchelberg

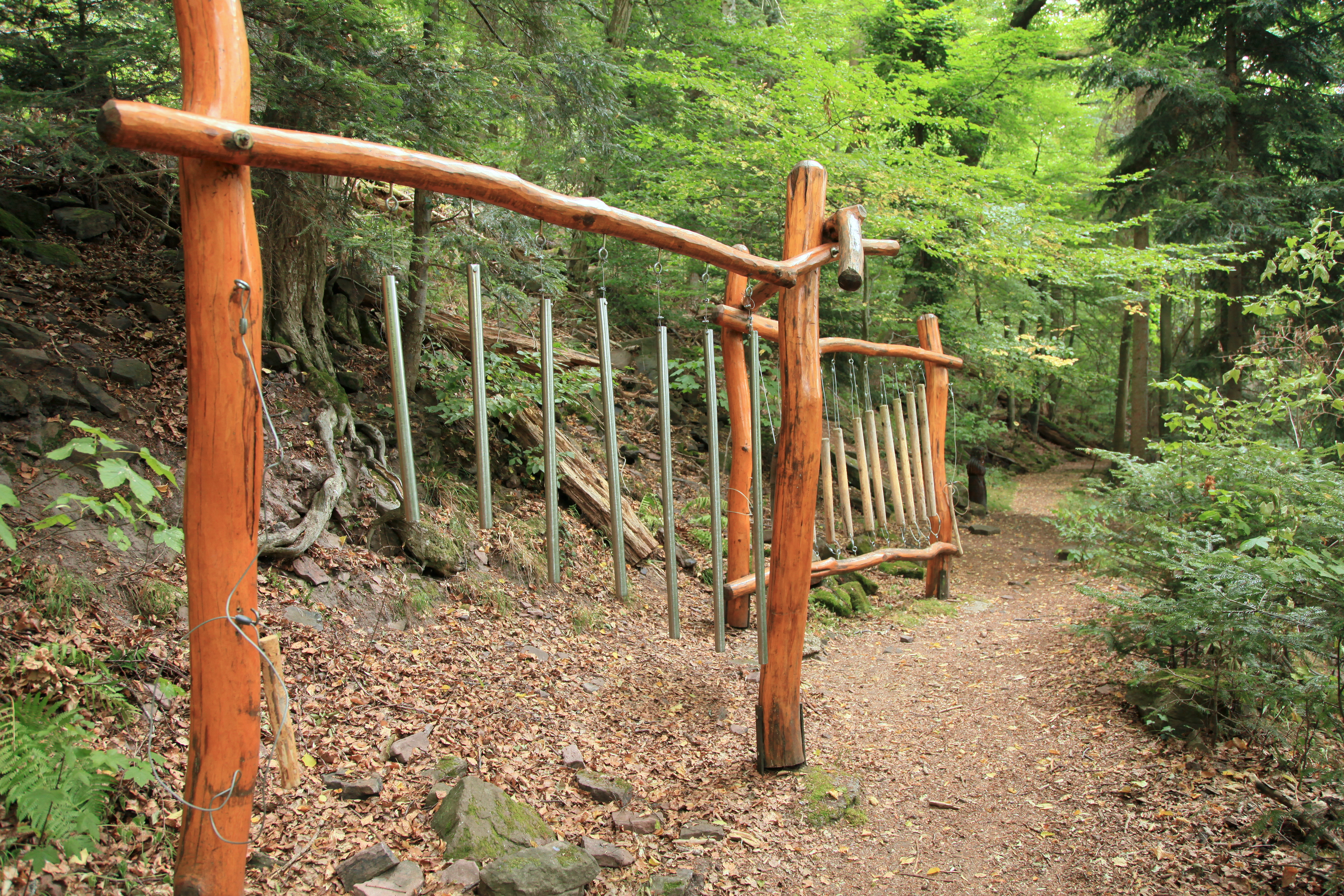
Station des Walderlebnispfades „Klebwald“

In der Nähe Neuhausens liegt das Naherholungsgebiet Monbachtal. An der Grenze zum Landkreis Böblingen erhebt sich der Büchelberg. Beide Gebiete stehen unter Naturschutz. Auch ein Teil des Naturschutzgebietes Unteres Würmtal liegt auf dem Gebiet Neuhausens.
Am Ortsrand Neuhausens, in der Nähe des Friedhofs, liegt der Galgenberg. Im Winter ist der Galgenberg ein gut besuchter Rodelhang für Kinder.
Im Nagoldtal, noch auf Neuhausener Gebiet, befindet sich im Bannwald Klebwald der gleichnamige Walderlebnispfad.

### Wanderstrecken
Die Fernwanderstrecke Ostweg (Pforzheim–Schaffhausen), die den Ort berührt, führt an vielen Natur- und Baudenkmälern vorbei.
Der Wanderrundweg „Kapellenweg Biet“ führt zu vielen großen und kleinen historischen Glaubensstätten in den Gemeinden Tiefenbronn und Neuhausen.

## Persönlichkeiten
- Mathilde Tholuck (1816–1894), geborene Freiin von Gemmingen-Steinegg, Mitgründerin der Diakonie in Halle
- Hugo Dörle (1859–1926), badischer Oberamtmann
- Theodor Hirn (1879–1959), Bürgermeister Neuhausens 1919–1933 sowie 1945–1947, seit 1952 Ehrenbürger
- Gisela Bär (1920–1991), im Ortsteil Hamberg aufgewachsene[111] Bildhauerin
- Armin Kolb (* 1958), im Ortsteil Hamberg geborener Kunsthandwerker und Künstler
- Peter Freudenthaler (* 1963) und Volker Hinkel (* 1965), mit Neuhausen verbundene Musiker der Band Fools Garden[112]
- Natenom (1980/1981–2024), Fahrradaktivist und -blogger, nahe Neuhausen tödlich verunglückt
- Sebastian Bogner (* 1991), Schach-Großmeister aus Neuhausen[113]

## Trivia
- Die Neuhausener werden von alters her mit dem Spitznamen „Hau-Hütler“ tituliert. Ob ein Zusammenhang mit dem Flurnamen „Hau“ besteht oder eher auf „hohe Hüte“ und eine den Einwohnern zugeschriebene Arroganz angespielt wird, ist unklar.[114] In der örtlichen Fastnacht dient „Hau-Hu“ als Narrenruf sowie als Name des Fastnachtsvereins.
- Die Band Fools Garden betreibt in Neuhausen ein Tonstudio. Beide Bandgründer stammen aus Neuhausen bzw. der Region.[112][115]
- Nach dem Ortsteil Schellbronn wurde 1981 der Schellbronner Weg in der Schwarzwaldsiedlung des Berliner Bezirks Reinickendorf benannt; fünf weitere örtliche Straßen tragen ebenfalls Ortsnamen aus dem Großraum Pforzheim. Die Gründe für die Auswahl sind unklar.[116]
- Am 30. Januar 2024 kam der Hohenwarter Fahrradaktivist Natenom bei einem Verkehrsunfall zwischen Neuhausen und Schellbronn ums Leben. Er war mit dem Fahrrad unterwegs und wurde mutmaßlich von einem Auto angefahren.[117] Der Fall zog bundesweite Protestaktionen für mehr Verkehrssicherheit auf dem Fahrrad nach sich.[118]